# Liste der Mitglieder der Frankfurter Nationalversammlung
Die folgende Liste verzeichnet die Mitglieder der Frankfurter Nationalversammlung (MdFN). Der Frankfurter Nationalversammlung, die vom 18. Mai 1848 bis zum 31. Mai 1849 in der Frankfurter Paulskirche und anschließend bis zum 18. Juni 1849 als Rumpfparlament in Stuttgart tagte, gehörten insgesamt 808 Abgeordnete an.

## A

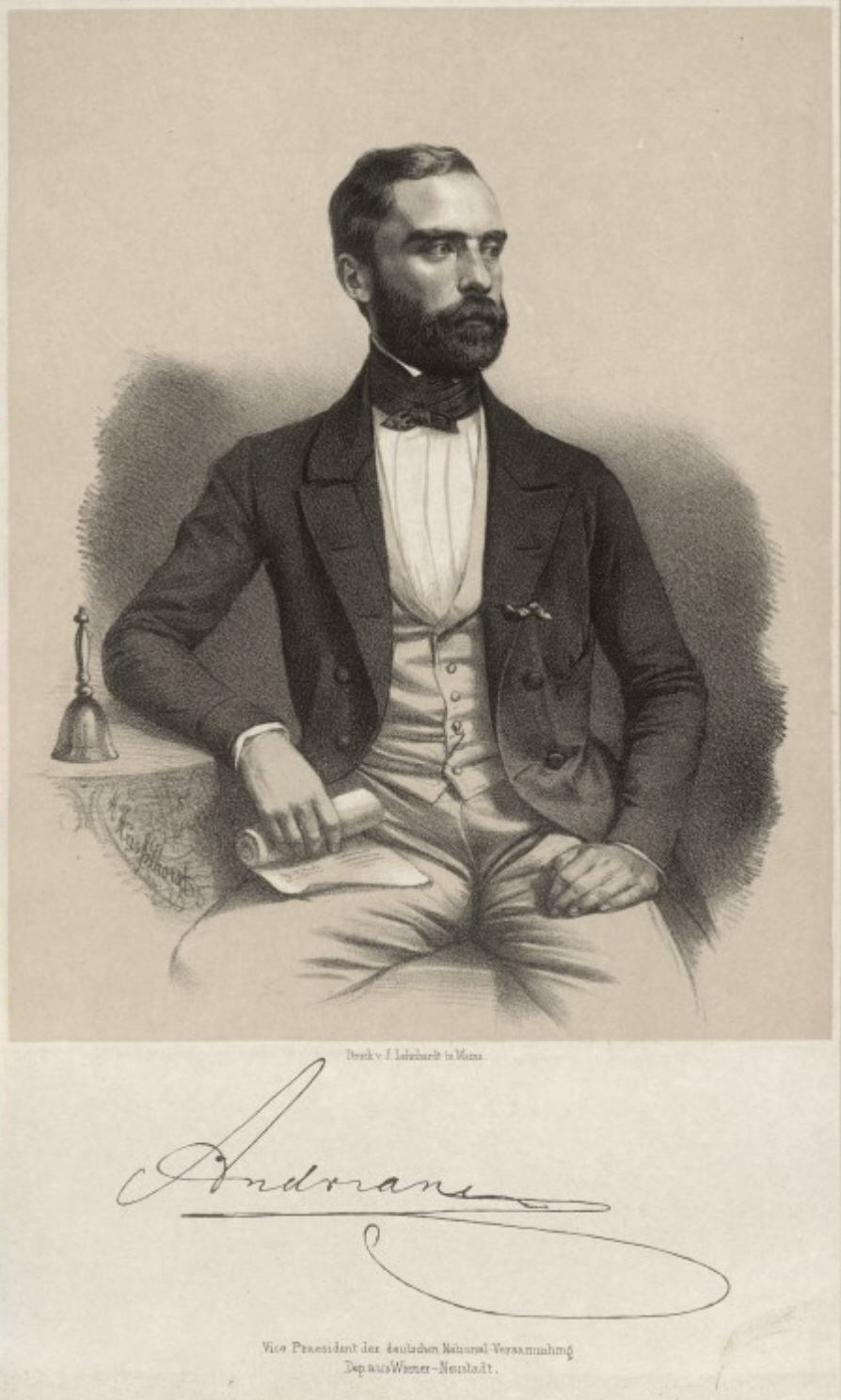
Andrian-Werburg (Lithographie von H. Hasselhorst)
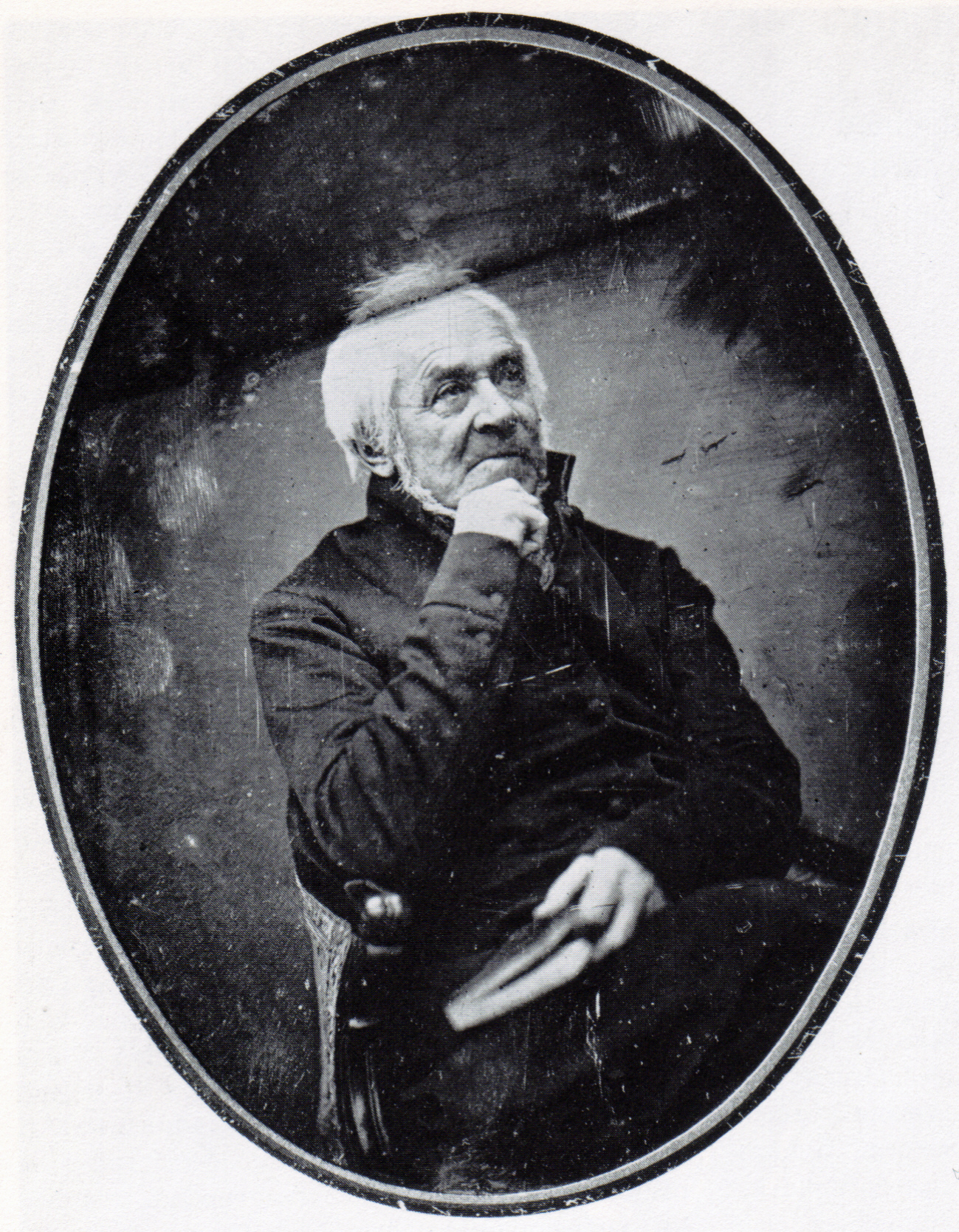
Arndt (Daguerreotypie von J. Seib)

| Name                                 | Lebensdaten | Abgeordneter von/bis              | Wahlkreis                                                             | Fraktion             |
| ------------------------------------ | ----------- | --------------------------------- | --------------------------------------------------------------------- | -------------------- |
| Georg Achleitner                     | 1806–1883   | 18. Mai 1848 13. April 1849       | 12. Wahlkreis Österreich ob der Enns und Salzburg in Ried im Innkreis | Westendhall          |
| Philipp Ludwig Adam                  | 1813–1893   | 30. April 1849 30. Mai 1849       | 2. Wahlkreis Donau in Ulm                                             | fraktionslos         |
| Franz Adams der Ältere               | 1800–1868   | 18. Mai 1848 26. Februar 1849     | 13. Wahlkreis Rheinland in Koblenz                                    | Casino               |
| Heinrich Ahrens                      | 1808–1874   | 18. Mai 1848 30. Mai 1849         | 9. Wahlkreis Hannover in Holle                                        | Westendhall          |
| Gustav August von Aichelburg         | 1813–1882   | 1. September 1848 30. April 1849  | 4. Wahlkreis Kärnten in Villach                                       | fraktionslos         |
| Jacob Aicher von Aichenegg           | 1809–1877   | 20. Mai 1848 1. Juli 1848         | 5. Wahlkreis Kärnten in Spittal an der Drau                           | fraktionslos         |
| Friedrich Heinrich Leonhard Albert   | 1819–1864   | 9. März 1849 20. Mai 1849         | 2. Wahlkreis Sachsen in Aschersleben                                  | Augsburger Hof       |
| Wilhelm Eduard Albrecht              | 1800–1876   | 18. Mai 1848 17. August 1848      | 11. Wahlkreis Hannover in Harburg                                     | Casino               |
| Julius Ambrosch                      | 1804–1856   | 23. Mai 1848 4. April 1849        | 18. Wahlkreis Schlesien in Ohlau                                      | Casino / Pariser Hof |
| Gustav von Amstetter                 | 1800–1875   | 11. Dezember 1848 16. Mai 1849    | 21. Wahlkreis Schlesien in Breslau                                    | fraktionslos         |
| Friedrich Anders                     | 1808–1875   | 18. Mai 1848 3. Mai 1849          | 8. Wahlkreis Schlesien in Jauer                                       | fraktionslos         |
| Ferdinand Anderson                   | 1804–1864   | 18. Mai 1848 20. Mai 1849         | 16. Wahlkreis Brandenburg in Beeskow                                  | Westendhall          |
| Victor Franz von Andrian-Werburg     | 1813–1858   | 18. Mai 1848 30. März 1849        | 21. Wahlkreis Österreich unter der Enns in Wiener Neustadt            | Casino / Pariser Hof |
| Heinrich Anz                         | 1797–1865   | 18. Mai 1848 30. Mai 1849         | 25. Wahlkreis Preußen in Marienwerder                                 | Landsberg            |
| Franz Seraphim Archer                | 1813–1879   | 14. Oktober 1848 14. April 1849   | 2. Wahlkreis Steiermark in Graz                                       | Westendhall          |
| Ernst Moritz Arndt                   | 1769–1860   | 18. Mai 1848 20. Mai 1849         | 28. Wahlkreis Rheinland in Solingen                                   | fraktionslos         |
| Carl Ludwig Arndts                   | 1803–1878   | 20. Mai 1848 19. Mai 1849         | 3. Wahlkreis Niederbayern in Straubing                                | Casino / Pariser Hof |
| Alfred von Arneth                    | 1819–1897   | 11. September 1848 19. März 1849  | 22. Wahlkreis Österreich unter der Enns in Neunkirchen                | Augsburger Hof       |
| Adolf Heinrich von Arnim-Boitzenburg | 1803–1868   | 18. Mai 1848 10. Juni 1849        | 9. Wahlkreis Brandenburg in Prenzlau                                  | fraktionslos         |
| Carl Adolph Felix Aue                | 1803–1874   | 3. Juni 1848 28. August 1848      | Wahlkreis Herzogtum Sachsen-Anhalt, Anhalt-Dessau                     | fraktionslos         |
| Anton Alexander von Auersberg        | 1806–1876   | 18. Mai 1848 13. September 1848   | 1. Wahlkreis Krain in Laibach                                         | fraktionslos         |
| Hans von Auerswald                   | 1792–1848   | 20. Mai 1848 18. September 1848   | 26. Wahlkreis Preußen in Rosenberg                                    | Casino               |
| Matthias Aulike                      | 1807–1865   | 1. September 1848 25. Januar 1849 | 20. Wahlkreis Westfalen in Münster                                    | fraktionslos         |

## B

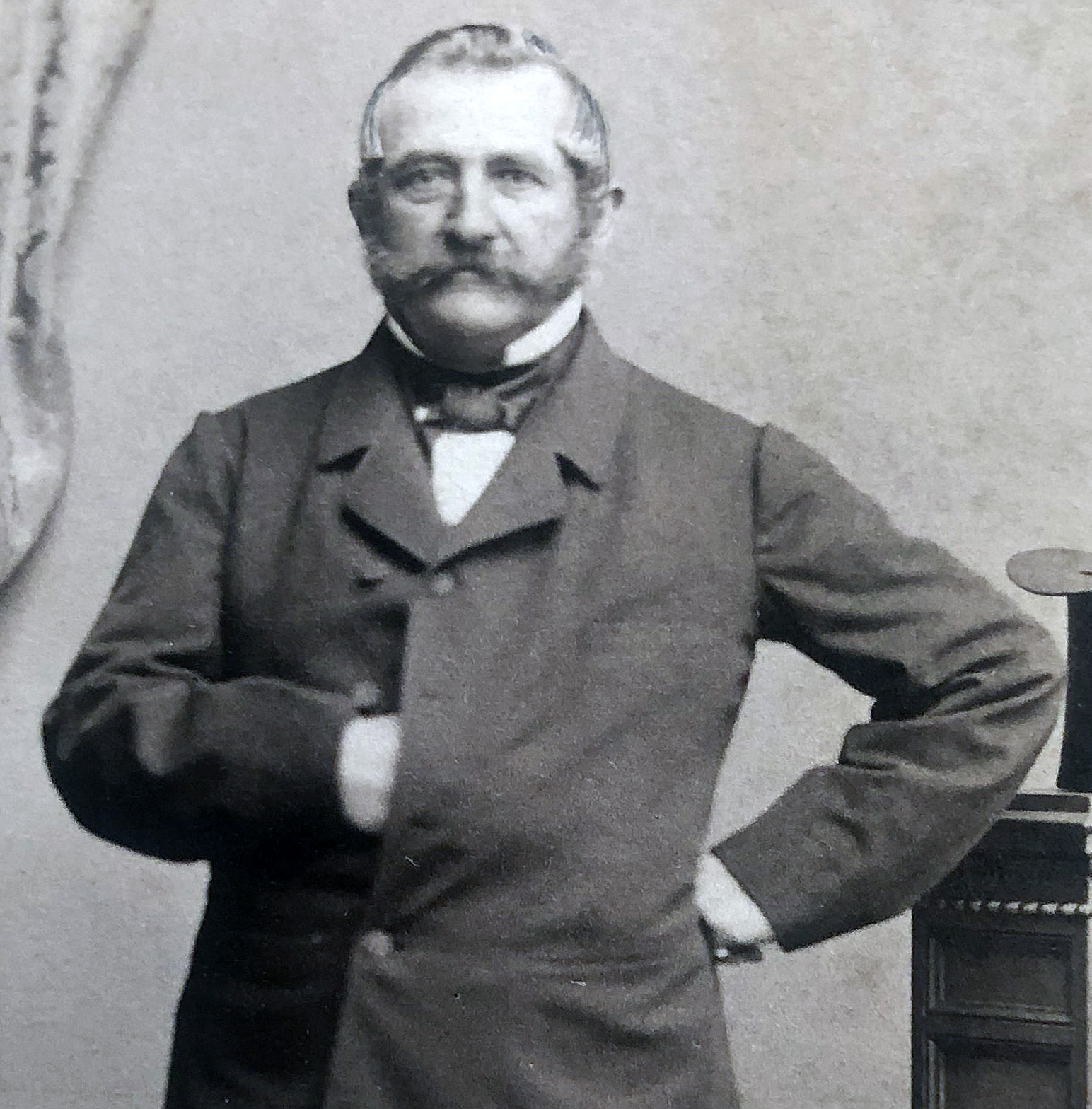
Carl Friedrich David Bandelow (Daguerreotypie von Philipp Graff)
Bassermann (Stahlstich nach einem Gemälde von A. Friedmann)
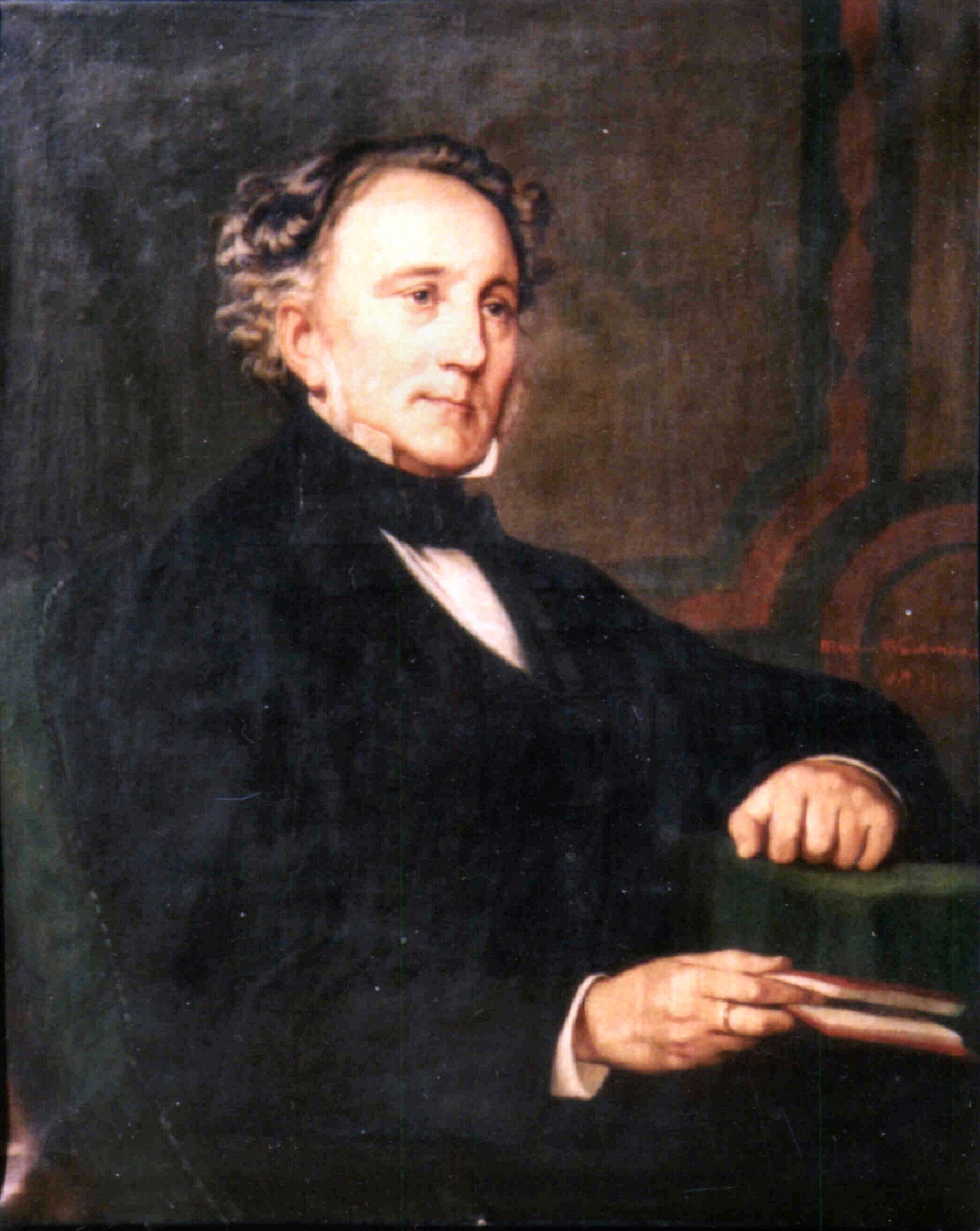
v. Beckerath (Ölgemälde, Ersteller unbekannt)
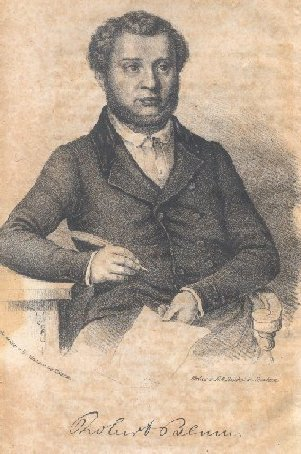
Blum (Lithographie, Ersteller unbekannt)
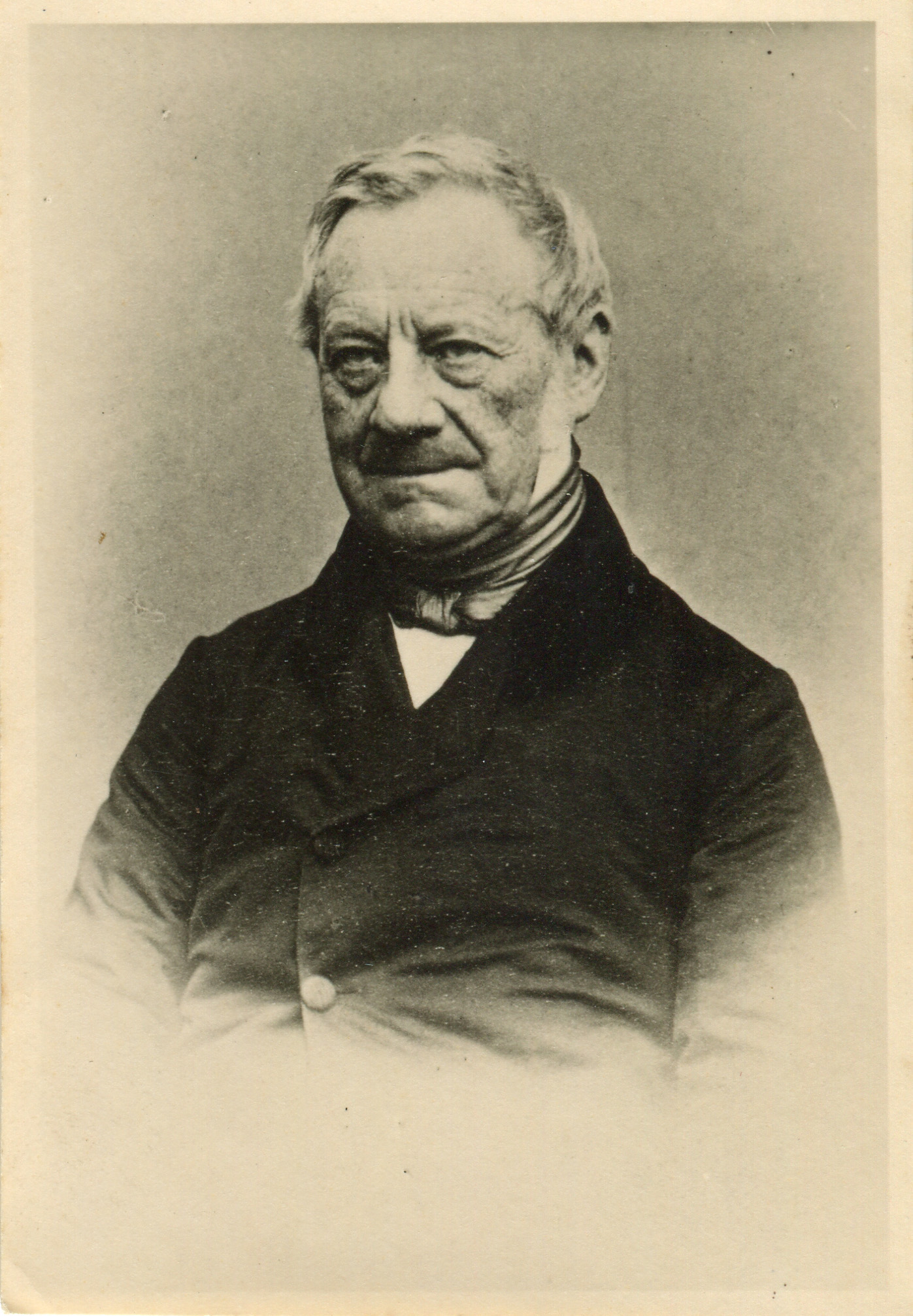
Breusing (Photographie, Ersteller unbekannt)

| Name                             | Lebensdaten    | Abgeordneter von/bis               | Wahlkreis                                                         | Fraktion                                            |
| -------------------------------- | -------------- | ---------------------------------- | ----------------------------------------------------------------- | --------------------------------------------------- |
| Wilhelm Bachmaier                | 1801–1864      | 23. März 1849 26. Mai 1849         | 8. Wahlkreis Oberfranken in Forchheim                             | fraktionslos                                        |
| Hermann Backhaus                 | 1817–1901      | 20. Mai 1848 30. Mai 1849          | Wahlkreis Waldeck in Korbach, Wildungen und Arolsen               | Württemberger Hof                                   |
| Alexander von Bally              | 1802–1853      | 24. Mai 1848 17. Mai 1849          | 33. Wahlkreis Schlesien in Beuthen                                | Café Milani                                         |
| Carl Friedrich David Bandelow    | 1804–1869      | 17. März 1849 11. Mai 1849         | 7. Wahlkreis Posen in Wollstein                                   | Casino                                              |
| Kurt von Bardeleben              | 1796–1854      | 20. Mai 1848 13. November 1848     | 17. Wahlkreis Preußen in Königsberg-Land                          | Casino                                              |
| Franz Barth                      | 1802–1877      | 4. April 1849 18. April 1849       | Wahlkreis Tirol und Vorarlberg in Schwaz                          | fraktionslos                                        |
| Marquard Adolph Barth            | 1809–1885      | 18. Mai 1848 24. Mai 1849          | 5. Wahlkreis Schwaben in Kaufbeuren                               | Württemberger Hof / Augsburger Hof                  |
| Friedrich Daniel Bassermann      | 1811–1855      | 18. Mai 1848 21. Mai 1849          | 4. Wahlkreis Unterfranken in Stadtprozelten                       | Casino                                              |
| Johann Friedrich Christoph Bauer | 1803–1873      | 31. Mai 1848 25. Mai 1849          | 5. Wahlkreis Mittelfranken in Windsheim                           | Landsberg                                           |
| Josef von Bauer                  | 1817–1886      | 26. Februar 1849 13. April 1849    | 20. Wahlkreis Österreich unter der Enns in Baden                  | fraktionslos                                        |
| Karl Eduard Bauernschmid         | 1801–1875      | 11. September 1848 11. April 1849  | 18. Wahlkreis Österreich unter der Enns in Klosterneuburg         | Deutscher Hof                                       |
| Ludwig von Baumbach zu Kirchheim | 1799–1883      | 20. November 1848 16. Februar 1849 | 1. Wahlkreis Kurfürstentum Hessen in Kassel                       | Augsburger Hof                                      |
| Johann Georg Baur                | 1820–1849      | 4. November 1848 18. Februar 1849  | 1. Wahlkreis Hohenzollern in Hechingen                            | Westendhall                                         |
| Christoph Becker                 | 1814–1886      | 18. Mai 1848 30. Mai 1849          | 1. Wahlkreis Rheinland in Schönecken                              | Württemberger Hof                                   |
| Friedrich Gottlieb Becker        | 1792–1865      | 18. Mai 1848 24. Mai 1849          | Wahlkreis Sachsen-Coburg und Gotha in Gotha                       | Casino                                              |
| Hermann von Beckerath            | 1801–1870      | 18. Mai 1848 4. Mai 1849           | 33. Wahlkreis Rheinland in Krefeld                                | Casino                                              |
| Wilhelm Behncke                  | 1809–1880      | 8. Februar 1849 21. Mai 1849       | 4. Wahlkreis Hannover in Nienburg/Weser                           | fraktionslos                                        |
| Wilhelm Joseph Behr              | 1775–1851      | 18. Mai 1848 21. Mai 1849          | 5. Wahlkreis Oberfranken in Kronach                               | fraktionslos                                        |
| Carl Beidtel                     | 1817–1893      | 23. Mai 1848 25. April 1849        | Wahlkreis Mähren in Ungarisch Hradisch                            | fraktionslos                                        |
| Wilhelm Beinhauer                | 1795–nach 1860 | 18. Mai 1848 18. August 1848       | 13. Wahlkreis Österreich unter der Enns in Waidhofen an der Thaya | fraktionslos                                        |
| Hermann von Beisler              | 1790–1859      | 29. Mai 1848 7. Mai 1849           | 3. Wahlkreis Oberbayern in Erding                                 | Café Milani                                         |
| Joseph Benedict                  | 1809–1880      | 1. Juli 1848 13. April 1849        | 5. Wahlkreis Kärnten in Spittal an der Drau                       | Casino                                              |
| Johann Nepomuk Berger            | 1816–1870      | 24. Mai 1848 23. April 1849        | Wahlkreis Mähren-Olmütz in Mährisch-Schönberg                     | Donnersberg                                         |
| Friedrich Bergmüller             | 1818–1884      | 1. September 1848 30. Mai 1849     | 14. Wahlkreis Österreich ob der Enns in Mattighofen               | fraktionslos                                        |
| Theodor Berkmann                 | 1802–1870      | 13. Juni 1849 18. Juni 1849        | 5. Wahlkreis Pfalz in Kirchheimbolanden                           | Donnersberg                                         |
| Adolph Bermbach                  | 1821–1875      | 27. Februar 1849 18. Juni 1849     | 19. Wahlkreis Rheinland in Siegburg                               | Deutscher Hof                                       |
| Karl Bernhardi                   | 1799–1874      | 18. Mai 1848 21. Mai 1849          | 2. Wahlkreis Kurfürstentum Hessen in Eschwege                     | Casino                                              |
| Georg Beseler                    | 1809–1888      | Mai 1848 20. Mai 1849              | 13. Wahlkreis Pommern in Wolgast                                  | Casino                                              |
| Wilhelm Beseler                  | 1806–1884      | 23. November 1848 21. Mai 1849     | 2. Wahlkreis Holstein in Itzehoe                                  | Casino                                              |
| Karl Biedermann                  | 1812–1901      | 18. Mai 1848 26. Mai 1849          | 11. Wahlkreis Sachsen in Zwickau                                  | Württemberger Hof / Augsburger Hof / Nürnberger Hof |
| Friedrich Bloemer                | 1807–1872      | 20. Mai 1848 30. Mai 1849          | 24. Wahlkreis Rheinland in Monschau                               | fraktionslos                                        |
| Robert Blum                      | 1807–1848      | 18. Mai 1848 9. November 1848      | 6. Wahlkreis Sachsen in Leipzig                                   | Deutscher Hof                                       |
| Josef Blumenstetter              | 1807–1885      | 18. Mai 1848 23. Oktober 1848      | 1. Wahlkreis Hohenzollern in Hechingen                            | fraktionslos                                        |
| August Blumröder                 | 1776–1860      | 18. Mai 1848 18. September 1848    | Wahlkreis Schwarzburg-Sondershausen                               | Westendhall                                         |
| Gustav Blumröder                 | 1802–1853      | 18. Mai 1848 18. Juni 1849         | 4. Wahlkreis Oberfranken in Wunsiedel                             | Westendhall                                         |
| Johann Boch-Buschmann            | 1782–1858      | 3. Januar 1849 30. Mai 1849        | Wahlkreis Luxemburg                                               | fraktionslos                                        |
| Eugen Bock                       | 1816–1888      | 26. Mai 1848 20. Mai 1849          | 4. Wahlkreis Westfalen in Gütersloh                               | Casino                                              |
| Alois Boczek                     | 1817–1876      | 27. Juni 1848 18. Juni 1849        | Wahlkreis Mähren-Tischnowitz                                      | Donnersberg                                         |
| Alfons von Boddien               | 1802–1857      | 19. Mai 1848 21. Mai 1849          | 34. Wahlkreis Schlesien in Pleß                                   | Café Milani                                         |
| Adolph Böcking                   | 1799–1866      | 19. Mai 1848 26. Mai 1849          | 11. Wahlkreis Rheinland in Simmern                                | Württemberger Hof                                   |
| Heinrich Böcler                  | 1809–1874      | 18. Mai 1848 25. Mai 1849          | 3. Wahlkreis Mecklenburg-Schwerin in Schwerin                     | Casino / Augsburger Hof                             |
| Ludwig Bogen                     | 1809–1886      | 18. Mai 1848 18. Juni 1849         | 4. Wahlkreis Großherzogtum Hessen in Erbach                       | Deutscher Hof                                       |
| Ludwig Bonardy                   | 1805–1881      | 18. Mai 1848 24. Mai 1849          | Wahlkreis Reuß ältere Linie                                       | Württemberger Hof                                   |
| Eduard von Borries               | 1807–1872      | 3. Februar 1849 21. Mai 1849       | 28. Wahlkreis Preußen in Neustadt                                 | Casino                                              |
| Karl von Bothmer                 | 1799–1852      | 18. Mai 1848 12. Mai 1849          | 3. Wahlkreis Hannover in Blumenau                                 | Café Milani / Casino                                |
| Cajetan Bouvier                  | 1795–1863      | 18. Mai 1848 17. Februar 1849      | 10. Wahlkreis Steiermark in Gonobitz                              | fraktionslos                                        |
| Georg Friedrich Brackebusch      | 1799–1883      | 15. Mai 1849 30. Mai 1849          | 2. Wahlkreis Hannover in Hannover-Stadt                           | fraktionslos                                        |
| Heinrich von Brandt              | 1789–1868      | 9. Juni 1848 18. Juni 1848         | 10. Wahlkreis Posen in Obornik                                    | fraktionslos                                        |
| August Braun                     | 1783–1859      | 19. Mai 1848 24. Mai 1849          | 4. Wahlkreis Pommern in Köslin                                    | Casino                                              |
| Joseph Braun                     | 1801–1863      | 18. Mai 1848 30. Mai 1849          | 22. Wahlkreis Rheinland in Düren                                  | Pariser Hof                                         |
| Lorenz Brentano                  | 1813–1891      | 29. Mai 1848 30. Mai 1849          | 2. Wahlkreis Baden in Engen                                       | Deutscher Hof / Donnersberg                         |
| Theodor von Brescius             | 1798–1871      | 3. Juni 1848 12. Mai 1849          | 23. Wahlkreis Brandenburg in Züllichau                            | fraktionslos                                        |
| Franz Bresgen                    | 1815–1895      | 18. Mai 1848 30. Mai 1849          | 9. Wahlkreis Rheinland in Mayen                                   | Württemberger Hof                                   |
| Carl von Breuning                | 1808–1886      | 26. Mai 1848 4. Mai 1849           | 21. Wahlkreis Rheinland in Herzogenrath                           | Augsburger Hof                                      |
| Carl Theodor Breusing            | 1789–1867      | 19. Mai 1848 20. Mai 1849          | 20. Wahlkreis Hannover in Osnabrück                               | Landsberg                                           |
| Moriz Adolph Briegleb            | 1809–1872      | 18. Mai 1848 20. Mai 1849          | Wahlkreis Sachsen-Coburg und Gotha in Coburg                      | Casino                                              |
| Joseph Brockhausen               | 1809–1886      | 15. März 1849 21. Mai 1849         | 20. Wahlkreis Westfalen in Münster                                | fraktionslos                                        |
| Ysaak Brons                      | 1802–1886      | 18. Mai 1848 20. Mai 1849          | 25. Wahlkreis Hannover in Emden                                   | Casino                                              |
| Karl Ludwig von Bruck            | 1798–1860      | 18. Mai 1848 28. November 1848     | 1. Wahlkreis Küstenland in Triest-Stadt                           | Café Milani                                         |
| Josef Brunck                     | 1787–1848      | 18. Mai 1848 21. Oktober 1848      | 12. Wahlkreis Großherzogtum Hessen in Bingen                      | Donnersberg                                         |
| Ignatz Bürgers                   | 1815–1882      | 18. Mai 1848 20. Mai 1849          | 15. Wahlkreis Rheinland in Deutz                                  | Casino                                              |
| Christian Karl Josias von Bunsen | 1791–1860      | 18. Mai 1848 11. Januar 1849       | 4. Wahlkreis Schleswig in Schleswig                               | fraktionslos                                        |
| Friedrich Moritz Burger          | 1804–1873      | 20. Mai 1848 21. August 1848       | 1. Wahlkreis Küstenland in Triest-Stadt                           | fraktionslos                                        |
| Friedrich Carl Burkart           | 1805–1862      | 18. Mai 1848 8. März 1849          | 8. Wahlkreis Oberfranken in Forchheim                             | Augsburger Hof                                      |
| Franz Joseph von Buß             | 1803–1878      | 5. Dezember 1848 30. Mai 1849      | 18. Wahlkreis Westfalen in Nienborg                               | Café Milani                                         |
| Dietrich Christian von Buttel    | 1801–1878      | 18. Mai 1848 26. Mai 1849          | Wahlkreis Oldenburg                                               | Landsberg                                           |
| Andreas von Buzzi                | 1779–1864      | 18. Mai 1848 2. August 1848        | 4. Wahlkreis Kärnten in Villach                                   | fraktionslos                                        |

## C
| Name                      | Lebensdaten | Abgeordneter von/bis            | Wahlkreis                                        | Fraktion                           |
| ------------------------- | ----------- | ------------------------------- | ------------------------------------------------ | ---------------------------------- |
| Heinrich Conrad Carl      | 1795–1867   | 18. Mai 1848 26. Februar 1849   | 13. Wahlkreis Brandenburg in Jüterbog            | Café Milani / Casino               |
| Jacob Philipp Caspers     | 1812–1883   | 23. Oktober 1848 30. Mai 1849   | 13. Wahlkreis Rheinland in Koblenz               | Westendhall                        |
| Carl Philipp Cetto        | 1806–1890   | 18. Mai 1848 26. Februar 1849   | 6. Wahlkreis Rheinland in St. Wendel             | Württemberger Hof                  |
| Anton Christ              | 1800–1880   | 18. Mai 1848 18. Juni 1849      | 8. Wahlkreis Baden in Emmendingen                | Deutscher Hof                      |
| Rudolph Eduard Christmann | 1814–1867   | 19. Mai 1848 18. Juni 1849      | 8. Wahlkreis Pfalz in Neustadt an der Weinstraße | Deutscher Hof                      |
| Hans Reimer Claussen      | 1804–1894   | 18. Mai 1848 18. Juni 1849      | 1. Wahlkreis Holstein in Heide                   | Westendhall                        |
| Franz Jakob Clemens       | 1815–1862   | 18. Mai 1848 1. Mai 1849        | 23. Wahlkreis Rheinland in Linnich               | Württemberger Hof / Augsburger Hof |
| Adolph Cnyrim             | 1800–1876   | 18. Mai 1848 30. Mai 1849       | 7. Wahlkreis Kurfürstentum Hessen in Ziegenhain  | Württemberger Hof                  |
| Gerhard Josef Compes      | 1810–1887   | 18. Mai 1848 16. Oktober 1848   | 19. Wahlkreis Rheinland in Siegburg              | Württemberger Hof                  |
| Carl Adolph Cornelius     | 1819–1903   | 19. Mai 1848 21. Mai 1849       | 13. Wahlkreis Preußen in Wormditt                | Casino / Pariser Hof               |
| Michael Coronini-Cronberg | 1793–1876   | 20. Mai 1848 13. April 1849     | 3. Wahlkreis Küstenland in Görz                  | fraktionslos                       |
| Andreas Cramer            | 1809–1885   | 18. Mai 1848 30. Mai 1849       | Wahlkreis Anhalt-Köthen                          | fraktionslos                       |
| Hillart Cropp             | 1808–1861   | 3. Juni 1848 30. Mai 1849       | Wahlkreis Oldenburg-Kniphausen                   | Württemberger Hof                  |
| Konrad Cucumus            | 1792–1861   | 18. Mai 1848 30. Mai 1849       | 7. Wahlkreis Unterfranken in Schweinfurt         | fraktionslos                       |
| August Ferdinand Culmann  | 1804–1891   | 27. November 1848 18. Juni 1849 | 6. Wahlkreis Pfalz in Landau in der Pfalz        | Donnersberg                        |
| Carl Czörnig              | 1804–1889   | 31. August 1848 7. Mai 1849     | Wahlkreis Böhmen-Bunzlau                         | Café Milani / Casino               |

## D

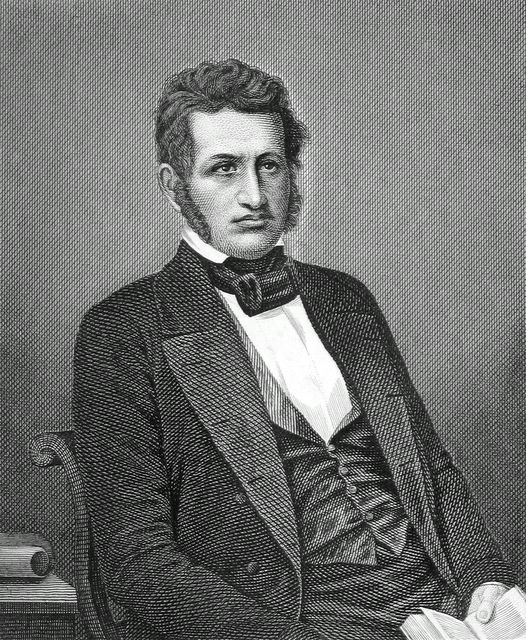
Dahlmann (Stahlstich; Ersteller unbekannt)
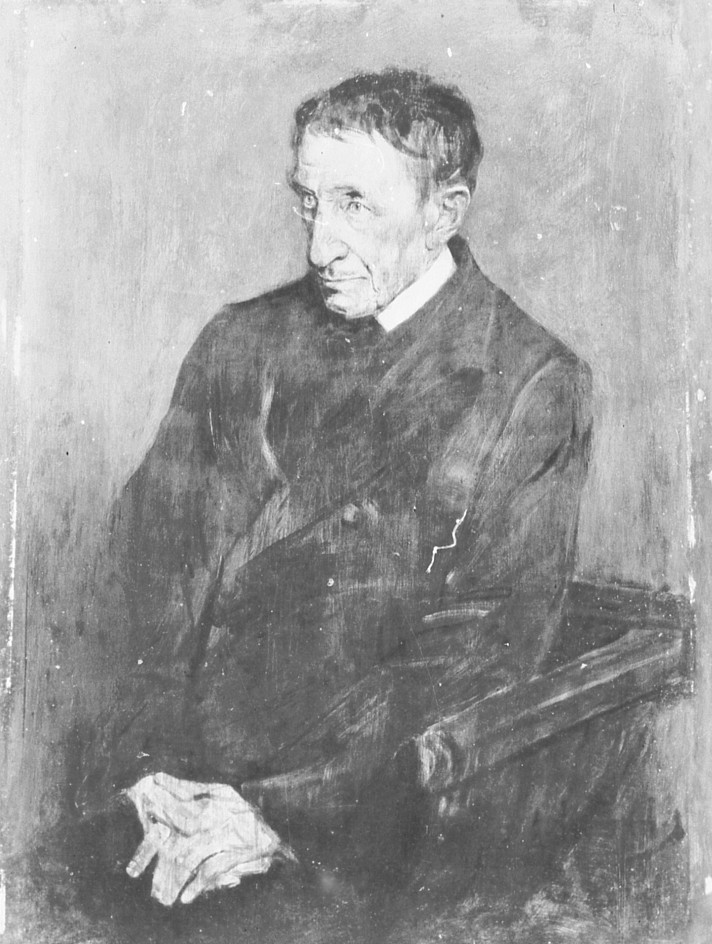
Döllinger (Porträt von F. von Lenbach)
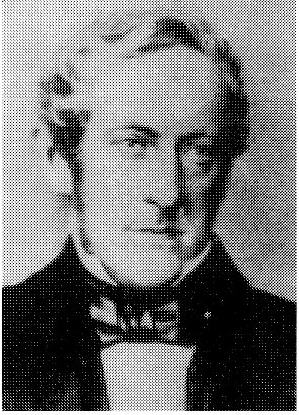
Doertenbach
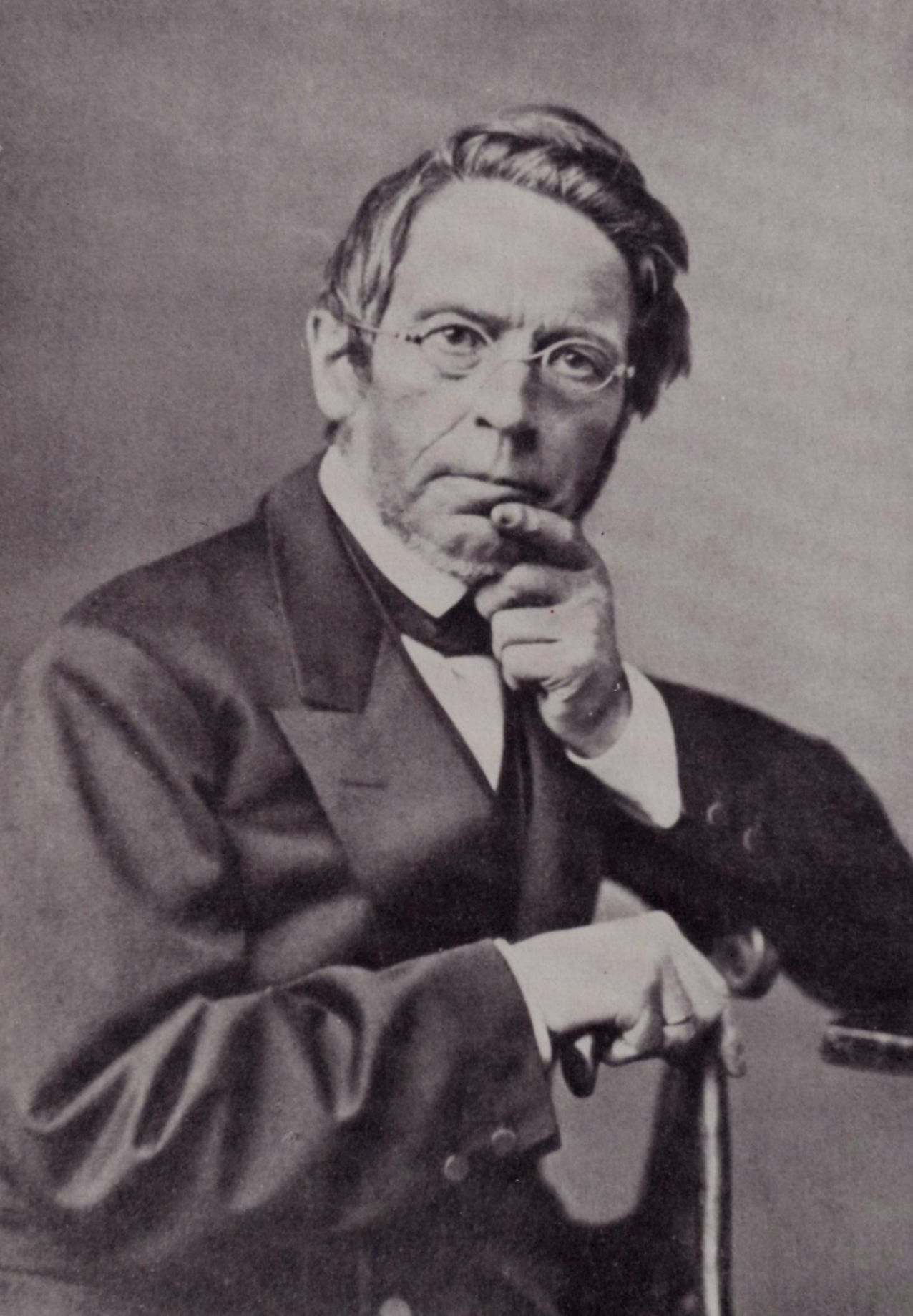
Droysen (Photographie; Ersteller unbekannt)

| Name                                 | Lebensdaten | Abgeordneter von/bis              | Wahlkreis                                              | Fraktion                       |
| ------------------------------------ | ----------- | --------------------------------- | ------------------------------------------------------ | ------------------------------ |
| Friedrich Christoph Dahlmann         | 1785–1860   | 18. Mai 1848 20. Mai 1849         | 6. Wahlkreis Holstein in Segeberg                      | Casino                         |
| Sigismund von Dallwitz               | 1803–1882   | 19. Mai 1848 8. Januar 1849       | 1. Wahlkreis Schlesien in Lauban                       | Casino                         |
| Carl Damm                            | 1812–1886   | 1. September 1848 18. Juni 1849   | 20. Wahlkreis Baden in Tauberbischofsheim              | Donnersberg                    |
| Carl Otto Dammers                    | 1811–1860   | 18. Mai 1848 8. Februar 1849      | 4. Wahlkreis Hannover in Nienburg/Weser                | Casino / Landsberg             |
| Sebastian Franz von Daxenberger      | 1809–1878   | 26. Februar 1849 7. Mai 1849      | 9. Wahlkreis Oberbayern in Moosburg                    | Casino                         |
| Ernst Deecke                         | 1805–1862   | 18. Juli 1848 30. Mai 1849        | Wahlkreis Lübeck                                       | Casino                         |
| Albert August Wilhelm Deetz          | 1798–1859   | 18. Mai 1848 12. Mai 1849         | 18. Wahlkreis Sachsen in Schweinitz                    | Café Milani / Casino           |
| Carl Degenkolb                       | 1796–1862   | 18. Mai 1848 20. Mai 1849         | 13. Wahlkreis Sachsen in Delitzsch                     | Casino                         |
| Peter Franz Ignaz Deiters            | 1804–1861   | 18. Mai 1848 20. Mai 1849         | 16. Wahlkreis Rheinland in Bonn                        | Casino                         |
| Johann Demel                         | 1825–1892   | 10. Oktober 1848 18. Juni 1849    | Wahlkreis Österreichisch-Schlesien (Teschen)           | Deutscher Hof                  |
| Johann Hermann Detmold               | 1807–1856   | 18. Mai 1848 30. Mai 1849         | 21. Wahlkreis Hannover in Bersenbrück                  | Casino / Café Milani           |
| Peter Dewes                          | 1821–1876   | 18. Mai 1848 16. Dezember 1848    | 3. Wahlkreis Rheinland in Merzig                       | Donnersberg                    |
| Friedrich von Deym, Graf von Stritez | 1801–1853   | 16. September 1848 13. April 1849 | Wahlkreis Böhmen-Hohenelbe                             | Casino                         |
| Matthias Deymann                     | 1799–1871   | 18. Mai 1848 24. Mai 1849         | 23. Wahlkreis Hannover in Sögel                        | Pariser Hof                    |
| Carl Johann Ludwig Dham              | 1809–1871   | 18. Mai 1848 30. Mai 1849         | 8. Wahlkreis Westfalen in Meschede                     | Württemberger Hof              |
| Melchior Diepenbrock                 | 1798–1853   | 19. Mai 1848 29. August 1848      | 30. Wahlkreis Schlesien in Oppeln                      | fraktionslos                   |
| Franz Xaver Dieringer                | 1811–1876   | 29. Mai 1848 29. September 1848   | 35. Wahlkreis Rheinland in Neuss                       | Casino                         |
| Julius von Dieskau                   | 1798–1872   | 19. Mai 1848 30. Mai 1849         | 9. Wahlkreis Sachsen in Döbeln                         | Deutscher Hof / Nürnberger Hof |
| Carl Theodor Dietzsch                | 1819–1857   | 19. Mai 1848 18. Juni 1849        | 14. Wahlkreis Sachsen in Schwarzenberg                 | Donnersberg                    |
| Ferdinand Dietzsch                   | 1805–1878   | 18. Mai 1848 20. Oktober 1848     | 5. Wahlkreis Rheinland in Saarbrücken                  | Deutscher Hof                  |
| Ferdinand Dinstl                     | 1788–1873   | 9. Februar 1849 30. April 1849    | Wahlkreis Österreich ob der Enns und Salzburg in Krems | fraktionslos                   |
| Gustav Dittrich                      |             | 26. Mai 1848 27. Juni 1848        | 27. Wahlkreis Schlesien in Habelschwerdt               | fraktionslos                   |
| Joseph von Doblhoff-Dier             | 1806–1856   | 18. Mai 1848 19. Januar 1849      | 20. Wahlkreis Niederösterreich in Baden                | Casino                         |
| Ignaz Döllinger                      | 1799–1890   | 18. Mai 1848 17. Mai 1849         | 4. Wahlkreis Niederbayern in Landau an der Isar        | Café Milani                    |
| Johann Georg Doertenbach             | 1795–1870   | 6. Juni 1849 16. Juni 1849        | 4. Wahlkreis Schwarzwald in Calw                       | fraktionslos                   |
| Ludwig Wilhelm zu Dohna-Lauck        | 1805–1895   | 20. Mai 1848 7. August 1848       | 15. Wahlkreis Preußen in Heiligenbeil                  | fraktionslos                   |
| August Drechsler                     | 1821–1897   | 29. Mai 1848 30. April 1849       | 5. Wahlkreis Mecklenburg-Schwerin in Parchim           | Württemberger Hof              |
| Franz Drinkwelder                    | 1796–1880   | 18. Mai 1848 19. Oktober 1848     | Wahlkreis Österreich ob der Enns und Salzburg in Krems | Casino                         |
| Johann Albert Dröge                  | 1805–1854   | 18. Mai 1848 4. April 1849        | 18. Wahlkreis Hannover in Bremervörde                  | Casino / Augsburger Hof        |
| Johann Gustav Droysen                | 1808–1884   | 18. Mai 1848 20. Mai 1849         | 5. Wahlkreis Holstein in Oldenburg in Holstein         | Casino                         |
| Maximilian Duncker                   | 1811–1886   | 18. Mai 1848 20. Mai 1849         | 11. Wahlkreis Sachsen in Halle an der Saale            | Casino                         |

## E

Eisenlohr (Photographie; Ersteller unbekannt)
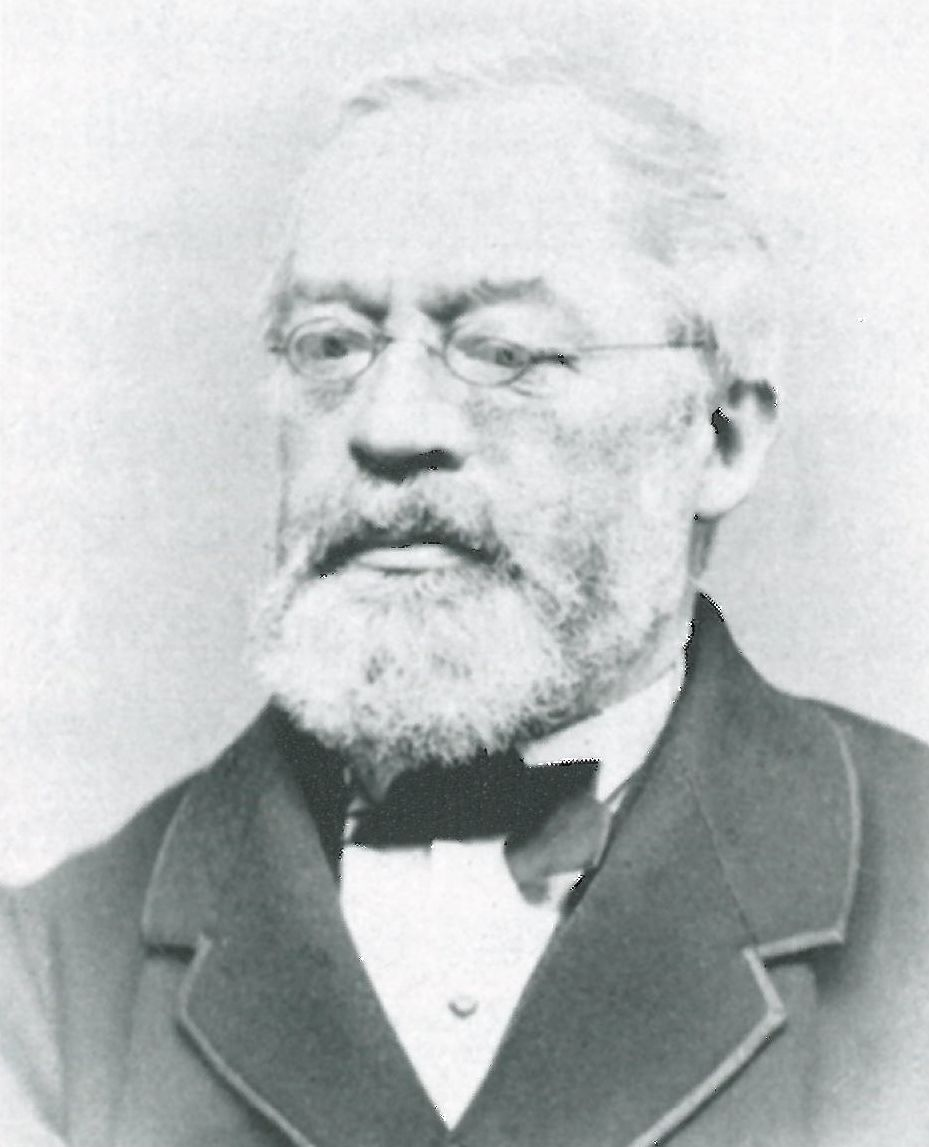
Eisenstuck (Photographie; Ersteller unbekannt)
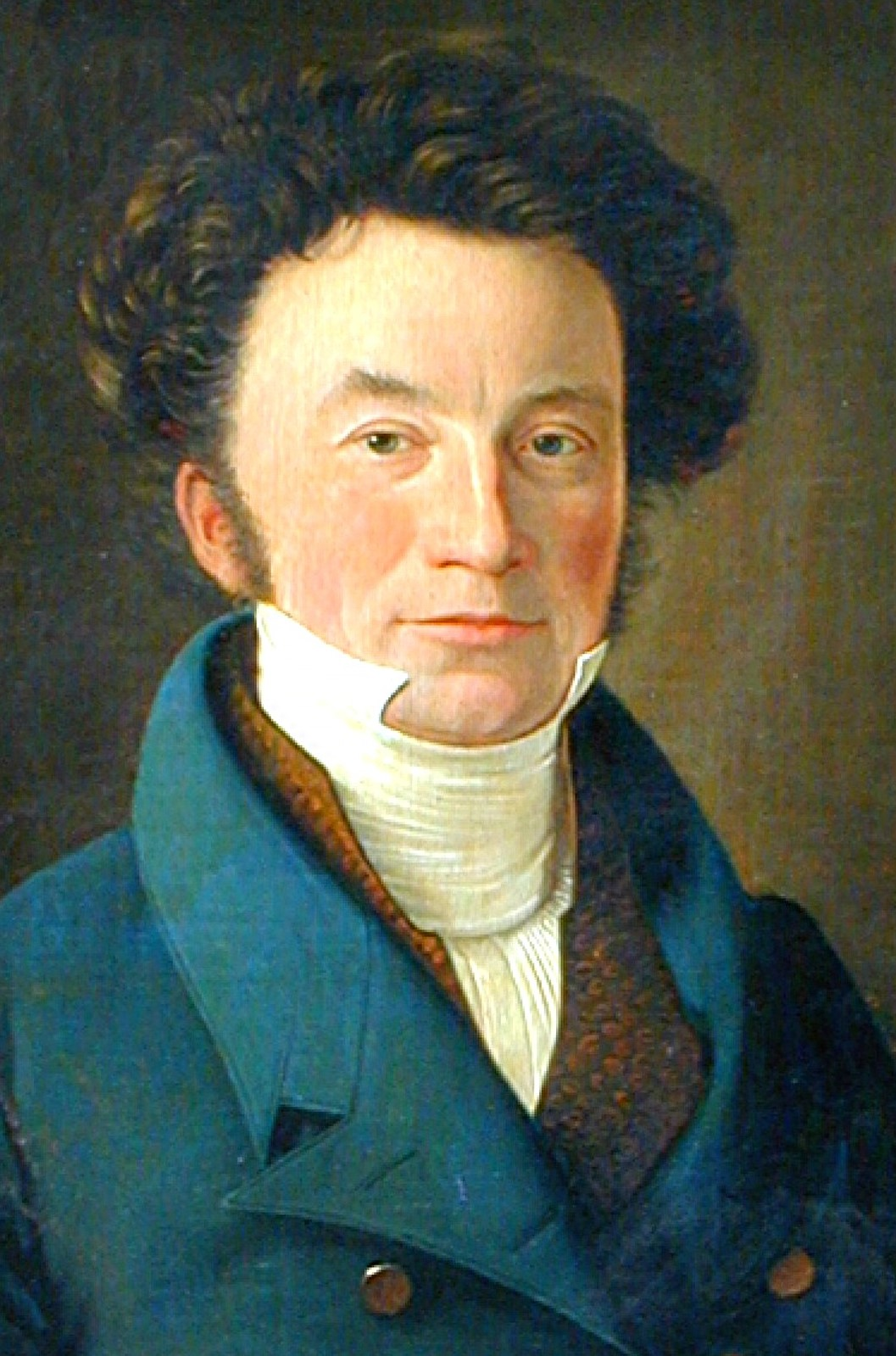
Esmarch,Heinrich Carl 1792-1863. Öl auf Leinwand von C.W.Eckersberg 1822

| Name                   | Lebensdaten | Abgeordneter von/bis            | Wahlkreis                                                | Fraktion                       |
| ---------------------- | ----------- | ------------------------------- | -------------------------------------------------------- | ------------------------------ |
| Carl Heinrich Ebmeier  | 1793–1850   | 18. Mai 1848 29. Mai 1849       | 2. Wahlkreis Westfalen in Lübbecke                       | Casino                         |
| Nicolaus Joseph Eckart | 1794–1862   | 18. Mai 1848 7. Mai 1849        | 7. Wahlkreis Unterfranken in Gemünden                    | Casino / Pariser Hof           |
| Eduard Eckert          | 1806–1867   | 18. Mai 1848 26. Mai 1849       | 3. Wahlkreis Posen in Bromberg                           | Westendhall                    |
| Karl Edel              | 1806–1890   | 26. Mai 1848 30. Mai 1849       | 5. Wahlkreis Unterfranken in Hofheim                     | Casino / Pariser Hof           |
| Franz Edlauer          | 1798–1866   | 18. Mai 1848 23. April 1849     | 15. Wahlkreis Steiermark in Liezen                       | fraktionslos                   |
| Franz Egger            | 1810–1877   | 18. Mai 1848 13. April 1849     | 3. Wahlkreis Österreich unter der Enns in Landstraße     | Café Milani / Casino           |
| Ludwig Ehrlich         | 1813–1884   | 2. November 1848 30. Mai 1849   | 1. Wahlkreis Posen in Inowraclaw                         | fraktionslos                   |
| Theodor Eisenlohr      | 1805–1869   | 30. Mai 1849 18. Juni 1849      | 8. Wahlkreis Schwarzwald in Kirchheim unter Teck         | fraktionslos                   |
| Gottfried Eisenmann    | 1795–1867   | 18. Mai 1848 30. Mai 1849       | 9. Wahlkreis Unterfranken in Würzburg                    | Casino                         |
| Bernhard Eisenstuck    | 1805–1871   | 19. Mai 1848 18. Juni 1849      | 18. Wahlkreis Sachsen in Chemnitz                        | Deutscher Hof / Nürnberger Hof |
| Christian d’Elvert     | 1803–1896   | 15. März 1849 16. April 1849    | Wahlkreis Mähren-Pohrlitz                                | fraktionslos                   |
| August Emmerling       | 1797–1867   | 16. September 1848 24. Mai 1849 | 2. Wahlkreis Großherzogtum Hessen in Umstadt             | Augsburger Hof                 |
| August von Ende        | 1815–1889   | 6. November 1848 14. Mai 1849   | 23. Wahlkreis Schlesien in Waldenburg                    | fraktionslos                   |
| Philipp Enders         | 1808–1878   | 11. April 1849 30. Mai 1849     | 2. Wahlkreis Sachsen-Weimar-Eisenach in Eisenach         | fraktionslos                   |
| Caspar Arnold Engel    | 1798–1863   | 20. Mai 1848 18. Juni 1849      | 3. Wahlkreis Holstein in Altona                          | Westendhall                    |
| Julius Theodor Engel   | 1807–1862   | 23. November 1848 7. Mai 1849   | 24. Wahlkreis Preußen in Thorn                           | Casino                         |
| Georg Englmayr         | 1791–1868   | 18. Mai 1848 30. April 1849     | 8. Wahlkreis Österreich ob der Enns und Salzburg in Enns | fraktionslos                   |
| Hans Alfred Erbe       | 1823–1895   | 13. April 1849 18. Juni 1849    | 19. Wahlkreis Sachsen in Freiberg                        | Donnersberg                    |
| Heinrich Carl Esmarch  | 1792–1863   | 18. Mai 1848 24. Mai 1849       | 5. Wahlkreis Schleswig in Husum                          | Augsburger Hof                 |
| Carlo Esterle          | 1818–1862   | 1. September 1848 30. Mai 1849  | 4. Wahlkreis Trient in Mezzolombardo                     | Deutscher Hof / Nürnberger Hof |
| Friedrich Evertsbusch  | 1813–1888   | 18. Mai 1848 20. Mai 1849       | 10. Wahlkreis Westfalen in Attendorn                     | Café Milani / Casino           |
| Franz Eymuth           | 1797–1865   | 18. Mai 1848 8. Juni 1849       | 16. Wahlkreis Steiermark in Judenburg                    | fraktionslos                   |

## F

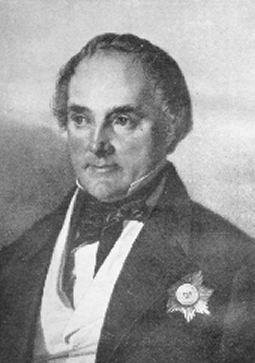
Flottwell (Porträt; Ersteller unbekannt)
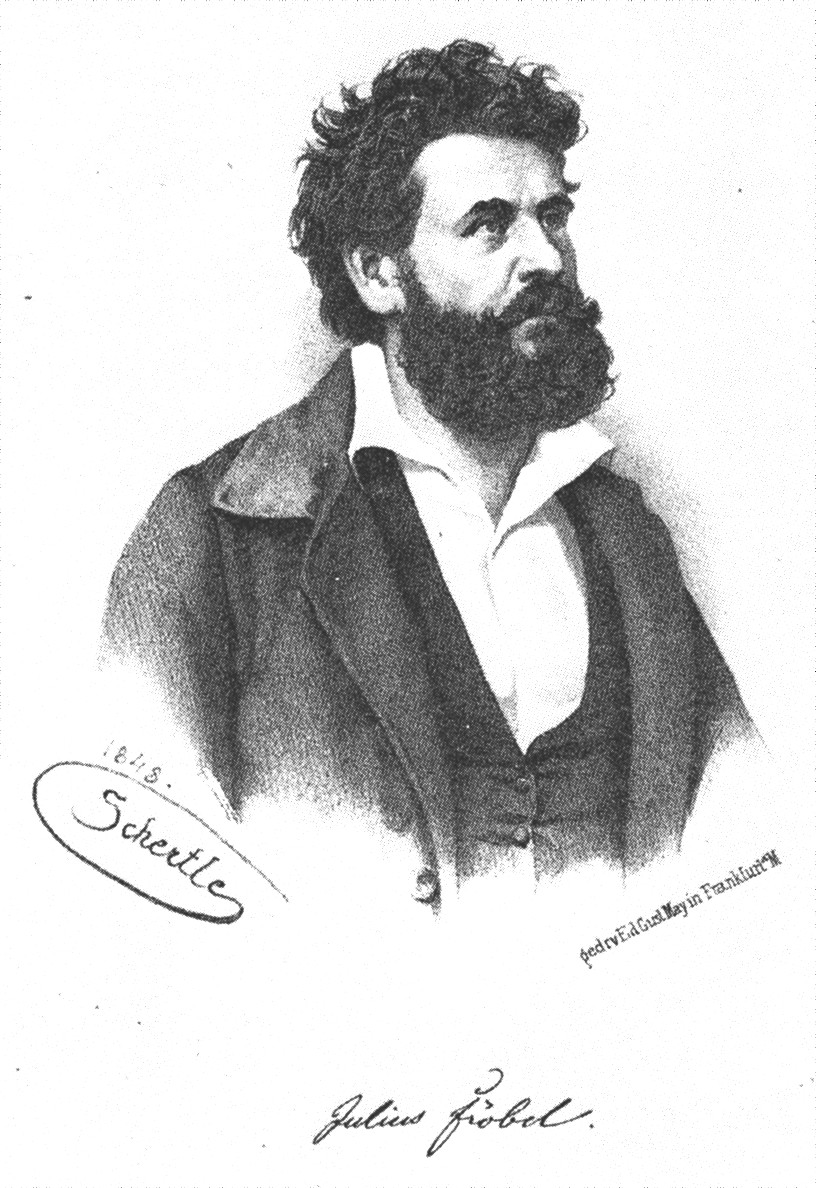
Fröbel (Kreidelithographie von V. Schertle)

| Name                                    | Lebensdaten | Abgeordneter von/bis              | Wahlkreis                                                 | Fraktion                           |
| --------------------------------------- | ----------- | --------------------------------- | --------------------------------------------------------- | ---------------------------------- |
| Friedrich Wilhelm Alexander Falk        | 1805–1887   | 18. Mai 1848 11. Mai 1849         | 15. Wahlkreis Schlesien in Militsch                       | Westendhall / Augsburger Hof       |
| Johannes Fallati                        | 1809–1855   | 20. Mai 1848 24. Mai 1849         | 5. Wahlkreis Schwarzwald in Nagold                        | Württemberger Hof / Augsburger Hof |
| Jakob Philipp Fallmerayer               | 1790–1861   | 18. Mai 1848 18. Juni 1849        | 2. Wahlkreis Oberbayern in München (II)                   | Württemberger Hof                  |
| Gottlob Friedrich Federer               | 1799–1883   | 1. September 1848 9. Juni 1849    | 2. Wahlkreis Neckar in Stuttgart                          | Westendhall                        |
| Salomon Fehrenbach                      | 1812–1892   | 27. Juni 1848 18. Juni 1849       | 5. Wahlkreis Baden in Schopfheim                          | Donnersberg                        |
| Joseph Feßler                           | 1813–1872   | 19. Mai 1848 2. Oktober 1849      | 1. Wahlkreis Vorarlberg in Bregenz                        | fraktionslos                       |
| Giuseppe Graf Festi, Edler von Ebenberg | 1816–1882   | 23. Mai 1848 25. November 1848    | 1. Wahlkreis Trient in Trient                             | fraktionslos                       |
| Carl August Friedrich Fetzer            | 1809–1885   | 18. Mai 1848 18. Juni 1849        | 4. Wahlkreis Neckar in Leonberg                           | Deutscher Hof                      |
| Wilhelm Gustav Eduard Fischer           | 1803–1868   | 18. Mai 1848 30. Mai 1849         | 4. Wahlkreis Sachsen-Weimar-Eisenach in Neustadt          | Casino                             |
| Alois Flir                              | 1805–1859   | 18. Mai 1848 27. Oktober 1848     | 1. Wahlkreis Oberinntal/Tirol u. Vorarlberg in Landeck    | fraktionslos                       |
| Eduard von Flottwell                    | 1786–1865   | 18. Mai 1848 8. März 1849         | 2. Wahlkreis Sachsen in Aschersleben                      | Café Milani / Casino               |
| Heinrich Förster                        | 1799–1881   | 31. Juli 1848 23. Oktober 1848    | 18. Wahlkreis Westfalen in Nienborg                       | fraktionslos                       |
| Johann Adam Förster                     | 1795–1890   | 29. Mai 1848 18. Juni 1849        | 11. Wahlkreis Kurfürstentum Hessen in Gelnhausen          | Deutscher Hof                      |
| Carl von Formacher                      | 1800–1882   | 12. März 1849 30. Mai 1849        | 10. Wahlkreis Steiermark in Gonobitz                      | fraktionslos                       |
| Moritz von Franck                       | 1814–1895   | 18. Mai 1848 7. September 1848    | 6. Wahlkreis Steiermark in Wildon                         | fraktionslos                       |
| Karl Philipp Francke                    | 1805–1870   | 18. Mai 1848 24. Mai 1849         | 3. Wahlkreis Schleswig in Flensburg                       | Casino / Augsburger Hof            |
| Carl Freese                             | 1807–1892   | 23. Mai 1848 30. Mai 1849         | 9. Wahlkreis Pommern in Stargard                          | Westendhall                        |
| Gottlieb Wilhelm Freudentheil           | 1792–1869   | 18. Mai 1848 30. Mai 1849         | 16. Wahlkreis Hannover in Stade                           | Deutscher Hof / Westendhall        |
| Leonhard Friedrich                      | 1788–1862   | 18. Mai 1848 25. Mai 1849         | 2. Wahlkreis Oberpfalz in Neumarkt in der Oberpfalz       | fraktionslos                       |
| Michael Frings                          | 1795–1872   | 17. Oktober 1848 6. Dezember 1848 | 35. Wahlkreis Rheinland in Neuss                          | Augsburger Hof                     |
| Christian Frisch                        | 1807–1881   | 18. Mai 1848 18. Juni 1849        | 3. Wahlkreis Schwarzwald in Oberndorf am Neckar           | Deutscher Hof                      |
| Johann Fritsch                          | 1791–1872   | 18. Mai 1848 19. April 1849       | 10. Wahlkreis Österreich ob der Enns und Salzburg in Wels | Casino                             |
| Friedrich August Fritzsche              | 1806–1887   | 12. Januar 1849 30. Mai 1849      | Wahlkreis Sachsen-Altenburg                               | Casino                             |
| Julius Fröbel                           | 1805–1893   | 6. Oktober 1848 18. Juni 1849     | Wahlkreis Reuß jüngere Linie in Hirschberg                | Donnersberg                        |
| Carl Fuchs                              | 1801–1855   | 18. Mai 1848 14. Mai 1849         | 20. Wahlkreis Schlesien in Breslau                        | Casino / Landsberg                 |
| Carl Fügerl                             | 1805–1881   | 18. Mai 1848 13. April 1849       | 7. Wahlkreis Österreich unter der Enns in Korneuburg      | fraktionslos                       |

## G

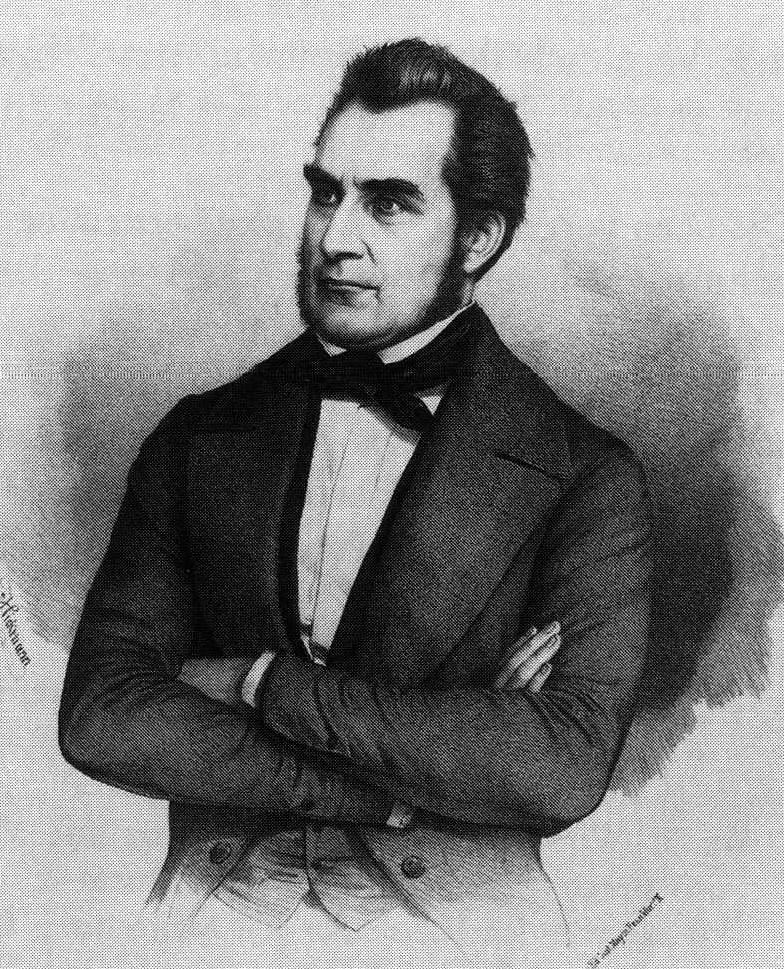
H. v. Gagern (Lithographie, Ersteller unbekannt)
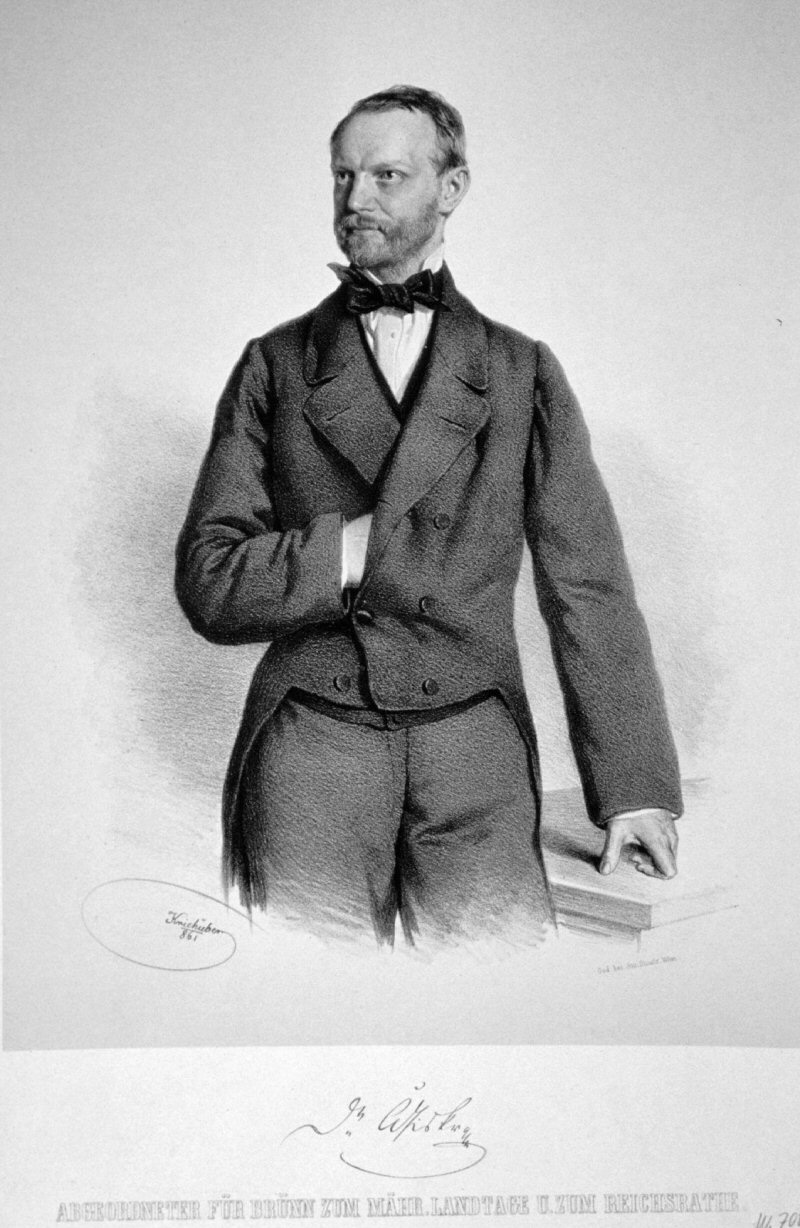
Giskra (Lithographie von Joseph Kriehuber)
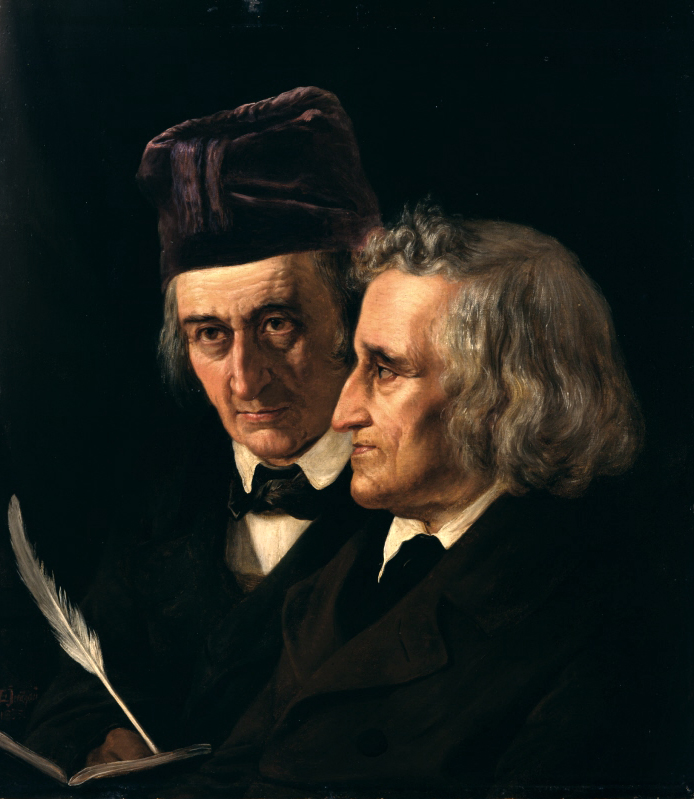
J. Grimm (rechts) (Gemälde von Elisabeth Jerichau-Baumann)
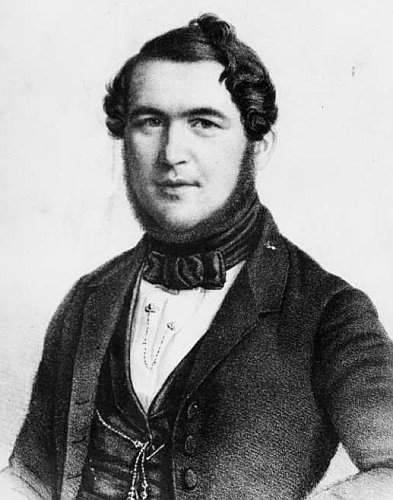
Carl Theodor Gier

| Name                                      | Lebensdaten | Abgeordneter von/bis             | Wahlkreis                                                   | Fraktion                   |
| ----------------------------------------- | ----------- | -------------------------------- | ----------------------------------------------------------- | -------------------------- |
| Heinrich von Gagern                       | 1799–1880   | 18. Mai 1848 20. Mai 1849        | 3. Wahlkreis Großherzogtum Hessen in Zwingenberg            | Casino                     |
| Maximilian von Gagern                     | 1810–1889   | 18. Mai 1848 20. Mai 1849        | 2. Wahlkreis Nassau in Montabaur                            | Casino                     |
| Carl Gamradt                              | 1810–1860   | 11. April 1849 30. Mai 1849      | 5. Wahlkreis Preußen in Gumbinnen                           | fraktionslos               |
| Joseph Gangkofner                         | 1804–1862   | 18. Mai 1848 29. November 1848   | 7. Wahlkreis Oberfranken in Pottenstein                     | fraktionslos               |
| Vinzenz Gasser                            | 1809–1879   | 18. Mai 1848 18. September 1848  | Wahlkreis Tirol und Vorarlberg in Bruneck                   | fraktionslos               |
| Antonio Gazzoletti                        | 1813–1866   | 17. März 1849 30. Mai 1849       | Wahlkreis Tirol und Vorarlberg in Rovereto                  | fraktionslos               |
| Johann Christoph Carl Gebhard             | 1797–1882   | 6. Januar 1849 30. Mai 1849      | 6. Wahlkreis Oberfranken in Kulmbach                        | fraktionslos               |
| Conrad Gebhardt                           | 1791–1864   | 18. Mai 1848 8. November 1848    | 3. Wahlkreis Mittelfranken in Fürth                         | Casino                     |
| Heinrich Gebhardt                         | 1798–1868   | 18. Mai 1848 16. November 1848   | 3. Wahlkreis Oberfranken in Hof                             | fraktionslos               |
| Philipp Geigel                            | 1794–1855   | 18. Mai 1848 30. Mai 1849        | 6. Wahlkreis Unterfranken in Kitzingen                      | Westendhall                |
| Friedrich Genzken                         | 1817–1875   | 18. Mai 1848 29. September 1848  | Wahlkreis Mecklenburg-Strelitz und Ratzeburg in Neustrelitz | Casino / Landsberg         |
| Joseph Ambrosius Geritz                   | 1783–1867   | 27. Juni 1848 2. November 1848   | 32. Wahlkreis Preußen in Marienburg                         | fraktionslos               |
| Julius Gerlach                            | 1819–1873   | 23. November 1848 30. Mai 1849   | 2. Wahlkreis Preußen in Tilsit                              | Westendhall                |
| Carl Ernst Rudolf von Gersdorff           | 1803–1876   | 19. Mai 1848 15. März 1849       | 20. Wahlkreis Preußen in Deutsch Krone                      | Café Milani                |
| Franz Gerstner                            | 1816–1855   | 1. Juni 1848 15. Dezember 1848   | Wahlkreis Böhmen-Pilsen                                     | fraktionslos               |
| Georg Gottfried Gervinus                  | 1805–1871   | 18. Mai 1848 31. Juli 1848       | 4. Wahlkreis Provinz Sachsen in Wanzleben                   | Casino                     |
| Carl Theodor Gevekoht                     | 1798–1850   | 18. Mai 1848 24. Mai 1849        | Wahlkreis Bremen                                            | Casino                     |
| August Friedrich Gfrörer                  | 1803–1861   | 20. Mai 1848 30. Mai 1849        | 6. Wahlkreis Donau Ehingen                                  | Casino                     |
| Carl von Giech                            | 1795–1863   | 22. November 1848 17. Mai 1849   | 3. Wahlkreis Oberfranken in Hof                             | Casino                     |
| Karl Theodor Gier                         | 1796–1856   | 17. März 1849 25. April 1849     | 21. Wahlkreis Provinz Sachsen in Mühlhausen                 | Casino                     |
| Ludwig Giesebrecht                        | 1792–1873   | 18. Mai 1848 14. Mai 1849        | 11. Wahlkreis Pommern in Stettin                            | Casino                     |
| Carl Giskra                               | 1820–1879   | 20. Mai 1848 18. Juni 1849       | Wahlkreis Mähren-Olmütz in Mährisch-Trübau                  | Württemberger Hof          |
| Albert von Gladis                         | 1806–1888   | 13. November 1848 19. Mai 1849   | 14. Wahlkreis Schlesien in Trebnitz                         | fraktionslos               |
| Maximilian Glaß                           | 1816–1855   | 18. Mai 1848 5. September 1848   | 6. Wahlkreis Pfalz in Landau                                | Westendhall                |
| Heinrich Glax                             | 1808–1879   | 25. Januar 1849 25. April 1849   | 9. Wahlkreis Österreich unter der Enns in Guntersdorf       | fraktionslos               |
| Christian Carl Glück                      | 1791–1867   | 18. Mai 1848 2. Oktober 1848     | 4. Wahlkreis Mittelfranken in Erlangen                      | fraktionslos               |
| Gustav Godeffroy                          | 1817–1893   | 3. Januar 1849 30. Mai 1849      | Wahlkreis Freie und Hansestadt Hamburg                      | Augsburger Hof             |
| Franz Florian Goebel                      | 1802–1873   | 20. Mai 1848 13. April 1849      | Wahlkreis Troppau/Österreichisch-Schlesien in Jägerndorf    | fraktionslos               |
| Adolph Goeden                             | 1810–1888   | 6. Juni 1848 30. Mai 1849        | 11. Wahlkreis Posen in Rawicz, Krotoschin-Kröber            | fraktionslos               |
| Lorenz Goetz                              | 1810–1894   | 26. Februar 1849 20. Mai 1849    | 8. Wahlkreis Rheinland in Neuwied                           | fraktionslos               |
| Carl von Gold                             | 1808–1859   | 18. Mai 1848 21. Dezember 1848   | 2. Wahlkreis Krain in Adelsberg                             | fraktionslos               |
| Gustav von der Goltz                      | 1799–1868   | 18. Mai 1848 11. Mai 1849        | 5. Wahlkreis Posen in Czarnikow                             | Casino                     |
| Robert von der Goltz                      | 1811–1855   | 18. Mai 1848 30. Mai 1849        | 17. Wahlkreis Schlesien in Brieg                            | Westendhall / Märzverein   |
| Ludwig Lucas von Gombart                  | 1792–1874   | 18. Mai 1848 18. Mai 1849        | 4. Wahlkreis Oberbayern in Weilheim                         | Café Milani                |
| Hans Hugo Erdmann von Gottberg            | 1812–1890   | 18. Mai 1848 26. Juni 1848       | 2. Wahlkreis Pommern in Stolp                               | fraktionslos               |
| Ernst Friedrich Gottschalk                | 1802–1851   | 1. Juni 1848 30. Mai 1849        | 6. Wahlkreis Baden in Schönau                               | fraktionslos               |
| Maximilian Karl Friedrich Wilhelm Grävell | 1781–1860   | 18. Mai 1848 16. Mai 1849        | 3. Wahlkreis Schlesien in Muskau                            | Casino / Café Milani       |
| Johann Baptist Eduard Graf                | 1798–1882   | 18. Mai 1848 7. Mai 1849         | 7. Wahlkreis Oberbayern in Aichach                          | Casino / Pariser Hof       |
| Karl Theodor Gravenhorst                  | 1810–1886   | 11. September 1848 30. Mai 1849  | 11. Wahlkreis Hannover in Harburg                           | Westendhall / Märzverein   |
| Andreas von Gredler                       | 1802–1870   | 20. Mai 1848 2. November 1848    | 2. Wahlkreis Unterinntal/Tirol u. Vorarlberg in Schwaz      | fraktionslos               |
| Jacob Grimm                               | 1785–1863   | 24. Mai 1848 2. Oktober 1848     | 29. Wahlkreis Rheinland in Essen                            | Casino                     |
| Carl Friedrich Grimmert                   | 1795–1865   | 18. Mai 1848 30. Mai 1848        | Wahlkreis Herzogtum Sachsen-Anhalt, Anhalt-Dessau           | fraktionslos               |
| Maximilian Joseph Gritzner                | 1794–1872   | 18. Mai 1848 10. April 1849      | 3. Wahlkreis Kärnten in St. Andrä im Lavanttal              | Donnersberg                |
| Carl Groß                                 | 1800–1873   | 18. Mai 1848 20. Mai 1849        | 24. Wahlkreis Hannover in Leer                              | Casino / Landsberg         |
| Gustav Groß                               | 1823–1890   | 5. Juni 1848 30. Mai 1849        | Wahlkreis Bunzlau/Böhmen in Niemes                          | Württemberger Hof          |
| Hermann Grubert                           | 1807–1874   | 31. Mai 1848 30. Mai 1849        | 37. Wahlkreis Schlesien in Gleiwitz                         | Donnersberg / Märzverein   |
| Carl Maximilian Grüel                     | 1807–1874   | 20. Mai 1848 18. Juni 1849       | 6. Wahlkreis Provinz Sachsen in Jerichow                    | Casino / Landsberg         |
| Michael Gründlinger                       | 1791–1881   | 18. Mai 1848 28. November 1848   | 16. Wahlkreis Österreich unter der Enns in Amstetten        | Casino                     |
| August Grumbrecht                         | 1811–1883   | 18. Mai 1848 30. Mai 1849        | 12. Wahlkreis Hannover in Lüchow                            | Württemberger Hof          |
| Georg von Grundner                        | 1813–1893   | 18. Mai 1848 7. Mai 1849         | 8. Wahlkreis Oberbayern in Ingolstadt                       | Pariser Hof                |
| Peter Erasmus Gspan                       | 1790–1864   | 1. September 1848 13. April 1849 | 3. Wahlkreis Unterinntal/Tirol u. Vorarlberg in Rattenberg  | fraktionslos               |
| Jakob Gülich                              | 1801–1877   | 25. Mai 1848 30. Mai 1849        | 2. Wahlkreis Schleswig in Tondern                           | Casino / Landsberg         |
| Georg Günther                             | 1808–1872   | 18. Mai 1848 18. Juni 1849       | 10. Wahlkreis Kgr. Sachsen in Glauchau                      | Donnersberg / Märzverein   |
| Gustav Adolf Gulden                       | 1808–1882   | 18. Mai 1848 18. Juni 1849       | 3. Wahlkreis Pfalz in Homburg                               | Deutscher Hof / Märzverein |
| Franz Gutherz                             | 1802–1865   | 18. Mai 1848 5. Dezember 1848    | 17. Wahlkreis Österreich unter der Enns in St. Pölten       | fraktionslos               |
| Wilhelm Gysae                             | 1797–1863   | 27. Juni 1848 10. Mai 1849       | 9. Wahlkreis Brandenburg in Prenzlau                        | Casino                     |

## H

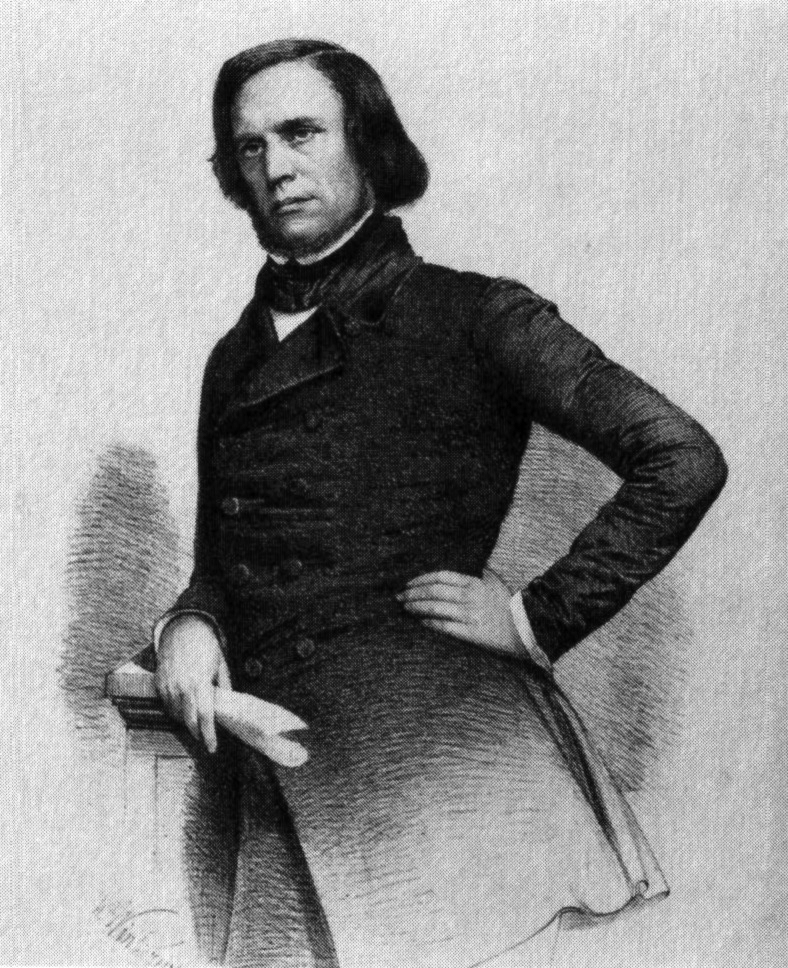
Hergenhahn (Lithographie, Ersteller unbekannt)

| Name                           | Lebensdaten | Abgeordneter von/bis                | Wahlkreis                                                         | Fraktion                                     |
| ------------------------------ | ----------- | ----------------------------------- | ----------------------------------------------------------------- | -------------------------------------------- |
| Karl Hagen                     | 1810–1868   | 27. Juni 1848 18. Juni 1849         | 17. Wahlkreis Baden in Heidelberg                                 | Deutscher Hof / Donnersberg / Märzverein     |
| Gustav von Hagenow             | 1813–1876   | 18. Mai 1848 23. Januar 1849        | 14. Wahlkreis Pommern in Grimmen                                  | Casino                                       |
| Johann Baptist Haggenmüller    | 1792–1862   | 18. Mai 1848 18. Juni 1849          | 6. Wahlkreis Schwaben in Kempten                                  | Württemberger Hof / Westendhall / Märzverein |
| Carl Ferdinand Johannes Hahn   | 1801–1876   | 31. Mai 1848 10. Mai 1849           | 12. Wahlkreis Preußen in Allenstein                               | fraktionslos                                 |
| Johann Friedrich Hahn          | 1793–1856   | 18. Mai 1848 11. August 1848        | 20. Wahlkreis Provinz Sachsen in Weißensee                        | fraktionslos                                 |
| Gustav Moritz Hallbauer        | 1808–1887   | 23. November 1848 13. Mai 1849      | 20. Wahlkreis Kgr. Sachsen in Meißen                              | Deutscher Hof / Westendhall                  |
| Albert von Hartmann            | 1805–1865   | 3. August 1848 19. Mai 1849         | 16. Wahlkreis Westfalen in Drensteinfurt                          | Casino / Pariser Hof                         |
| Moritz Hartmann                | 1821–1872   | 18. Mai 1848 18. Juni 1849          | Wahlkreis Leitmeritz/Böhmen in Leitmeritz                         | Donnersberg / Märzverein                     |
| Konrad Dietrich Haßler         | 1803–1873   | 18. Mai 1848 11. April 1849         | 2. Wahlkreis Donau in Ulm                                         | Westendhall                                  |
| Johann Haßlwanter              | 1805–1869   | 18. Mai 1848 19. Juli 1848          | 2. Wahlkreis Pustertal und am Eisack/Tirol u. Vorarlberg in Lienz | fraktionslos                                 |
| Ferdinand Haubenschmidt        | 1808–1890   | 18. Mai 1848 21. Mai 1849           | 6. Wahlkreis Niederbayern in Passau                               | Casino                                       |
| Karl Joseph Haugh              | 1812–1886   | 19. Mai 1848 28. Mai 1848           | 35. Wahlkreis Rheinland in Neuß                                   | fraktionslos                                 |
| Eduard Haupt                   | 1805–1868   | 18. Mai 1848 26. Januar 1849        | 2. Wahlkreis Mecklenburg-Schwerin in Wismar                       | fraktionslos                                 |
| August Ludwig Hausmann         | 1802–1889   | 17. April 1849 20. Mai 1849         | 14. Wahlkreis Brandenburg in Brandenburg                          | Westendhall                                  |
| Eduard Hayden von und zu Dorff | 1815–1895   | 18. Mai 1848 13. April 1849         | 6. Wahlkreis Österreich ob der Enns und Salzburg in Kirchdorf     | Café Milani                                  |
| Rudolf Haym                    | 1821–1901   | 18. Mai 1848 20. Mai 1849           | 10. Wahlkreis Provinz Sachsen in Eisleben                         | Casino                                       |
| Johann Gustav Heckscher        | 1797–1865   | 18. Mai 1848 30. April 1849         | Wahlkreis Freie und Hansestadt Hamburg                            | Casino / Pariser Hof                         |
| Franz Hedrich                  | 1823–1895   | 1. September 1848 18. Juni 1849     | Wahlkreis Leitmeritz/Böhmen in Teplitz                            | Donnersberg / Märzverein                     |
| Friedrich von Hegnenberg-Dux   | 1810–1872   | 5. Juni 1848 21. November 1848      | 5. Wahlkreis Oberbayern in Bruck                                  | Landsberg                                    |
| Carl Hehner                    | 1809–1880   | 18. Mai 1848 18. Juni 1849          | 5. Wahlkreis Nassau in Königstein                                 | Westendhall / Märzverein                     |
| Joseph Carl Franz Xaver Heide  | 1801–1867   | 9. Oktober 1848 13. Januar 1849     | 36. Wahlkreis Schlesien in Ratibor                                | fraktionslos                                 |
| Theodor Heimbrod               | 1821–1882   | 30. Oktober 1848 10. Mai 1849       | 35. Wahlkreis Schlesien in Rybnik                                 | Casino                                       |
| Johann Joseph Heister          | 1803–1874   | 18. Oktober 1848 31. Dezember 1848  | 19. Wahlkreis Rheinland in Siegburg                               | Casino                                       |
| Franz Heisterbergk             | 1799–1850   | 18. Mai 1848 29. Mai 1849           | 8. Wahlkreis Kgr. Sachsen in Rochlitz                             | Deutscher Hof / Märzverein                   |
| Johann Gottlieb Helbig         | 1812–1866   | 29. Mai 1849 18. Juni 1849          | 8. Wahlkreis Kgr. Sachsen in Rochlitz                             | fraktionslos                                 |
| Carl Helbing                   | 1802–1874   | 1. Juni 1848 30. Mai 1849           | 7. Wahlkreis Baden in Freiburg im Breisgau                        | fraktionslos                                 |
| Christian Heldmann             | 1808–1866   | 3. Juni 1848 17. Juli 1848          | 9. Wahlkreis Großherzogtum Hessen in Nidda                        | Deutscher Hof                                |
| Christian Heldmann             | 1808–1866   | 18. Oktober 1848 18. Juni 1849      | 9. Wahlkreis Großherzogtum Hessen in Nidda                        | Deutscher Hof                                |
| Heinrich Henkel                | 1802–1873   | 18. Mai 1848 1. Juli 1848           | 4. Wahlkreis Kurfürstentum Hessen in Fritzlar                     | Württemberger Hof                            |
| Heinrich Henkel                | 1802–1873   | 7. März 1849 30. Mai 1849           | 1. Wahlkreis Kurfürstentum Hessen in Kassel                       | Württemberger Hof                            |
| Heinrich von Hennig            | 1818–1869   | 31. Mai 1848 30. Mai 1849           | 27. Wahlkreis Preußen in Strasburg und Löbau                      | Casino / Landsberg                           |
| Eduard Henning                 | 1812–1860   | 18. Mai 1848 2. November 1848       | 24. Wahlkreis Preußen in Thorn                                    | Casino / Landsberg                           |
| Adolf Ernst Hensel             | 1811–1862   | 18. Mai 1848 1. September 1848      | 1. Wahlkreis Kgr. Sachsen in Zittau                               | Deutscher Hof                                |
| Friedrich Theophil Hensel      | 1798–1869   | 19. Mai 1848 21. Mai 1849           | 23. Wahlkreis Kgr. Sachsen in Dresden-Neustadt                    | Deutscher Hof / Märzverein                   |
| Louis Hentges                  | 1818–1891   | 18. Mai 1848 26. Januar 1849        | 8. Wahlkreis Neckar in Heilbronn                                  | Deutscher Hof / Donnersberg / Märzverein     |
| August Hergenhahn              | 1804–1874   | 18. Mai 1848 30. Mai 1849           | 6. Wahlkreis Nassau in Wiesbaden                                  | Casino                                       |
| Friedrich von Hermann          | 1795–1868   | 18. Mai 1848 16. Mai 1849           | 1. Wahlkreis Oberbayern in München                                | Württemberger Hof                            |
| Paul Hermann                   | 1809–1862   | 18. Mai 1848 22. September 1848     | 3. Wahlkreis Kgr. Sachsen in Bautzen                              | Casino                                       |
| Johann Jacob Herz              | 1810–1873   | 9. März 1849 13. April 1849         | 2. Wahlkreis Österreich unter der Enns in Wien-Leopoldstadt       | fraktionslos                                 |
| Wilhelm Herzig                 | 1812–1894   | 7. Juni 1848 27. Februar 1849       | Wahlkreis Bunzlau/Böhmen in Gablonz                               | fraktionslos                                 |
| Johann Paul Herzog             | 1812–1870   | 8. Januar 1849 20. Mai 1849         | 7. Wahlkreis Oberfranken in Pottenstein                           | Augsburger Hof                               |
| Ernst Leonhard Heubner         | 1803–1886   | 4. Oktober 1848 11. April 1849      | 16. Wahlkreis Kgr. Sachsen in Zschopau                            | Deutscher Hof / Märzverein                   |
| Otto Leonhard Heubner          | 1812–1893   | 18. Mai 1848 15. Februar 1849       | 17. Wahlkreis Kgr. Sachsen in Frauenstein                         | Deutscher Hof / Märzverein                   |
| Ludwig Heusner                 | 1800–1861   | 30. Oktober 1848 16. Februar 1849   | 5. Wahlkreis Rheinland in Saarbrücken                             | Deutscher Hof / Württemberger Hof            |
| Bruno Hildebrand               | 1812–1878   | 18. Mai 1848 18. Juni 1849          | 8. Wahlkreis Kurfürstentum Hessen in Marburg                      | Westendhall / Märzverein                     |
| Johann Hillebrand              | 1801–1866   | 8. Januar 1849 11. April 1849       | 16. Wahlkreis Steiermark in Judenburg                             | fraktionslos                                 |
| August Hirschberg              | 1804–1885   | 24. November 1848 30. Mai 1849      | Wahlkreis Schwarzburg-Sondershausen                               | Württemberger Hof                            |
| Franz Xaver Hlubek             | 1802–1880   | 18. Mai 1848 3. August 1848         | 2. Wahlkreis Steiermark in Graz-Umgebung                          | fraktionslos                                 |
| Ludwig Höchsmann               | 1802–1881   | 31. Mai 1848 13. April 1849         | Wahlkreis Mähren-Olmütz in Sternberg                              | Casino                                       |
| Gustav Höfken                  | 1811–1889   | 24. Mai 1848 30. Mai 1849           | 14. Wahlkreis Westfalen in Dortmund                               | Württemberger Hof                            |
| Friedrich Carl Hönniger        | 1812–1874   | 18. Mai 1848 18. Juni 1849          | Wahlkreis Schwarzburg-Rudolstadt                                  | Deutscher Hof / Donnersberg / Märzverein     |
| Franz Hofer                    | 1794–1865   | 24. Januar 1849 31. März 1849       | 5. Wahlkreis Niederbayern in Pfarrkirchen                         | fraktionslos                                 |
| Wilhelm Hoffbauer              | 1812–1892   | 18. Mai 1848 18. Juni 1849          | 22. Wahlkreis Provinz Sachsen in Nordhausen                       | Donnersberg / Märzverein                     |
| August Hoffmann                | 1802–1878   | 8. September 1848 16. Dezember 1848 | 1. Wahlkreis Kgr. Sachsen in Zittau                               | Deutscher Hof / Märzverein                   |
| Christoph Hoffmann             | 1815–1885   | 18. Mai 1848 8. März 1849           | 6. Wahlkreis Neckar in Ludwigsburg                                | fraktionslos                                 |
| Julius Hoffmann                | 1810–1882   | 18. Mai 1848 16. November 1848      | Wahlkreis Sachsen-Meiningen in Meiningen                          | Deutscher Hof                                |
| Gustav Hofmann                 | 1798–1866   | 20. Mai 1848 30. Mai 1849           | 8. Wahlkreis Großherzogtum Hessen in Friedberg                    | Westendhall / Märzverein                     |
| Johann Friedrich Hohlfeld      | 1809–1861   | 30. Mai 1849 18. Juni 1849          | 2. Wahlkreis Kgr. Sachsen in Löbau                                | fraktionslos                                 |
| August Hollandt                | 1800–1882   | 18. Mai 1848 30. Mai 1849           | 1. Wahlkreis Braunschweig in Braunschweig-Land                    | Landsberg                                    |
| Karl Hoppenstedt               | 1800–1883   | 23. März 1849 15. Mai 1849          | 2. Wahlkreis Hannover in Hannover-Stadt                           | Augsburger Hof                               |
| Erdwin von der Horst           | 1823–1884   | 26. Februar 1849 30. Mai 1849       | 17. Wahlkreis Hannover in Verden                                  | fraktionslos                                 |
| Ludwig Franz Houben            | 1803–1884   | 8. Januar 1849 19. Mai 1849         | 32. Wahlkreis Rheinland in Geldern                                | fraktionslos                                 |
| Wilhelm Huber                  | 1806–1859   | 1. September 1848 19. April 1849    | Wahlkreis Budweis/Böhmen in Kaplitz                               | Westendhall                                  |
| Joseph Huck                    | 1805–1859   | 17. November 1848 30. Mai 1849      | 4. Wahlkreis Jagst in Ellwangen                                   | fraktionslos                                 |
| Anton Hübner                   | 1793–1869   | 24. Mai 1848 29. Juli 1848          | 1. Wahlkreis Znaim/Mähren in Znaim                                | Württemberger Hof                            |
| Eduard Hülsmann                | 1801–1856   | 18. Mai 1848 6. Oktober 1848        | 27. Wahlkreis Rheinland in Lennep                                 | Café Milani / Casino                         |
| Aemil Hugo                     | 1802–1860   | 18. Mai 1848 12. Mai 1849           | 7. Wahlkreis Hannover in Northeim                                 | Casino / Pariser Hof                         |

## I

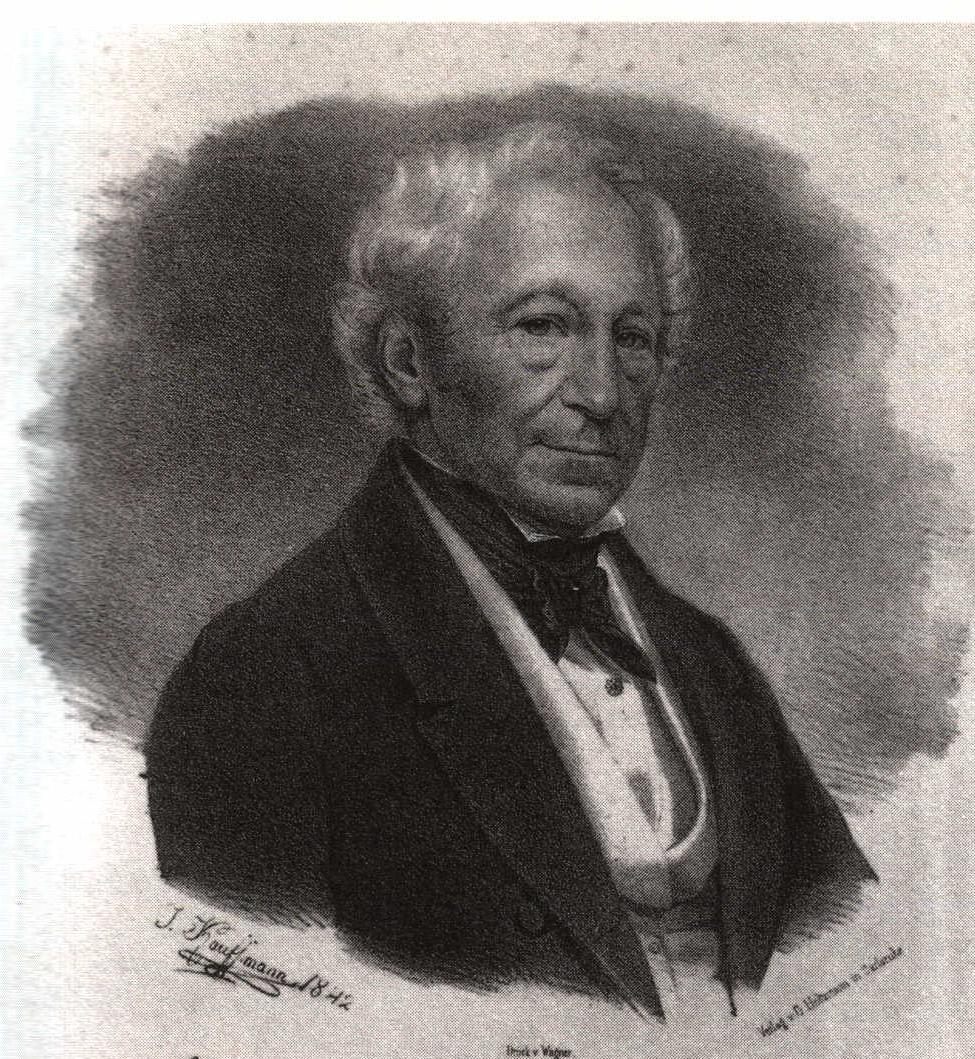
Itzstein (Lithographie, Ersteller unbekannt)

| Name                     | Lebensdaten | Abgeordneter von/bis       | Wahlkreis                      | Fraktion      |
| ------------------------ | ----------- | -------------------------- | ------------------------------ | ------------- |
| Johann Adam von Itzstein | 1775–1855   | 1. Juni 1848 18. Juni 1849 | 15. Wahlkreis Baden in Bretten | Deutscher Hof |

## J

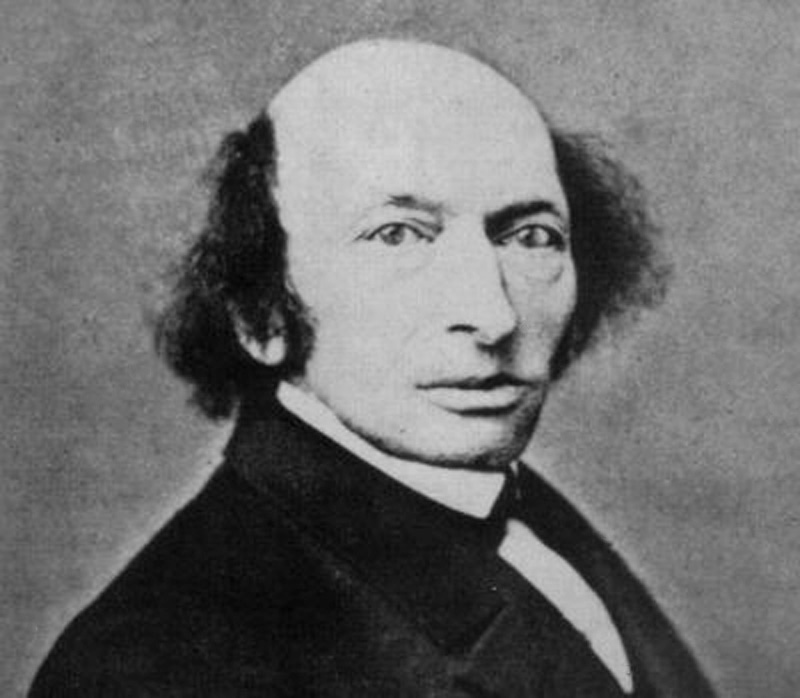
Jacoby (Ersteller unbekannt)
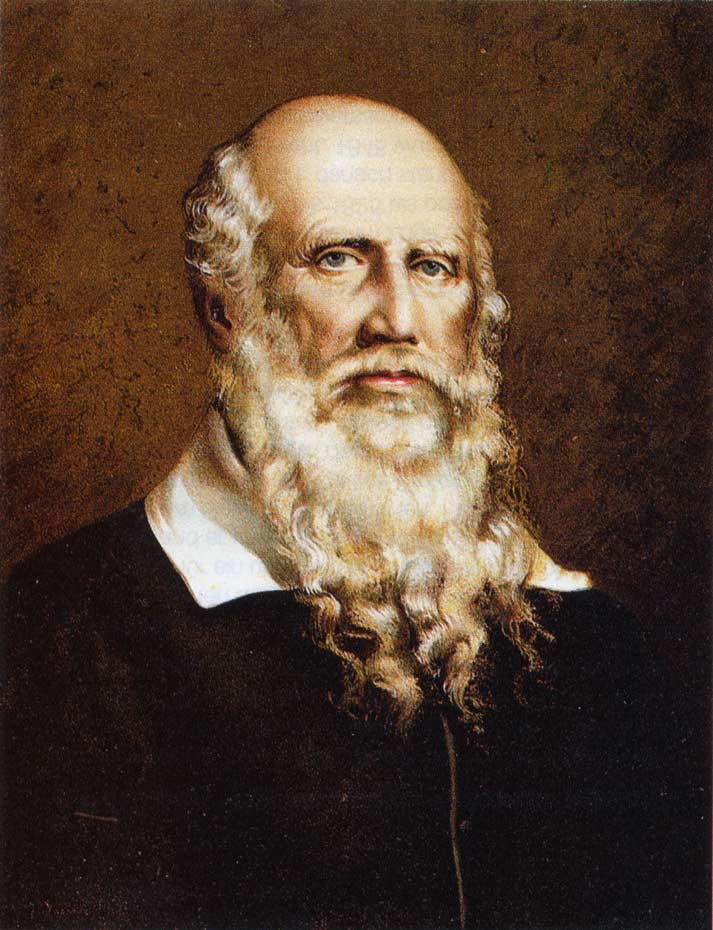
Jahn (Porträt; Ersteller unbekannt)

| Name                     | Lebensdaten | Abgeordneter von/bis           | Wahlkreis                                                  | Fraktion                      |
| ------------------------ | ----------- | ------------------------------ | ---------------------------------------------------------- | ----------------------------- |
| Carl Wilhelm Jacobi      | 1803–1858   | 18. Mai 1848 20. Mai 1849      | 5. Wahlkreis Kurfürstentum Hessen in Hersfeld              | fraktionslos                  |
| Johann Jacoby            | 1805–1877   | 24. Mai 1849 18. Juni 1849     | 4. Wahlkreis Brandenburg in Berlin                         | Deutscher Hof                 |
| Friedrich Ludwig Jahn    | 1778–1852   | 18. Mai 1848 30. Mai 1849      | 15. Wahlkreis Provinz Sachsen in Merseburg                 | Casino                        |
| Johannes Janiszewski     | 1818–1891   | 1. Juni 1848 3. August 1848    | 12. Wahlkreis Posen in Samter                              | fraktionslos                  |
| Heinrich Karl Jaup       | 1781–1860   | 18. Mai 1848 18. August 1848   | 2. Wahlkreis Großherzogtum Hessen in Umstadt               | Casino                        |
| Andreas Jeitteles        | 1799–1878   | 20. Mai 1848 25. Januar 1849   | Wahlkreis Mähren-Olmütz in Olmütz                          | fraktionslos / Märzverein     |
| Gabriel Jenny            | 1810–1891   | 20. Mai 1848 4. Dezember 1848  | 2. Wahlkreis Küstenland in Triest                          | fraktionslos                  |
| Werner Johannes          | 1805–1871   | 17. November 1848 22. Mai 1849 | Wahlkreis Sachsen-Meiningen in Meiningen                   | Württemberger Hof             |
| Johann Jopp              |             | 20. Mai 1848 30. Mai 1849      | 10. Wahlkreis Österreich unter der Enns in Groß-Enzersdorf | Donnersberg / Märzverein      |
| Wilhelm Jordan           | 1819–1904   | 18. Mai 1848 20. Mai 1849      | 11. Wahlkreis Brandenburg in Freienwalde                   | Deutscher Hof / Landsberg     |
| Sylvester Jordan         | 1792–1861   | 18. Juli 1848 20. Mai 1849     | 4. Wahlkreis Kurfürstentum Hessen in Fritzlar              | Württemberger Hof / Landsberg |
| Johann Ludwig Jordan     | 1791–1874   | 1. Juni 1848 24. November 1848 | Wahlkreis Leitmeritz/Böhmen in Tetschen                    | fraktionslos                  |
| Julius Jordan            | 1813–1893   | 18. Mai 1848 20. Mai 1849      | 8. Wahlkreis Pommern in Massow                             | Casino / Landsberg            |
| Hermann Joseph           | 1811–1869   | 20. Mai 1848 13. April 1849    | 19. Wahlkreis Kgr. Sachsen in Freiberg                     | Donnersberg / Märzverein      |
| Friedrich Siegmund Jucho | 1805–1884   | 18. Mai 1848 30. Mai 1849      | Wahlkreis Freie Stadt Frankfurt am Main                    | Westendhall / Märzverein      |
| Carl Heinrich Jürgens    | 1801–1860   | 18. Mai 1848 30. Mai 1849      | 3. Wahlkreis Braunschweig in Braunschweig-Stadt            | Casino / Pariser Hof          |
| Damian Junghanns         | 1800–1875   | 29. Mai 1848 18. Juni 1849     | 18. Wahlkreis Baden in Waibstadt                           | Donnersberg / Märzverein      |
| Wilhelm Junkmann         | 1811–1886   | 19. Mai 1848 21. Mai 1849      | 15. Wahlkreis Westfalen in Recklinghausen                  | Casino, Pariser Hof           |

## K

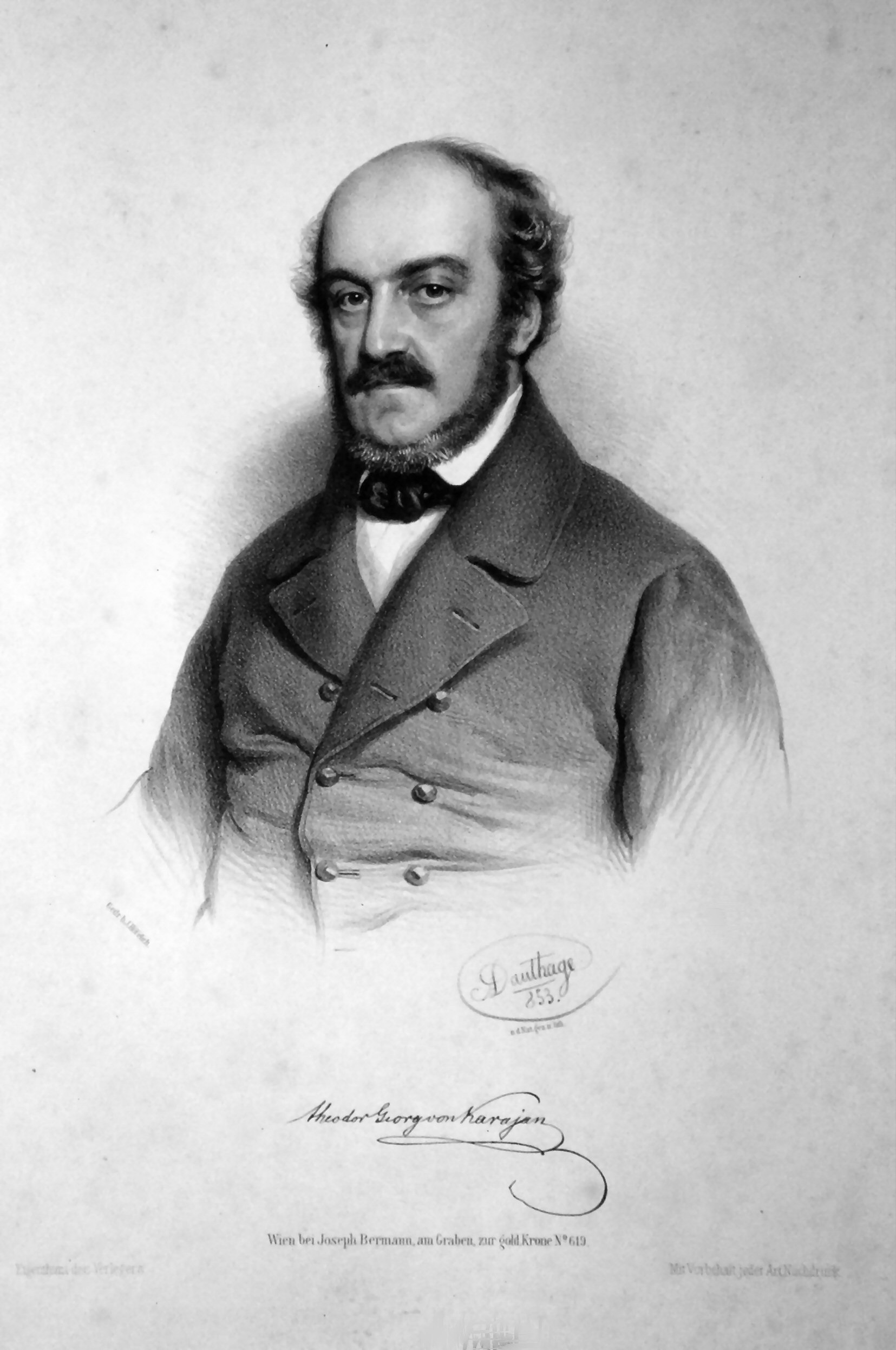
Karajan (Lithographie von A. Dauthage)
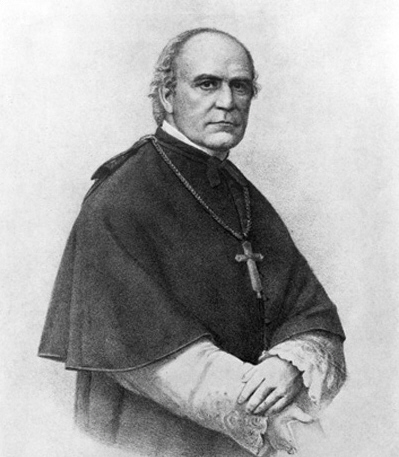
Ketteler (Lithographie; Ersteller unbekannt)
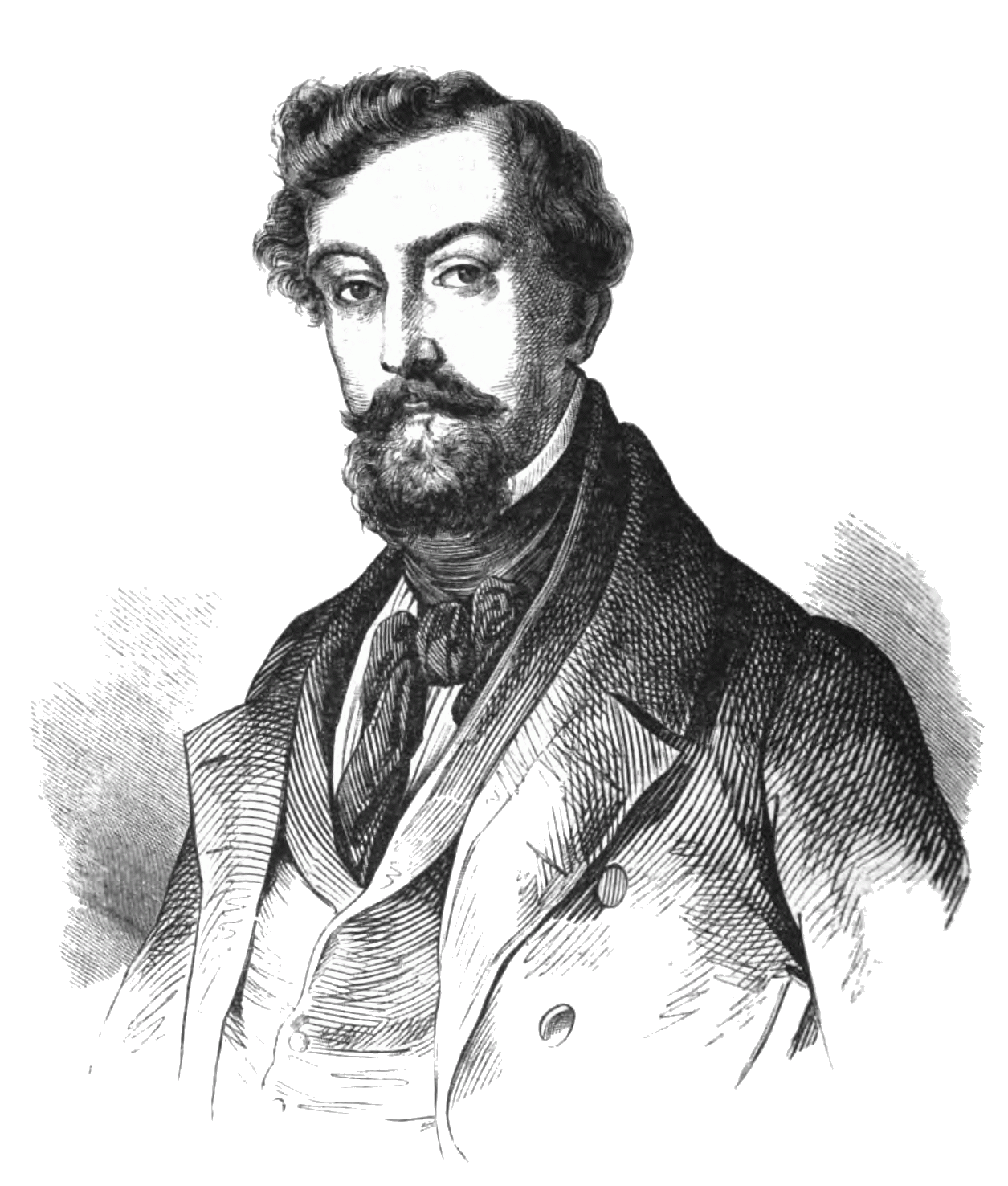
Kirchgeßner (Illustrirte Zeitung, 17. Juni 1848)
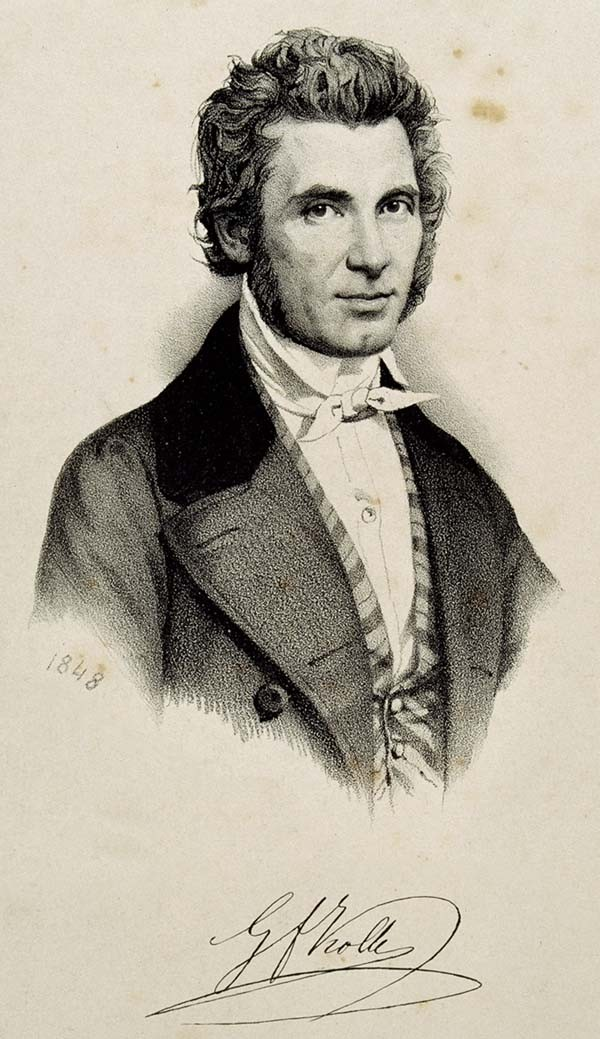
Georg Friedrich Kolb

| Name                                      | Lebensdaten        | Abgeordneter von/bis            | Wahlkreis                                                       | Fraktion                                     |
| ----------------------------------------- | ------------------ | ------------------------------- | --------------------------------------------------------------- | -------------------------------------------- |
| Johann Eberhard Käfferlein                | 1807–1888          | 18. Oktober 1848 25. Mai 1849   | 1. Wahlkreis Oberfranken in Bayreuth                            | Württemberger Hof                            |
| Bernhard August Kähler                    | 1808–1890          | 20. Mai 1848 29. August 1848    | 31. Wahlkreis Preußen in Elbing                                 | fraktionslos                                 |
| Heinrich Julius Kämmel                    | 1813–1881          | 11. April 1849 24. Mai 1849     | 1. Wahlkreis Kgr. Sachsen in Zittau                             | fraktionslos                                 |
| Peter Kagerbauer                          | 1808–1873          | 18. Mai 1848 17. April 1849     | 1. Wahlkreis Österreich ob der Enns und Salzburg in Linz        | fraktionslos                                 |
| Anton Kahlert                             | 1804–1880          | 18. Mai 1848 21. Mai 1849       | 38. Wahlkreis Schlesien in Leobschütz                           | Pariser Hof                                  |
| Ignatz Kaiser                             | 1819–1895          | 18. Mai 1848 20. Mai 1849       | 12. Wahlkreis Österreich unter der Enns in Retz                 | Augsburger Hof                               |
| Peter Kaiser                              | 1793–1864          | 18. Mai 1848 21. November 1848  | Wahlkreis Liechtenstein in Vaduz                                | Westendhall                                  |
| Moritz Blagatinschegg von Kaiserfeld      | 1811–1885          | 1. Februar 1849 13. April 1849  | 1. Wahlkreis Steiermark in Graz                                 | fraktionslos                                 |
| Franz Kalchegger von Kalchberg            | 1807–1890          | 18. Mai 1848 13. Juni 1848      | 1. Wahlkreis Steiermark in Graz                                 | fraktionslos                                 |
| Josef Kalchegger von Kalchberg            | 1801–1882          | 31. Mai 1848 22. August 1848    | Wahlkreis Teschen/Österreichisch-Schlesien in Teschen           | fraktionslos                                 |
| Willibald von Kalckstein                  | 1812–1894          | 9. Oktober 1848 11. Mai 1849    | 15. Wahlkreis Preußen in Heiligenbeil                           | Casino                                       |
| Peter Kanitsch                            | 1808–1894          | 22. Februar 1849 30. April 1849 | 2. Wahlkreis Kärnten in St. Veit                                | fraktionslos                                 |
| Christian Kapp                            | 1798–1874          | 29. Mai 1848 30. Mai 1849       | 3. Wahlkreis Baden in Villingen                                 | Donnersberg                                  |
| Theodor von Karajan                       | 1810–1873          | 24. Mai 1848 20. September 1848 | 9. Wahlkreis Österreich unter der Enns in Guntersdorf           | Casino                                       |
| Georg Kauzer                              | 1807–1875          | 18. Mai 1848 10. Oktober 1848   | 4. Wahlkreis Jagst in Ellwangen                                 | fraktionslos                                 |
| Gottlieb Keim                             | 1783–1868          | 18. Mai 1848 22. September 1848 | 1. Wahlkreis Oberfranken in Bayreuth                            | fraktionslos                                 |
| Gustav von Keller                         | 1805–1897          | 5. Juni 1848 20. Mai 1849       | 19. Wahlkreis Provinz Sachsen in Erfurt                         | Casino                                       |
| Johann Kerer                              | 1808–1867          | 18. Mai 1848 16. April 1849     | 2. Wahlkreis Oberinntal/Tirol u. Vorarlberg in Silz             | Pariser Hof                                  |
| Samuel Gottfried Kerst                    | 1804–1875          | 18. Mai 1848 20. Mai 1849       | 8. Wahlkreis Posen in Zirke                                     | Casino / Landsberg                           |
| Wilhelm Emmanuel von Ketteler             | 1811–1877          | 18. Mai 1848 22. Januar 1849    | 19. Wahlkreis Westfalen in Lengerich                            | fraktionslos                                 |
| Otto von Keudell                          | 1810–1853          | 5. Januar 1849 20. Mai 1849     | 7. Wahlkreis Pommern in Greiffenberg                            | fraktionslos                                 |
| Otto von Keyserlingk                      | 1802–1885          | 18. Mai 1848 29. August 1848    | 2. Wahlkreis Preußen in Tilsit                                  | fraktionslos                                 |
| Johann Friedrich Kierulff                 | 1806–1894          | 18. Mai 1848 26. Mai 1849       | 1. Wahlkreis Mecklenburg-Schwerin in Rostock                    | Württemberger Hof                            |
| Karl Kirchgeßner                          | 1807–1858          | 1. Juni 1848 30. Mai 1849       | 9. Wahlkreis Schwaben in Weiler-Lindau                          | Württemberger Hof                            |
| Franz Kleinpeter                          | 1787–1870          | 24. Mai 1848 15. Juli 1848      | Wahlkreis Prerau/Mähren in Neutitschein                         | fraktionslos                                 |
| Karl Kleinschrod                          | 1797–1866          | 12. Dezember 1848 13. März 1849 | 5. Wahlkreis Oberbayern in Bruck                                | Pariser Hof                                  |
| August Klett                              | 1799–1869          | 26. Februar 1849 18. Juni 1849  | 8. Wahlkreis Neckar in Heilbronn                                | fraktionslos                                 |
| Franz von Knapitsch                       | 1785–1867          | 18. Mai 1848 1. Juli 1848       | 2. Wahlkreis Kärnten in St. Veit                                | fraktionslos                                 |
| Josef Knar                                | 1800–1864          | 18. Mai 1848 13. April 1849     | 4. Wahlkreis Steiermark in Hartberg                             | fraktionslos                                 |
| Franz Peter Knoodt                        | 1811–1889          | 18. Mai 1848 16. Februar 1849   | 8. Wahlkreis Rheinland in Neuwied                               | Casino                                       |
| Carl Wilhelm Otto Koch                    | 1810–1876          | 18. Mai 1848 30. Mai 1849       | 7. Wahlkreis Kgr. Sachsen in Borna                              | Augsburger Hof                               |
| Carl Heinrich Adolph Köhler               | 1810–1875          | 8. September 1848 30. Mai 1849  | 4. Wahlkreis Provinz Sachsen in Wanzleben                       | Donnersberg / Württemberger Hof / Märzverein |
| Carl Hermann Köster von Kösteritz         | 1803–1867          | 18. November 1848 20. Mai 1849  | 26. Wahlkreis Rheinland in Elberfeld                            | fraktionslos                                 |
| Franz Xaver Kohlparzer                    | 1798–1855          | 18. Mai 1848 30. Mai 1849       | 2. Wahlkreis Österreich ob der Enns und Salzburg in Neufelden   | fraktionslos                                 |
| Georg Friedrich Kolb                      | 1808–1884          | 18. Mai 1848 18. Juni 1849      | 9. Wahlkreis Pfalz in Speyer                                    | Deutscher Hof / Nürnberger Hof / Märzverein  |
| Adolph Kollaczek                          | 1821–1889          | Mai 1848 18. Juni 1849          | Wahlkreis Teschen/Österreichisch-Schlesien in Schlesisch-Ostrau | Donnersberg / Märzverein                     |
| Wilhelm Albert Kosmann                    | 1802–1875          | 18. Mai 1848 10. Mai 1849       | 10. Wahlkreis Pommern in Stettin-Land                           | Casino                                       |
| Carl Friedrich Kotschy                    | 1789–1856          | 2. Juli 1848 30. Mai 1849       | Wahlkreis Teschen/Österreichisch-Schlesien in Bielitz           | Deutscher Hof                                |
| Wilhelm Friedrich Christian Gustav Krafft | 1805–1864          | 18. Mai 1848 24. Mai 1849       | 2. Wahlkreis Mittelfranken in Nürnberg                          | Casino / Landsberg                           |
| Gustav Heinrich Kratz                     | 1798–1874          | 1. Juni 1848 10. Mai 1849       | 2. Wahlkreis Pommern in Stolp                                   | Casino                                       |
| Carl Joseph Kreutzberg                    | 1802–1870          | 15. März 1849 30. April 1849    | Wahlkreis Bunzlau/Böhmen in Gablonz                             | fraktionslos                                 |
| Leopold Kreybig                           | vor 1813–nach 1870 | 24. Mai 1848 28. November 1848  | Wahlkreis Brünn/Mähren in Auspitz                               | fraktionslos                                 |
| August Kromp                              |                    | 20. Mai 1848 11. Dezember 1848  | Wahlkreis Brünn/Mähren in Pohrlitz                              | fraktionslos                                 |
| Johann Krzyzanowsky                       | 1802–1864          | 4. April 1849 30. Mai 1849      | 12. Wahlkreis Posen in Samter                                   | fraktionslos                                 |
| Hermann Kudlich                           | 1809–1886          | 26. Mai 1848 18. Juni 1849      | Wahlkreis Troppau/Österreichisch-Schlesien in Bennisch          | Deutscher Hof                                |
| Heinrich von Künßberg                     | 1801–1862          | 18. Mai 1848 1. Mai 1849        | 1. Wahlkreis Mittelfranken in Ansbach                           | Casino / Pariser Hof                         |
| Alexander Küntzel                         | 1804–1873          | 7. Oktober 1848 24. Mai 1849    | 11. Wahlkreis Preußen in Neidenburg                             | Casino                                       |
| Dominikus Kuenzer                         | 1793–1853          | 27. Juni 1848 18. Juni 1849     | 11. Wahlkreis Baden in Achern                                   | Donnersberg / Märzverein                     |
| Carl von Kürsinger                        | 1797–1849          | 18. Mai 1848 19. April 1849     | 16. Wahlkreis Österreich ob der Enns und Salzburg in Werfen     | fraktionslos                                 |
| Ignaz von Kürsinger                       | 1795–1861          | 18. Mai 1848 19. April 1849     | 15. Wahlkreis Österreich ob der Enns und Salzburg in Salzburg   | fraktionslos                                 |
| Ernst Kunth                               | 1809–1882          | 18. Mai 1848 10. April 1849     | 7. Wahlkreis Schlesien in Bunzlau                               | Westendhall / Augsburger Hof                 |
| Ignaz Kuranda                             | 1811–1884          | 27. Juni 1848 24. August 1848   | Wahlkreis Leitmeritz/Böhmen in Teplitz                          | fraktionslos                                 |
| Joseph Kutzen                             | 1800–1877          | 27. Juni 1848 12. Mai 1849      | 25. Wahlkreis Schlesien in Frankenstein                         | Café Milani                                  |

## L

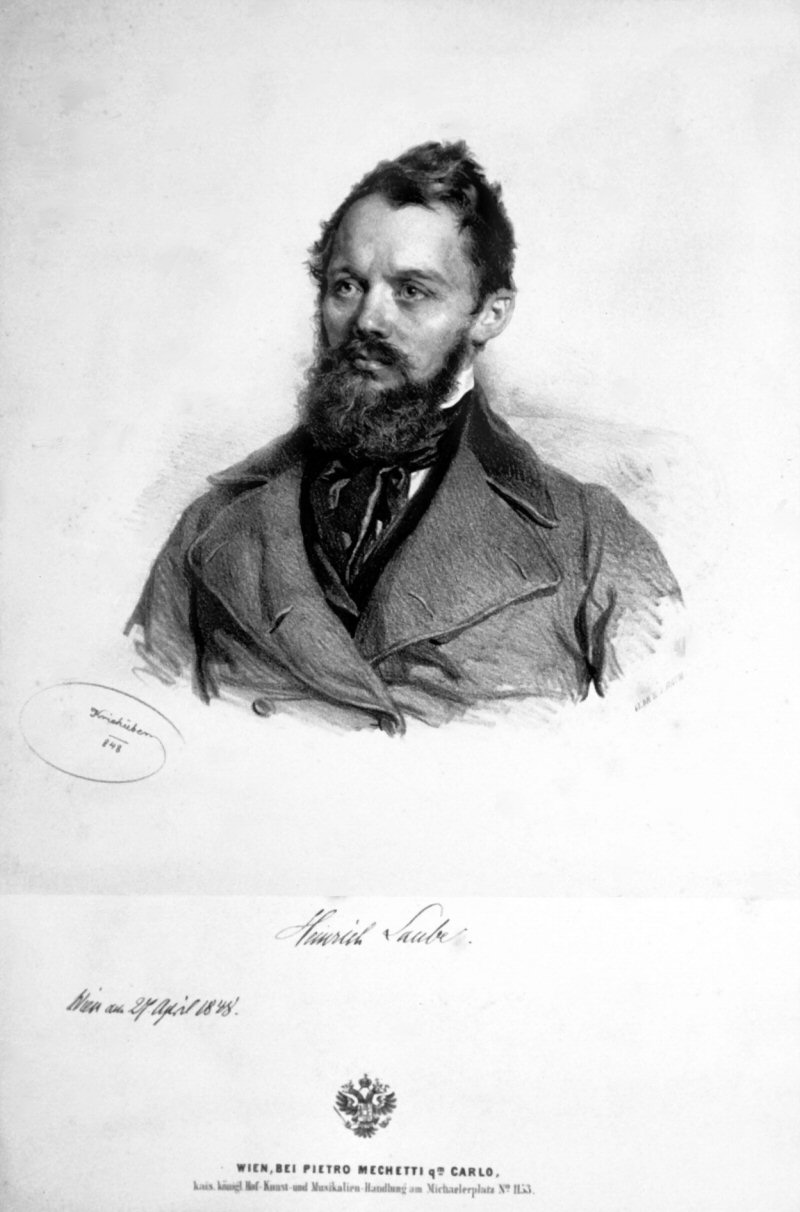
Laube (Lithographie von Joseph Kriehuber)
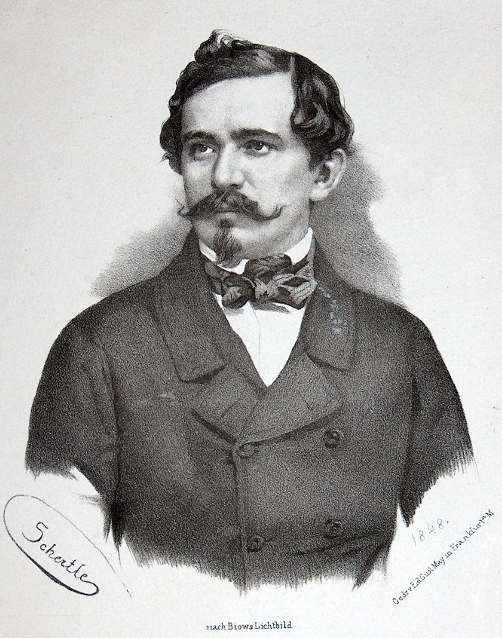
Lichnowsky (Ersteller unbekannt)
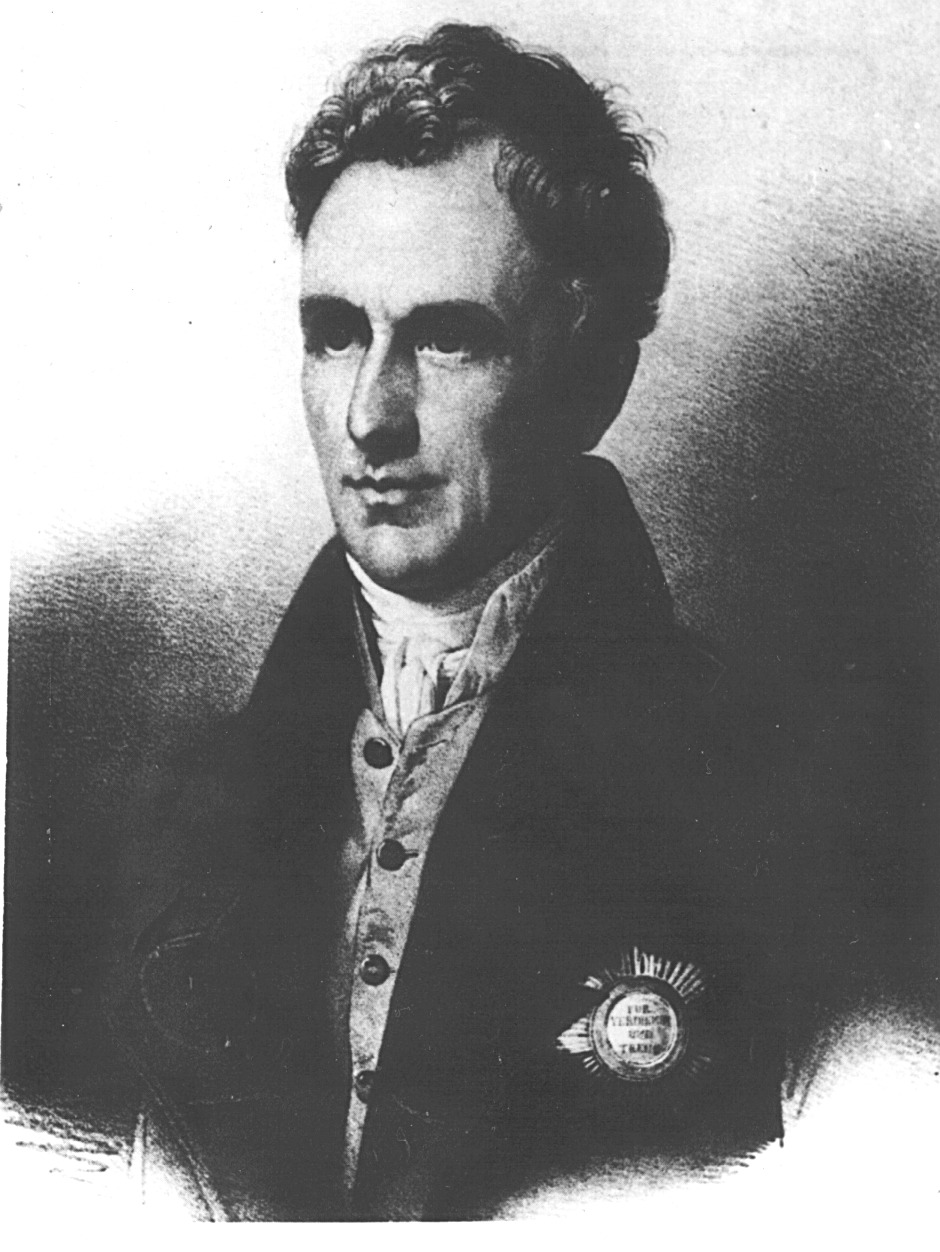
v. Lindenau (Ersteller unbekannt)
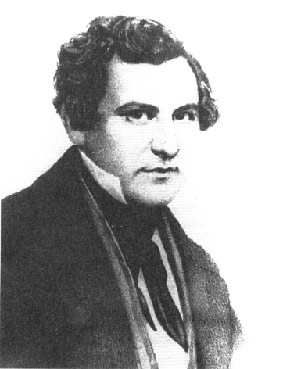
Loewe (Ersteller unbekannt)

| Name                             | Lebensdaten | Abgeordneter von/bis             | Wahlkreis                                                        | Fraktion                           |
| -------------------------------- | ----------- | -------------------------------- | ---------------------------------------------------------------- | ---------------------------------- |
| Ferdinand Lammers                | 1795–1855   | 25. Januar 1849 24. Mai 1849     | 4. Wahlkreis Mittelfranken in Erlangen                           | Landsberg                          |
| Friedrich Lang                   | 1778–1859   | 18. Mai 1848 29. Januar 1849     | 17. Wahlkreis Hannover in Verden                                 | Landsberg                          |
| Carl Ludwig Langbein             | 1811–1873   | 26. Oktober 1848 18. Juni 1849   | 5. Wahlkreis Kgr. Sachsen in Grimma                              | Deutscher Hof / Märzverein         |
| Gustav Langerfeldt               | 1802–1883   | 18. Mai 1848 21. Mai 1849        | 2. Wahlkreis Braunschweig in Wolfenbüttel                        | Casino                             |
| Ernst von Lasaulx                | 1805–1861   | 18. Mai 1848 7. Mai 1849         | 2. Wahlkreis Niederbayern in Abensberg                           | Café Milani                        |
| Anton Laschan                    | 1811–1897   | 22. Juni 1848 30. April 1849     | 3. Wahlkreis Krain in Neustadtl                                  | fraktionslos                       |
| Heinrich Laube                   | 1806–1884   | 23. Juli 1848 27. März 1849      | Wahlkreis Elbogen/Böhmen in Elbogen                              | Württemberger Hof / Augsburger Hof |
| Carl Laudien                     | 1799–1856   | 29. Juni 1848 30. Mai 1849       | 7. Wahlkreis Preußen in Goldap                                   | Landsberg                          |
| Johann Jacob Lauk                | 1804–1862   | 21. März 1849 29. Mai 1849       | 1. Wahlkreis Unterfranken in Arnstein                            | fraktionslos                       |
| Joseph Lausch                    |             | 20. Mai 1848 19. April 1849      | Wahlkreis Troppau/Österreichisch-Schlesien in Troppau            | fraktionslos                       |
| Alexander von Lavergne-Peguilhen | 1803–1867   | 18. Mai 1848 7. Oktober 1848     | 11. Wahlkreis Preußen in Neidenburg                              | Casino                             |
| Cyprián Lelek                    | 1812–1883   | 12. März 1849 19. Mai 1849       | 36. Wahlkreis Schlesien in Ratibor                               | fraktionslos                       |
| Wilhelm Adolf Lette              | 1799–1868   | 18. Mai 1848 20. Mai 1849        | 15. Wahlkreis Brandenburg in Nauen                               | Casino                             |
| Friedrich Gottfried Leue         | 1801–1872   | 18. Mai 1848 23. April 1849      | 9. Wahlkreis Provinz Sachsen in Salzwedel                        | Württemberger Hof                  |
| Wilhelm Leverkus                 | 1808–1870   | 17. Oktober 1848 20. Mai 1849    | 27. Wahlkreis Rheinland in Lennep                                | Casino / Augsburger Hof            |
| Wilhelm Levysohn                 | 1815–1871   | 3. Oktober 1848 18. Juni 1849    | 12. Wahlkreis Schlesien in Grünberg                              | Deutscher Hof / Märzverein         |
| Karol Libelt                     | 1807–1875   | 6. Oktober 1848 18. Januar 1849  | 12. Wahlkreis Posen in Samter                                    | Donnersberg                        |
| Felix von Lichnowsky             | 1814–1848   | 18. Mai 1848 18. September 1848  | 36. Wahlkreis Schlesien in Ratibor                               | Casino                             |
| Eduard Lieber                    | 1791–1867   | 18. Mai 1848 2. Juni 1848        | 23. Wahlkreis Brandenburg in Züllichau                           | fraktionslos                       |
| Richard Liebmann                 | 1811–1871   | 18. Mai 1848 28. September 1848  | Wahlkreis Sachsen-Meiningen in Sonneberg                         | Württemberger Hof                  |
| Wilhelm Otto Liebmann            | 1806–1871   | 8. September 1848 30. Mai 1849   | 7. Wahlkreis Brandenburg in Perleberg                            | Württemberger Hof                  |
| Matthäus Lienbacher              | 1807–1884   | 27. Juli 1848 16. April 1849     | 17. Wahlkreis Österreich ob der Enns und Salzburg in Zell am See | Casino / Pariser Hof               |
| Justin von Linde                 | 1797–1870   | 27. Juni 1848 30. Mai 1849       | 17. Wahlkreis Westfalen in Borken                                | fraktionslos                       |
| Bernhard von Lindenau            | 1779–1854   | 18. Mai 1848 18. September 1848  | Wahlkreis Sachsen-Altenburg                                      | fraktionslos                       |
| Joseph Lindner                   | 1810–1875   | 18. Januar 1849 19. April 1849   | 16. Wahlkreis Österreich unter der Enns in Amstetten             | fraktionslos                       |
| Christian Lodemann               | 1805–1878   | 27. Dezember 1848 26. Mai 1849   | 13. Wahlkreis Hannover in Lüneburg                               | fraktionslos                       |
| Eugen Friedrich Löper            | 1801–1865   | 18. April 1849 10. Mai 1849      | 20. Wahlkreis Brandenburg in Friedeberg                          | fraktionslos                       |
| Joseph Löschnigg                 | –ca. 1882   | 21. November 1848 25. April 1849 | 1. Wahlkreis Kärnten in Klagenfurt                               | fraktionslos                       |
| Friedrich Loew                   | 1809–1881   | 18. Mai 1848 20. Mai 1849        | 3. Wahlkreis Provinz Sachsen in Neuhaldensleben                  | Casino / Landsberg                 |
| Hermann Loew                     | 1807–1879   | 18. Juni 1848 20. Mai 1849       | 10. Wahlkreis Posen in Obornik                                   | Landsberg                          |
| Wilhelm Loewe                    | 1814–1886   | 18. Mai 1848 18. Juni 1849       | 7. Wahlkreis Provinz Sachsen in Calbe                            | Deutscher Hof / Nürnberger Hof     |
| Hermann Adolf Lüntzel            | 1799–1850   | 20. Mai 1848 22. März 1849       | 8. Wahlkreis Hannover in Hildesheim                              | Casino / Landsberg                 |

## M

Carl Friedrich Mayer, Lithographie, (Landesbibliothek Stuttgart)
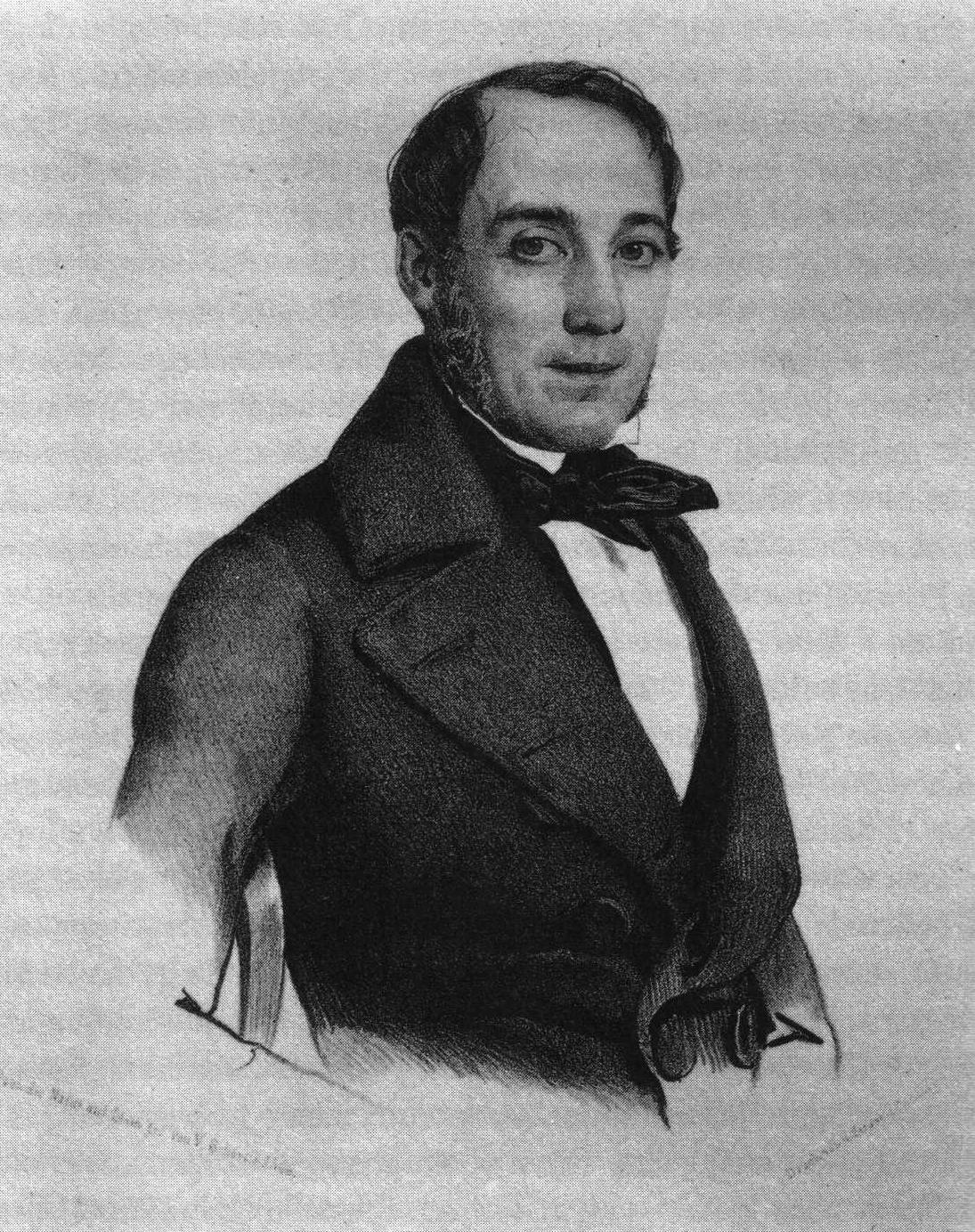
Mathy (Lithographie von Valentin Schertle)
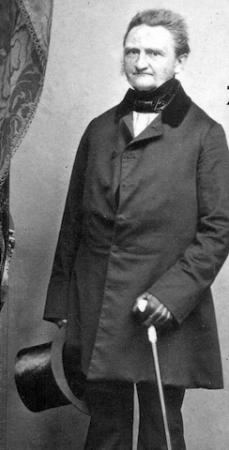
Georg Theodor Meyer (unbekannter Fotograf)
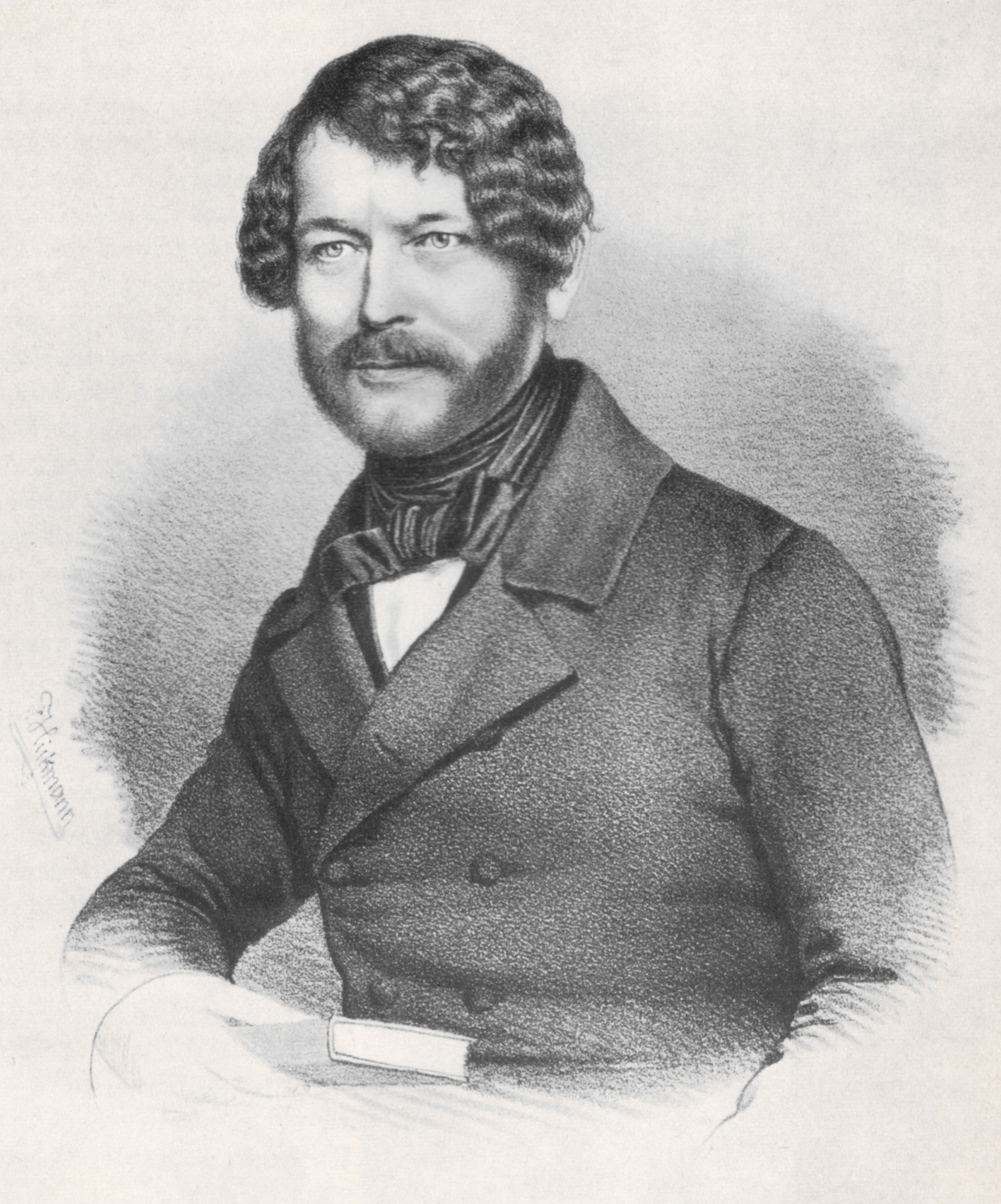
M. Mohl (Lithographie, Ersteller unbekannt)
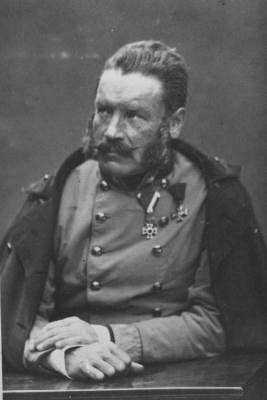
Karl Moering (unbekannter Fotograf)

| Name                              | Lebensdaten | Abgeordneter von/bis             | Wahlkreis                                                         | Fraktion                                    |
| --------------------------------- | ----------- | -------------------------------- | ----------------------------------------------------------------- | ------------------------------------------- |
| Franz Makowiczka                  | 1811–1890   | 29. Mai 1848 30. Mai 1849        | Wahlkreis Saaz/Böhmen in Komotau                                  | Württemberger Hof / Märzverein              |
| Georg Mally                       | 1793–1858   | 18. Mai 1848 13. April 1849      | 7. Wahlkreis Steiermark in Marburg                                | fraktionslos                                |
| Gustav Robert von Maltzahn        | 1807–1882   | 18. Mai 1848 16. April 1849      | 18. Wahlkreis Brandenburg in Königsberg                           | Casino / Landsberg                          |
| Vincenz Maly                      | 1808–1878   | 1. September 1848 24. Mai 1849   | Wahlkreis Prerau/Mähren in Leipnik                                | fraktionslos                                |
| Franz August Mammen               | 1813–1888   | 18. Mai 1848 30. Mai 1849        | 12. Wahlkreis Kgr. Sachsen in Plauen                              | Deutscher Hof / Nürnberger Hof / Märzverein |
| Johann Mandrella                  |             | 5. August 1848 12. Februar 1849  | 32. Wahlkreis Schlesien in Groß-Strehlitz                         | Deutscher Hof / Märzverein                  |
| Johann Mann                       | 1791–1871   | 3. Januar 1849 30. Mai 1849      | 6. Wahlkreis Mecklenburg-Schwerin in Güstrow                      | Augsburger Hof                              |
| Eduard Marcks                     | 1806–1869   | 18. Mai 1848 20. Mai 1849        | 30. Wahlkreis Rheinland in Wesel                                  | Casino                                      |
| Constantin Marcus                 | 1806–1865   | 20. Mai 1848 25. Mai 1849        | 19. Wahlkreis Preußen in Friedland                                | Landsberg                                   |
| Titus Mareck                      | 1819–1851   | 18. Mai 1848 30. Mai 1849        | 11. Wahlkreis Steiermark in Lichtenwald                           | Deutscher Hof / Donnersberg / Märzverein    |
| Francesco Antonio Marsilli        | 1804–1863   | 23. Mai 1848 30. Mai 1849        | 2. Wahlkreis Rovereto/Tirol u. Vorarlberg in Riva                 | fraktionslos                                |
| Heinrich Wilhelm Gottlieb Martens | 1795–1877   | 18. Mai 1848 4. Mai 1849         | 29. Wahlkreis Preußen in Danzig                                   | Casino                                      |
| Friedrich Martiny                 | 1819–1897   | 18. Mai 1848 30. Mai 1849        | 21. Wahlkreis Preußen in Schlochau                                | Donnersberg / Märzverein                    |
| Hermann von Massow                | 1812–1881   | 18. Mai 1848 20. Mai 1849        | 26. Wahlkreis Schlesien in Glatz                                  | Casino                                      |
| Karl Mathy                        | 1807–1868   | 18. Mai 1848 21. Mai 1849        | 4. Wahlkreis Schwarzwald in Calw                                  | Casino                                      |
| Conrad Matthies                   | 1807–1856   | 18. Mai 1848                     | 13. Wahlkreis Pommern in Wolgast                                  | fraktionslos                                |
| Conrad Matthies                   | 1807–1856   | 24. Januar 1849 20. Mai 1849     | 14. Wahlkreis Pommern in Grimmen                                  | fraktionslos                                |
| Ernst Ludwig Maukisch             | 1805–1865   | 26. Februar 1849 30. Mai 1849    | 17. Wahlkreis Kgr. Sachsen in Frauenstein                         | fraktionslos                                |
| Karl Mayer                        | 1819–1889   | 6. Juni 1849 18. Juni 1849       | 1. Wahlkreis Neckar in Esslingen                                  | fraktionslos                                |
| Thomas Mayer                      | 1815–1870   | 18. Mai 1848 18. Juni 1849       | 7. Wahlkreis Schwaben in Memmingen                                | Westendhall / Märzverein                    |
| Franz Ferdinand von Mayern        | 1799–1889   | 18. Mai 1848 1. Februar 1849     | 4. Wahlkreis Österreich unter der Enns in Wien-Wieden             | Casino                                      |
| Moritz von Mayfeld                | 1817–1904   | 9. Oktober 1848 30. Mai 1849     | 13. Wahlkreis Österreich unter der Enns in Waidhofen an der Thaya | Württemberger Hof / Märzverein              |
| Bernhard Mazegger                 | 1793–1876   | 23. März 1849 16. April 1849     | 1. Wahlkreis Oberinntal/Tirol u. Vorarlberg in Landeck            | fraktionslos                                |
| Eugen Megerle, Edler von Mühlfeld | 1810–1868   | 18. Mai 1848 13. April 1849      | 1. Wahlkreis Österreich unter der Enns in Wien-Innere Stadt       | Café Milani / Pariser Hof                   |
| Hermann Henrich Meier             | 1809–1898   | 4. April 1849 20. Mai 1849       | 18. Wahlkreis Hannover in Bremervörde                             | Casino                                      |
| Paulus Melchers                   | 1813–1895   | 18. Mai 1848 21. Juli 1848       | 18. Wahlkreis Westfalen in Nienborg                               | fraktionslos                                |
| Eduard Melly                      | 1814–1854   | 18. Mai 1848 18. Juni 1849       | 14. Wahlkreis Österreich unter der Enns in Horn                   | Westendhall / Märzverein                    |
| Ernst Merck                       | 1811–1863   | 18. Mai 1848 30. Mai 1849        | Wahlkreis Freie und Hansestadt Hamburg                            | Café Milani                                 |
| Carl Christoph Merkel             | 1799–1877   | 27. Juni 1848 27. Dezember 1848  | 13. Wahlkreis Hannover in Lüneburg                                | Casino / Landsberg                          |
| Carl Mertel                       | 1809–1873   | 1. Februar 1849 30. Mai 1849     | 5. Wahlkreis Oberfranken in Kronach                               | fraktionslos                                |
| Hermann Metzke                    | 1801–1880   | 19. Mai 1848 20. Mai 1849        | 10. Wahlkreis Schlesien in Sagan                                  | Casino                                      |
| Carl Friedrich Metzler            | 1813–1867   | 23. Mai 1848 18. August 1848     | 16. Wahlkreis Kgr. Sachsen in Zschopau                            | fraktionslos                                |
| Gustav Mevissen                   | 1815–1899   | 18. Mai 1848 21. Mai 1849        | 9. Wahlkreis Westfalen in Hilchenbach                             | Casino                                      |
| Johann Carl Christian Meyer       | 1799–1860   | 18. Mai 1848 30. Mai 1849        | 9. Wahlkreis Schlesien in Liegnitz                                | Donnersberg / Märzverein                    |
| Georg Theodor Meyer               | 1798–1870   | 18. Mai 1848 14. Juni 1848       | 13. Wahlkreis Hannover in Lüneburg                                | fraktionslos                                |
| Carl Mez                          | 1808–1877   | Mai 1848 18. Juni 1849           | 3. Wahlkreis Baden in Villingen                                   | fraktionslos / Märzverein                   |
| Andreas Ludwig Jacob Michelsen    | 1801–1881   | 18. Mai 1848 24. Mai 1849        | 1. Wahlkreis Schleswig in Fehmarn                                 | Casino                                      |
| Christian Minkus                  | 1770–1849   | 29. Mai 1848 26. Mai 1849        | 31. Wahlkreis Schlesien in Rosenberg                              | Deutscher Hof / Märzverein                  |
| Carl Joseph Anton Mittermaier     | 1787–1867   | 18. Mai 1848 30. Mai 1849        | 12. Wahlkreis Baden in Baden-Baden                                | Württemberger Hof / Augsburger Hof          |
| Franz Möller                      | 1811–1884   | 19. Oktober 1848 30. Mai 1849    | Wahlkreis Bunzlau/Böhmen in Reichenberg                           | Württemberger Hof / Märzverein              |
| Georg Friedrich Mölling           | 1796–1878   | 18. Mai 1848 18. Juni 1849       | Wahlkreis Oldenburg in Jeverland                                  | Deutscher Hof / Nürnberger Hof / Märzverein |
| Karl Moering                      | 1810–1870   | 18. Mai 1848 30. April 1849      | 5. Wahlkreis Österreich unter der Enns in Wien-Neubau             | fraktionslos                                |
| Moritz Mohl                       | 1802–1888   | 18. Mai 1848 18. Juni 1849       | 5. Wahlkreis Jagst in Heidenheim                                  | fraktionslos                                |
| Robert von Mohl                   | 1799–1875   | 18. Mai 1848 30. Mai 1849        | 1. Wahlkreis Jagst in Mergentheim                                 | Württemberger Hof / Augsburger Hof          |
| Martin Mohr                       | 1788–1865   | 20. Mai 1848 18. Juni 1849       | 11. Wahlkreis Großherzogtum Hessen in Worms                       | Donnersberg / Märzverein                    |
| Guido Konrad Mosing               | 1824–1907   | 4. April 1849 30. April 1849     | 17. Wahlkreis Österreich unter der Enns in St. Pölten             | Nürnberger Hof                              |
| Johann von Muck                   |             | 18. Mai 1848 5. Oktober 1848     | 19. Wahlkreis Österreich unter der Enns in Bruck an der Leitha    | fraktionslos                                |
| Daniel Ernst Müller               | 1797–1868   | 31. Mai 1848 30. Mai 1849        | 2. Wahlkreis Unterfranken in Aschaffenburg                        | Westendhall                                 |
| Friedrich Theodor Müller          | 1811–1893   | 18. Mai 1848 16. Juni 1848       | 18. Wahlkreis Rheinland in Gummersbach                            | fraktionslos                                |
| Hermann Joseph Müller             | 1803–1876   | 1. September 1848 15. Mai 1849   | 20. Wahlkreis Rheinland in Aachen                                 | Casino / Pariser Hof                        |
| Johann Georg Müller               | 1798–1870   | 18. Mai 1848 7. August 1848      | 20. Wahlkreis Westfalen in Münster                                | fraktionslos                                |
| Louis Müller                      | 1812–1889   | 16. November 1848 16. April 1849 | Wahlkreis Sachsen-Meiningen in Sonneberg                          | Württemberger Hof / Märzverein              |
| Johannes Münch                    | 1791–1869   | 18. Mai 1848 20. Mai 1849        | 7. Wahlkreis Rheinland in Wetzlar                                 | Landsberg / Pariser Hof                     |
| Hermann Mulley                    | 1811–1886   | 20. Mai 1848 23. April 1849      | 13. Wahlkreis Steiermark in Cilli                                 | fraktionslos                                |
| Charles Munchen                   | 1813–1882   | 25. Mai 1848 30. Mai 1849        | Wahlkreis Luxemburg                                               | Casino                                      |
| Wilhelm Heinrich Murschel         | 1795–1869   | 18. Mai 1848 22. Januar 1849     | 2. Wahlkreis Schwarzwald in Balingen                              | Westendhall                                 |
| Johann August Muttray             | 1808–1872   | 31. Mai 1848 20. Juli 1848       | 1. Wahlkreis Preußen in Memel                                     | fraktionslos                                |
| Eberhard von Mylius               | 1813–1861   | 18. Mai 1848 3. Januar 1849      | 32. Wahlkreis Rheinland in Geldern                                | fraktionslos                                |

## N
| Name                           | Lebensdaten | Abgeordneter von/bis            | Wahlkreis                                          | Fraktion                       |
| ------------------------------ | ----------- | ------------------------------- | -------------------------------------------------- | ------------------------------ |
| Ferdinand Nägele               | 1808–1879   | 18. Mai 1848 18. Juni 1849      | 7. Wahlkreis Neckar in Backnang                    | Deutscher Hof / Märzverein     |
| Anton von Nagel zu Aichberg    | 1798–1859   | 18. Mai 1848 7. Mai 1849        | 4. Wahlkreis Oberpfalz in Neunburg vorm Wald       | Café Milani                    |
| Friedrich Nagel                | 1810–1884   | 5. Februar 1849 18. Juni 1849   | 2. Wahlkreis Schwarzwald in Balingen               | Deutscher Hof                  |
| Johann Gottlieb August Naumann | 1799–1870   | 20. Mai 1848 20. Mai 1849       | 27. Wahlkreis Brandenburg in Cottbus               | Café Milani                    |
| Carl Nauwerck                  | 1810–1891   | 18. Mai 1848 18. Juni 1849      | 5. Wahlkreis Brandenburg in Berlin-Georgenvorstadt | Deutscher Hof / Märzverein     |
| Lucius Neergard von Bruun      | 1797–1881   | 20. Mai 1848 23. Oktober 1848   | 2. Wahlkreis Holstein in Itzehoe                   | Landsberg                      |
| Wilhelm von Neitschütz         | 1801–1849   | 11. Dezember 1848 30. Mai 1849  | 17. Wahlkreis Preußen in Königsberg-Land           | fraktionslos                   |
| Ferdinand Nemitz               | 1805–1886   | 20. Mai 1848 23. September 1848 | 6. Wahlkreis Pommern in Dramburg                   | Casino                         |
| Ernst Louis Otto Nerreter      | 1809–1880   | 18. Mai 1848 29. Mai 1849       | 6. Wahlkreis Posen in Fraustadt                    | Casino                         |
| Ignatz Neubauer                | 1816–1888   | 29. Mai 1848 13. April 1849     | 3. Wahlkreis Steiermark in Feldbach                | Café Milani / Casino           |
| Heinrich Neugebauer            |             | Ende Mai 1848 Mitte Mai 1849    | Wahlkreis Elbogen/Böhmen in Buchau                 | Württemberger Hof / Märzverein |
| Johann Georg Neumann           | 1813–1882   | 20. Mai 1848 16. April 1849     | Wahlkreis Klattau/Böhmen in Karlsbad               | fraktionslos                   |
| Max Neumayr                    | 1808–1881   | 27. Mai 1848 7. Mai 1849        | 10. Wahlkreis Oberbayern in Burghausen             | Casino / Pariser Hof           |
| Leopold von Neuwall            | 1810–1867   | 20. Mai 1848 13. April 1849     | Wahlkreis Brünn/Mähren in Brünn                    | Württemberger Hof              |
| Carl Nicol                     | 1808–1880   | 18. Mai 1848 30. Mai 1849       | 1. Wahlkreis Hannover in Hameln                    | Westendhall / Märzverein       |
| Johann Ernst Nizze             | 1788–1872   | 29. Mai 1848 10. Mai 1849       | 15. Wahlkreis Pommern in Stralsund                 | Casino                         |
| Heinrich Nöthig                | 1809–1876   | 12. Januar 1849 10. Mai 1849    | 11. Wahlkreis Schlesien in Glogau                  | fraktionslos                   |

## O

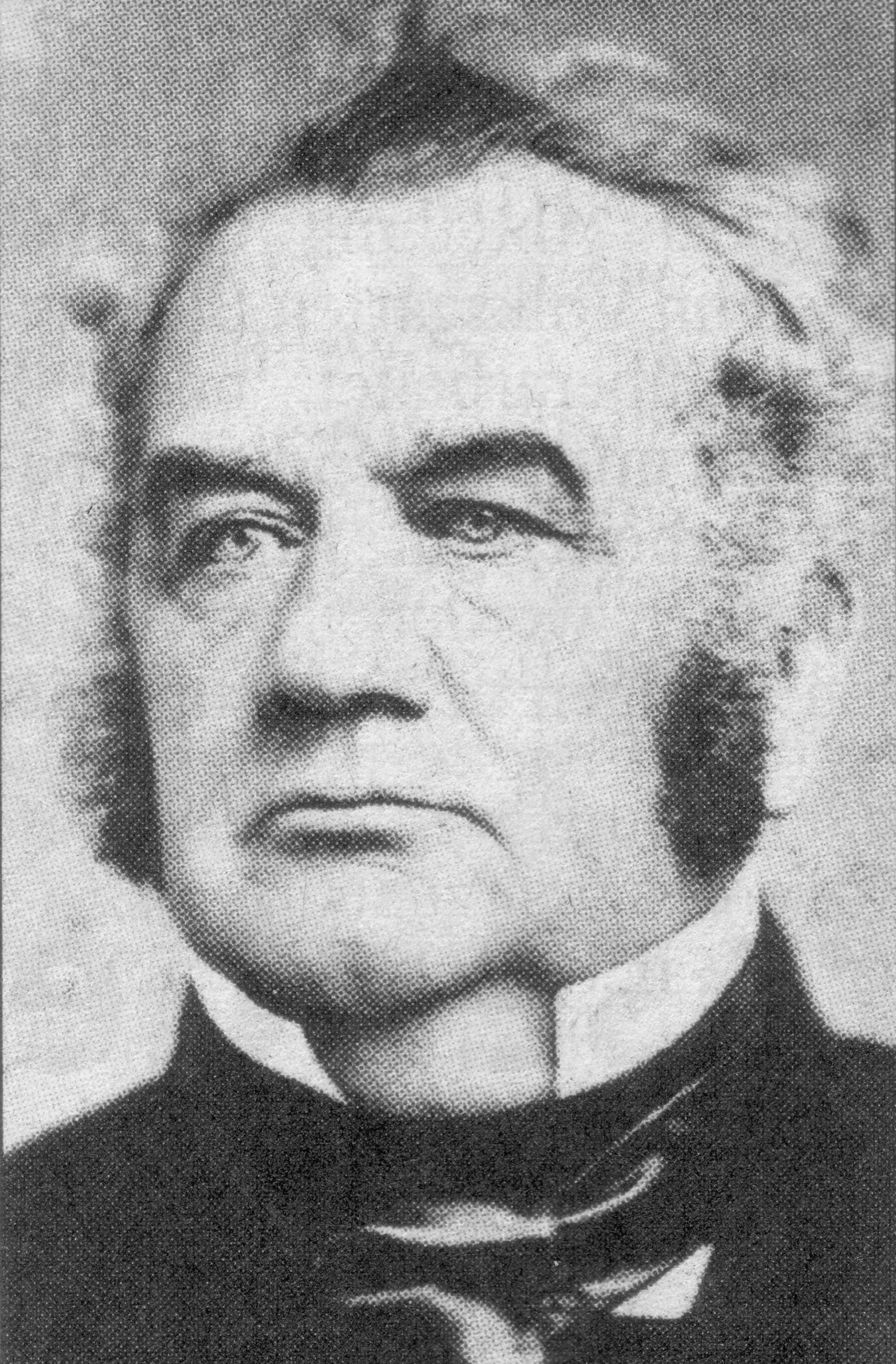
Overweg (Ersteller unbekannt)

| Name                       | Lebensdaten | Abgeordneter von/bis           | Wahlkreis                                 | Fraktion                           |
| -------------------------- | ----------- | ------------------------------ | ----------------------------------------- | ---------------------------------- |
| August Heinrich Oberg      | 1809–1872   | 23. März 1849 20. Mai 1849     | 8. Wahlkreis Hannover in Hildesheim       | fraktionslos                       |
| Mathias Obermüller         | 1787–1855   | 18. Mai 1848 7. Mai 1849       | 9. Wahlkreis Niederbayern in Viechtach    | Café Milani                        |
| Julius Wilhelm Oelsner     | 1800–1862   | 20. Mai 1848 16. Oktober 1848  | 14. Wahlkreis Schlesien in Trebnitz       | fraktionslos                       |
| Wilhelm Oertel             | 1803–1883   | 27. Juni 1848 12. Mai 1849     | 27. Wahlkreis Schlesien in Habelschwerdt  | Café Milani                        |
| Julius Ostendorf           | 1823–1877   | 18. Mai 1848 26. Mai 1849      | 11. Wahlkreis Westfalen in Werl           | Württemberger Hof / Augsburger Hof |
| Carl Ostermünchner         | 1813–1868   | 18. Mai 1848 28. Dezember 1848 | 5. Wahlkreis Niederbayern in Pfarrkirchen | Württemberger Hof / Augsburger Hof |
| Heinrich Philipp Osterrath | 1805–1880   | 18. Mai 1848 8. Mai 1849       | 22. Wahlkreis Preußen in Konitz           | Casino / Pariser Hof               |
| Mutius Aloys Ottow         | 1809–1884   | 19. Mai 1848 31. Mai 1849      | 18. Wahlkreis Preußen in Labiau           | Casino                             |
| Carl Overweg               | 1805–1876   | 10. November 1848 20. Mai 1849 | 12. Wahlkreis Westfalen in Iserlohn       | fraktionslos                       |

## P

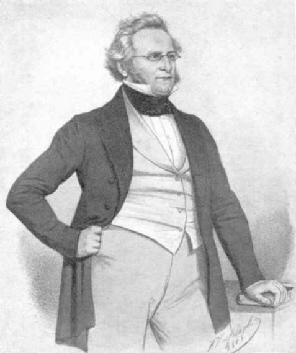
Pagenstecher (Lithographie nach Zeichnung von Heinrich Hasselhorst, 1848)

| Name                                 | Lebensdaten | Abgeordneter von/bis               | Wahlkreis                                                           | Fraktion                               |
| ------------------------------------ | ----------- | ---------------------------------- | ------------------------------------------------------------------- | -------------------------------------- |
| Heinrich Carl Alexander Pagenstecher | 1799–1869   | 18. Mai 1848 2. November 1848      | 26. Wahlkreis Rheinland in Elberfeld                                | Casino                                 |
| Sebastian Pammer                     | 1802–1876   | 18. Mai 1848 24. Juli 1848         | 14. Wahlkreis Österreich ob der Enns und Salzburg in Mattighofen    | fraktionslos                           |
| Julius Carl Pannier                  | 1789–1856   | 21. September 1848 30. Mai 1849    | Wahlkreis Herzogtum Sachsen-Anhalt, Anhalt-Dessau                   | Augsburger Hof                         |
| Guido Pattai                         | 1818–1859   | 18. Mai 1848 18. Juni 1849         | 9. Wahlkreis Steiermark in Gleinstätten                             | Deutscher Hof / Märzverein             |
| Adolph Xaver Paur                    | 1802–1871   | 18. Mai 1848 30. Mai 1849          | 1. Wahlkreis Schwaben in Augsburg                                   | Württemberger Hof / Augsburger Hof     |
| Theodor Paur                         | 1815–1892   | 18. Mai 1848 30. Mai 1849          | 29. Wahlkreis Schlesien in Grottkau                                 | Westendhall / Märzverein               |
| Carl Vincenz Anderat Peintinger      | 1811–1869   | 1. September 1848 2. Oktober 1848  | 14. Wahlkreis Steiermark in Leoben                                  | fraktionslos                           |
| Franz Peitler                        | 1808–1877   | 18. Mai 1848 29. Juni 1848         | 17. Wahlkreis Österreich ob der Enns und Salzburg in Zell am See    | fraktionslos                           |
| Heinrich Perisutti                   | 1797–1874   | 1. September 1848 8. November 1848 | 16. Wahlkreis Steiermark in Judenburg                               | Casino                                 |
| Johann Perthaler                     | 1816–1862   | 1. März 1849 24. April 1849        | 4. Wahlkreis Österreich unter der Enns in Wien-Wieden               | fraktionslos                           |
| Joseph Ignatz Peter                  | 1789–1872   | 23. Mai 1848 30. Mai 1849          | 1. Wahlkreis Baden in Überlingen                                    | Donnersberg / Märzverein               |
| Anton Petzer                         | 1794–1887   | 19. Oktober 1848 14. April 1849    | 1. Wahlkreis Pustertal und am Eisack/Tirol u. Vorarlberg in Bruneck | fraktionslos                           |
| Georg Pfahler                        | 1817–1889   | 18. Mai 1848 18. Juni 1849         | 4. Wahlkreis Donau in Ravensburg                                    | Deutscher Hof / Märzverein             |
| August Emanuel Pfeiffer              | 1812–1854   | 18. Mai 1848 30. Mai 1849          | 19. Wahlkreis Brandenburg in Soldin                                 | Württemberger Hof                      |
| Christian Pfeufer                    | 1808–1882   | 1. Februar 1849 8. Mai 1849        | 1. Wahlkreis Niederbayern in Landshut                               | Augsburger Hof                         |
| Paul Pfizer                          | 1801–1867   | 18. Mai 1848 10. August 1848       | 2. Wahlkreis Neckar in Stuttgart                                    | fraktionslos                           |
| Georg Phillips                       | 1804–1872   | 18. Mai 1848 7. Mai 1849           | 8. Wahlkreis Niederbayern in Deggendorf                             | fraktionslos                           |
| Friedrich Pinckert                   | 1814–1893   | 18. Mai 1848 30. Mai 1849          | 14. Wahlkreis Provinz Sachsen in Zeitz                              | Casino / Württemberger Hof / Landsberg |
| Julius Pinder                        | 1805–1867   | 26. Februar 1849 11. Mai 1849      | 1. Wahlkreis Schlesien in Lauban                                    | fraktionslos                           |
| Beda Piringer                        | 1810–1876   | 18. Mai 1848 19. April 1849        | 9. Wahlkreis Österreich ob der Enns und Salzburg in Eferding        | Pariser Hof                            |
| Christian Heinrich Plaß              | 1812–1878   | 18. Mai 1848 30. Mai 1849          | 19. Wahlkreis Hannover in Neuhaus an der Oste                       | Württemberger Hof / Märzverein         |
| Ludwig von Platen                    | 1804–1869   | 20. August 1848 23. Dezember 1848  | 28. Wahlkreis Preußen in Neustadt                                   | Casino                                 |
| Otto Plathner                        | 1811–1884   | 18. Mai 1848 20. Mai 1849          | 1. Wahlkreis Provinz Sachsen in Halberstadt                         | Casino                                 |
| Robert Plehn                         | 1812–1884   | 31. Mai 1848                       | 32. Wahlkreis Preußen in Marienburg                                 | fraktionslos                           |
| Robert Plehn                         | 1812–1884   | 17. November 1848 11. Mai 1849     | 32. Wahlkreis Preußen in Marienburg                                 | fraktionslos                           |
| Friedrich von Podewils               | 1804–1863   | 11. April 1849 26. Mai 1849        | 3. Wahlkreis Oberpfalz in Amberg                                    | fraktionslos                           |
| Joseph Pözl                          | 1814–1881   | 18. Mai 1848 22. März 1849         | 3. Wahlkreis Oberpfalz in Amberg                                    | Württemberger Hof / Augsburger Hof     |
| Johann Pogge                         | 1793–1854   | 18. Mai 1848 3. November 1848      | 6. Wahlkreis Mecklenburg-Schwerin in Güstrow                        | fraktionslos                           |
| Carl Polatzek                        | 1803–1850   | 18. Oktober 1848 30. April 1849    | Wahlkreis Prerau/Mähren in Weißkirchen                              | fraktionslos                           |
| Josef Potpeschnigg                   | 1809–1893   | 13. Juni 1848 28. Dezember 1848    | 1. Wahlkreis Steiermark in Graz                                     | Casino                                 |
| Giovanni a Prato                     | 1812–1883   | 23. Mai 1848 11. Dezember 1848     | 1. Wahlkreis Rovereto/Tirol u. Vorarlberg in Rovereto               | Deutscher Hof                          |
| Leonhard Presting                    | 1807–1885   | 7. August 1848 30. Mai 1849        | 1. Wahlkreis Preußen in Memel                                       | Casino                                 |
| Giovanni de Pretis                   | 1800–1872   | 23. Mai 1848 1. August 1848        | 4. Wahlkreis Trient/Tirol u. Vorarlberg in Mezzolombardo            | fraktionslos                           |
| Sisinio de Pretis, Edler von Cagnodo | –1855       | 8. Juli 1848 30. Mai 1849          | 3. Wahlkreis Trient/Tirol u. Vorarlberg in Cles                     | Augsburger Hof                         |
| August Prinzinger                    | 1811–1899   | 16. Dezember 1848 31. März 1849    | 17. Wahlkreis Österreich unter der Enns in St. Pölten               | Westendhall                            |
| Carl Theodor Gans zu Putlitz         | 1788–1848   | 18. Mai 1848 10. August 1848       | 7. Wahlkreis Brandenburg in Perleberg                               | fraktionslos                           |

## Q

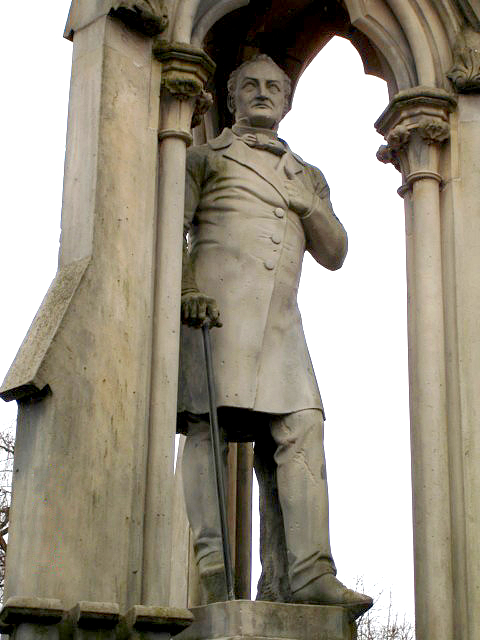
Quintus Icilius (Standbild in Bad Fallingbostel, vermutl. von C. Dopmeyer)

| Name                         | Lebensdaten | Abgeordneter von/bis             | Wahlkreis                               | Fraktion     |
| ---------------------------- | ----------- | -------------------------------- | --------------------------------------- | ------------ |
| Andreas Bernhard Quante      | 1799–1874   | 18. Mai 1848 9. Februar 1849     | 1. Wahlkreis Unterfranken in Arnstein   | Casino       |
| Eduard Quesar                | 1807–1874   | 29. November 1848 13. April 1849 | 14. Wahlkreis Steiermark in Leoben      | fraktionslos |
| Heinrich von Quintus-Icilius | 1798–1861   | 11. September 1848 30. Mai 1849  | 15. Wahlkreis Hannover in Fallingbostel | Landsberg    |

## R

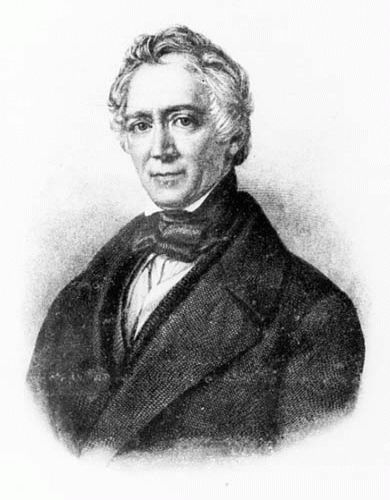
v. Raumer (Darstellung in der Illustrirten Zeitung)
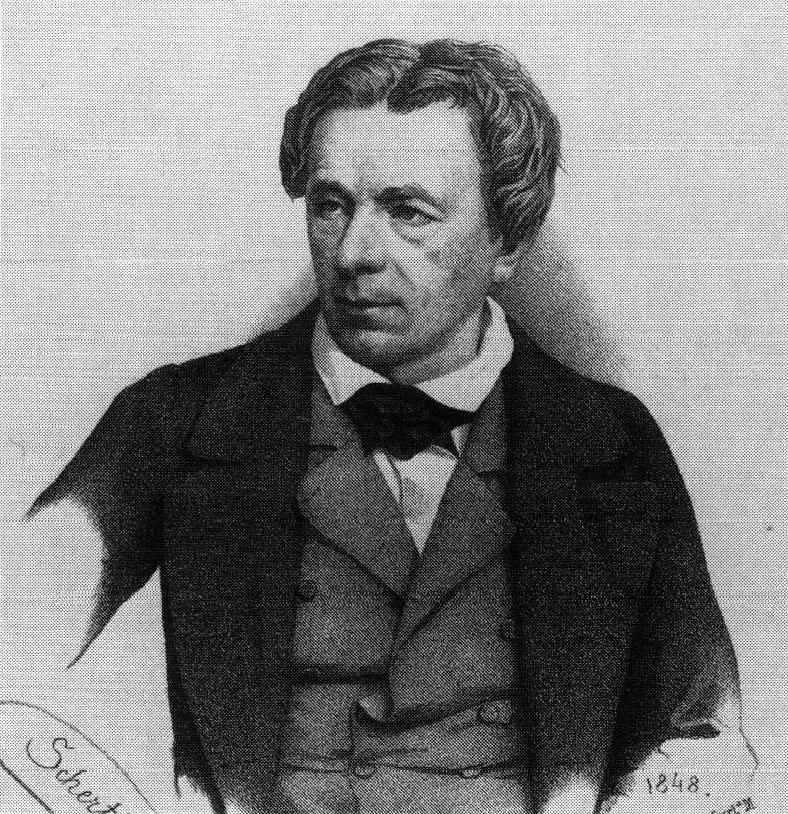
Römer (Lithographie, Ersteller unbekannt)
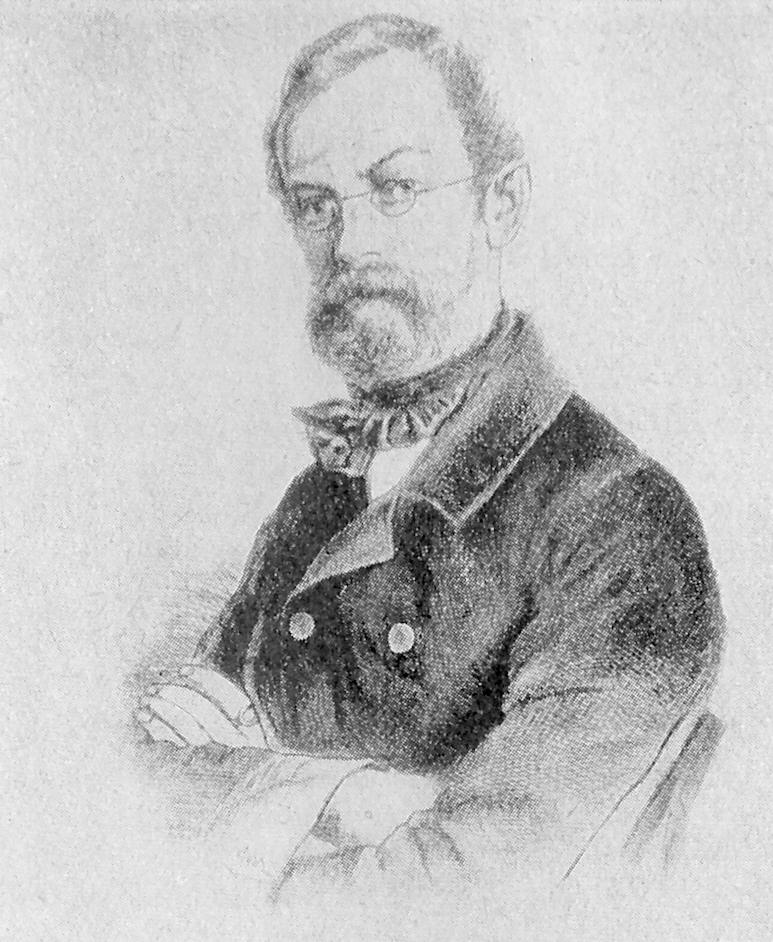
Roßmäßler (Zeitschriftendarstellung)
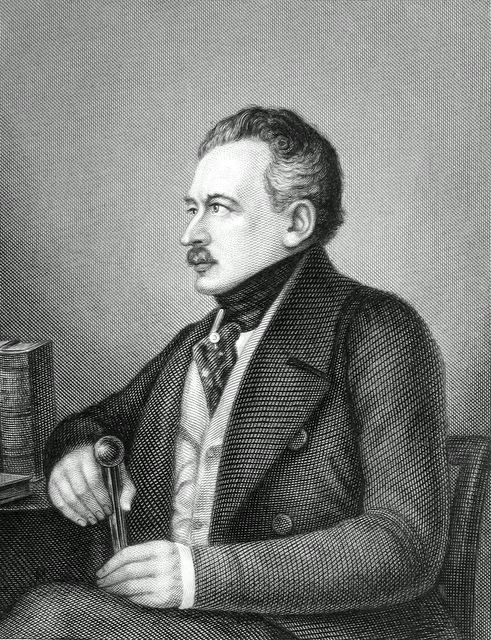
v. Radowitz (Ersteller unbekannt)
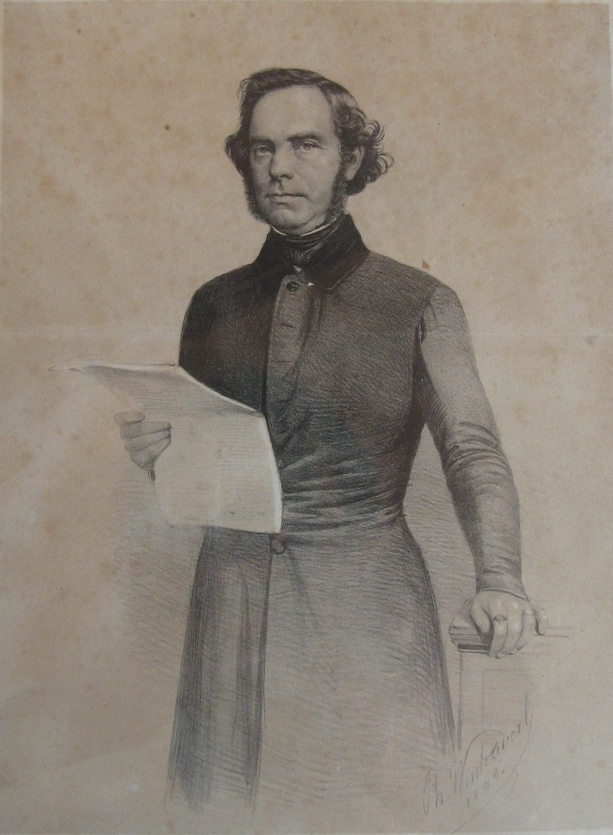
Reh

| Name                        | Lebensdaten | Abgeordneter von/bis             | Wahlkreis                                                     | Fraktion                                                         |
| --------------------------- | ----------- | -------------------------------- | ------------------------------------------------------------- | ---------------------------------------------------------------- |
| Joseph von Radowitz         | 1797–1853   | 20. Mai 1848 30. Mai 1849        | 7. Wahlkreis Westfalen in Rüthen                              | Café Milani                                                      |
| Carl Rättig                 | 1794–1852   | 18. Mai 1848 20. Mai 1849        | 12. Wahlkreis Brandenburg in Potsdam                          | fraktionslos                                                     |
| Emil Rahm                   | 1804–1882   | 13. November 1848 11. Mai 1849   | 6. Wahlkreis Pommern in Dramburg                              | fraktionslos                                                     |
| Josef Rank                  | 1816–1896   | 20. September 1848 18. Juni 1849 | Wahlkreis Klattau/Böhmen in Bischofteinitz                    | Deutscher Hof / Märzverein                                       |
| Johann Ranzoni              | 1799–1869   | 18. Mai 1848 18. August 1848     | Wahlkreis Österreich ob der Enns und Salzburg in Melk         | fraktionslos                                                     |
| Franz Rapp                  | 1820–1875   | 1. September 1848 23. April 1849 | Wahlkreis Leitmeritz/Böhmen in Rumburg                        | Augsburger Hof                                                   |
| Conrad von Rappard          | 1805–1881   | 18. Mai 1848 18. Juni 1849       | 10. Wahlkreis Brandenburg in Angermünde                       | Westendhall / Märzverein                                         |
| Anton Rassl                 | 1801–1873   | 20. Juli 1848 23. April 1849     | Wahlkreis Pilsen/Böhmen in Mies                               | fraktionslos                                                     |
| Friedrich von Raumer        | 1781–1873   | 25. Mai 1848 10. Mai 1849        | 4. Wahlkreis Brandenburg in Berlin                            | Casino                                                           |
| Hans von Raumer             | 1820–1851   | 18. Mai 1848 25. Mai 1849        | 6. Wahlkreis Mittelfranken in Dinkelsbühl                     | Württemberger Hof / Augsburger Hof                               |
| Wenzel Raus                 | 1821–1870   | 30. September 1848 18. Juni 1849 | Wahlkreis Znaim/Mähren in Kromau                              | Deutscher Hof / Märzverein                                       |
| Franz Raveaux               | 1810–1851   | 18. Mai 1848 18. Juni 1849       | 14. Wahlkreis Rheinland in Köln                               | Deutscher Hof / Württemberger Hof / Westendhall / Märzverein     |
| Friedrich Wilhelm von Reden | 1802–1857   | 18. Mai 1848 30. Mai 1849        | 10. Wahlkreis Hannover in Clausthal                           | Württemberger Hof / Westendhall                                  |
| Gustav Rée                  | 1810–1869   | 23. Mai 1848 4. August 1848      | 10. Wahlkreis Baden in Offenburg                              | Donnersberg                                                      |
| Theodor Reh                 | 1801–1868   | 19. Mai 1848 30. Mai 1849        | 5. Wahlkreis Großherzogtum Hessen in Offenbach                | Deutscher Hof / Württemberger Hof / Westendhall / Nürnberger Hof |
| Joseph Martin Reichard      | 1803–1872   | 18. Mai 1848 30. Mai 1849        | 5. Wahlkreis Pfalz in Kirchheimbolanden                       | Donnersberg / Märzverein                                         |
| Oskar von Reichenbach       | 1815–1893   | 18. Oktober 1848 18. Juni 1849   | 30. Wahlkreis Schlesien in Oppeln                             | Deutscher Hof / Märzverein                                       |
| August Reichensperger       | 1808–1895   | 18. Mai 1848 13. Mai 1849        | 17. Wahlkreis Rheinland in Lechenich                          | Casino / Pariser Hof                                             |
| Franz Reindl                | 1801–1874   | 18. Mai 1848 13. April 1849      | 7. Wahlkreis Österreich ob der Enns und Salzburg in Gmunden   | Café Milani                                                      |
| Ludwig Reinhard             | 1805–1877   | 18. Mai 1848 18. Juni 1849       | 4. Wahlkreis Mecklenburg-Schwerin in Boizenburg               | Donnersberg / Deutscher Hof / Märzverein                         |
| August Reinstein            | 1814–1860   | 18. Mai 1848 18. Juni 1849       | 16. Wahlkreis Provinz Sachsen in Naumburg an der Saale        | Donnersberg / Märzverein                                         |
| Joseph Reisinger            | 1803–1865   | 18. Mai 1848 30. Mai 1849        | 3. Wahlkreis Österreich ob der Enns und Salzburg in Freistadt | Augsburger Hof                                                   |
| August Reitmayr             | 1802–1874   | 18. Mai 1848 17. Mai 1849        | 6. Wahlkreis Oberpfalz in Weiden                              | Württemberger Hof / Augsburger Hof                               |
| Heinrich Reitter            | 1816–1906   | Ende Mai 1848 30. Mai 1849       | Wahlkreis Leitmeritz/Böhmen in Böhmisch-Leipa                 | Westendhall / Märzverein                                         |
| Ludwig Renger               | 1813–1905   | 4. Juli 1848 29. April 1849      | Wahlkreis Leitmeritz/Böhmen in Böhmisch-Kamnitz               | Augsburger Hof                                                   |
| Carl Friedrich Rheinwald    | 1802–1876   | 18. Mai 1848 18. Juni 1849       | 1. Wahlkreis Schwarzwald in Spaichingen                       | Deutscher Hof / Nürnberger Hof / Märzverein                      |
| Adolph Richter              | 1803–1864   | 6. Juni 1848 21. Mai 1849        | 30. Wahlkreis Preußen in Schöneck                             | Casino                                                           |
| Franz Joseph Richter        | 1801–1865   | 27. Juni 1848 18. Juni 1849      | 9. Wahlkreis Baden in Lahr                                    | Donnersberg / Märzverein                                         |
| Johann Riedl                | 1808–1876   | 1. Februar 1849 30. April 1849   | 6. Wahlkreis Steiermark in Wildon                             | fraktionslos                                                     |
| Andreas Riegler             | 1820–       | 28. Oktober 1848 19. April 1849  | 2. Wahlkreis Znaim/Mähren in Znaim                            | fraktionslos                                                     |
| Anton Riehl                 | 1820–1886   | 18. Mai 1848 5. April 1849       | 15. Wahlkreis Österreich unter der Enns in Zwettl             | Westendhall / Märzverein                                         |
| Gabriel Riesser             | 1806–1863   | 18. Mai 1848 26. Mai 1849        | Wahlkreis Lauenburg                                           | Württemberger Hof / Augsburger Hof / Nürnberger Hof              |
| Carl Adolph Ritter          | 1794–1863   | 13. Juni 1849 18. Juni 1849      | 4. Wahlkreis Pfalz in Kaiserslautern                          | fraktionslos                                                     |
| Johann Gerhardt Röben       | 1812–1881   | 18. Mai 1848 30. Mai 1849        | 26. Wahlkreis Hannover in Esens                               | Casino / Landsberg                                               |
| Carl Rödenbeck              | 1811–1871   | 31. Mai 1848 18. August 1848     | 12. Wahlkreis Schlesien in Grünberg                           | fraktionslos                                                     |
| Friedrich Roeder            | 1808–1870   | 18. Mai 1848 10. Mai 1849        | 5. Wahlkreis Pommern in Bärwalde                              | Casino                                                           |
| Friedrich Rödinger          | 1800–1868   | 18. Mai 1848 18. Juni 1849       | 3. Wahlkreis Jagst in Öhringen                                | Deutscher Hof / Märzverein                                       |
| Joseph Rölle                | 1815–1870   | 20. Mai 1848 26. Oktober 1848    | 35. Wahlkreis Schlesien in Rybnik                             | fraktionslos                                                     |
| Friedrich Römer             | 1794–1864   | 18. Mai 1848 13. Juni 1849       | 1. Wahlkreis Donau in Göppingen                               | fraktionslos                                                     |
| Friedrich von Rönne         | 1798–1865   | 18. Mai 1848 3. Februar 1849     | 21. Wahlkreis Provinz Sachsen in Mühlhausen                   | fraktionslos                                                     |
| Gustav Adolph Rösler        | 1818–1855   | 18. Mai 1848 18. Juni 1849       | 16. Wahlkreis Schlesien in Oels                               | Deutscher Hof                                                    |
| Emil Franz Rössler          | 1815–1863   | 29. Mai 1848 26. Mai 1849        | Wahlkreis Saaz/Böhmen in Saaz                                 | Württemberger Hof / Augsburger Hof                               |
| Edgar Daniel Roß            | 1807–1885   | 18. Mai 1848 17. Oktober 1848    | Wahlkreis Freie und Hansestadt Hamburg                        | Café Milani / Casino                                             |
| Emil Adolf Roßmäßler        | 1806–1867   | 20. Mai 1848 18. Juni 1849       | 22. Wahlkreis Kgr. Sachsen in Pirna                           | Deutscher Hof / Nürnberger Hof / Märzverein                      |
| Hermann von Rotenhan        | 1800–1858   | 29. Mai 1848 17. Mai 1849        | 8. Wahlkreis Schwaben in Nördlingen                           | Café Milani                                                      |
| Robert Rothe                | 1803–1893   | 21. Oktober 1848 4. April 1849   | 26. Wahlkreis Preußen in Rosenberg                            | Casino                                                           |
| Franz Rudloff               | 1807–1891   | 25. April 1849 18. Mai 1849      | 4. Wahlkreis Posen in Wirsitz                                 | fraktionslos                                                     |
| Maximilian Heinrich Rüder   | 1808–1880   | 18. Mai 1848 30. Mai 1849        | Wahlkreis Oldenburg in Birkenfeld                             | Casino / Landsberg                                               |
| August Rühl                 | 1815–1850   | 18. Mai 1848 18. Juni 1849       | 10. Wahlkreis Kurfürstentum Hessen in Hanau                   | Donnersberg / Märzverein                                         |
| Gustav Rümelin              | 1815–1889   | 18. Mai 1848 24. Mai 1849        | 8. Wahlkreis Schwarzwald in Kirchheim unter Teck              | Württemberger Hof / Augsburger Hof                               |
| Arnold Ruge                 | 1802–1880   | 29. Mai 1848 10. November 1848   | 21. Wahlkreis Schlesien in Breslau                            | Donnersberg                                                      |
| Max Joseph Ruhwandl         | 1806–1890   | 18. Mai 1848 13. Oktober 1848    | 9. Wahlkreis Oberbayern in Moosburg                           | Landsberg                                                        |

## S

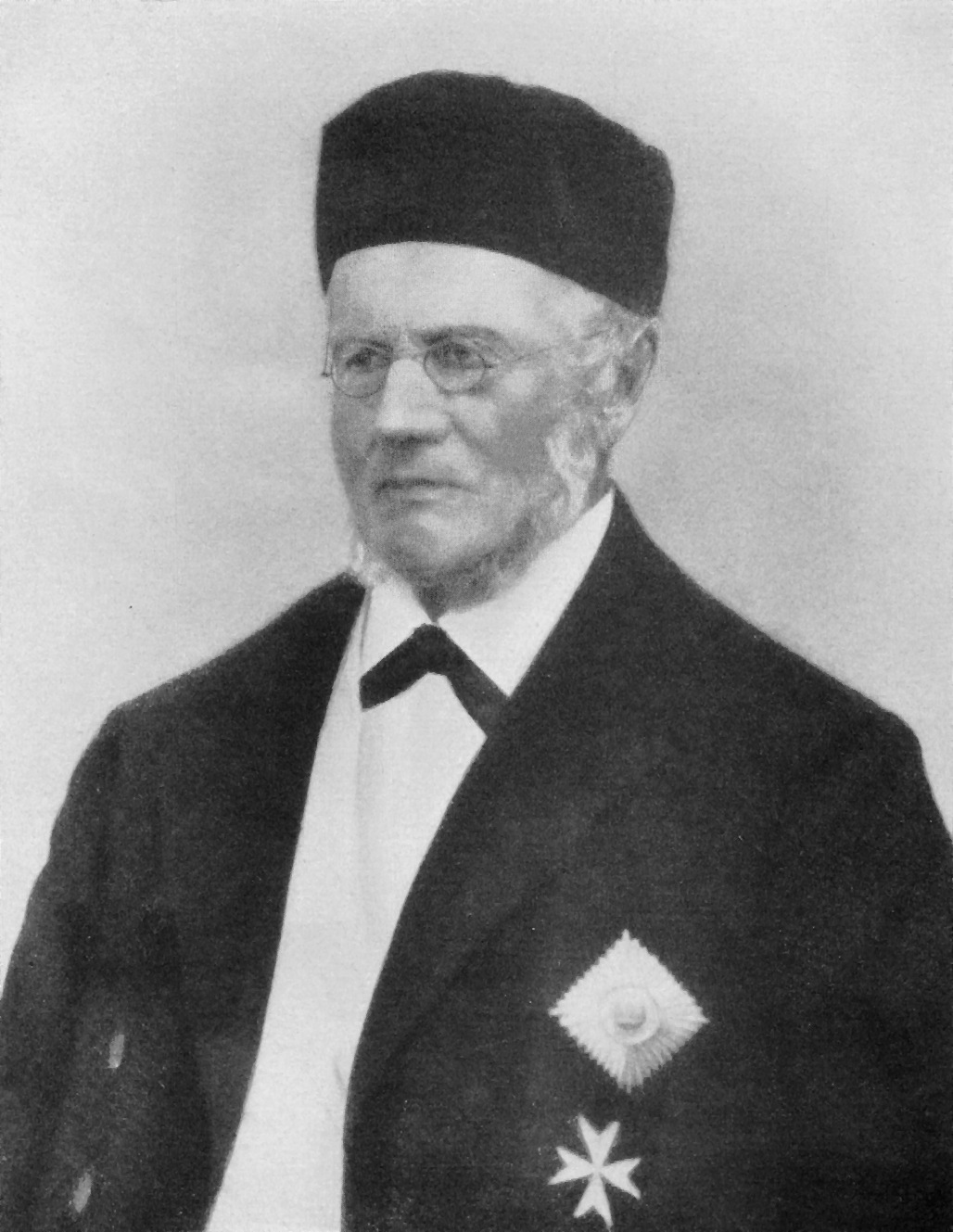
Gustav v. Saltzwedell
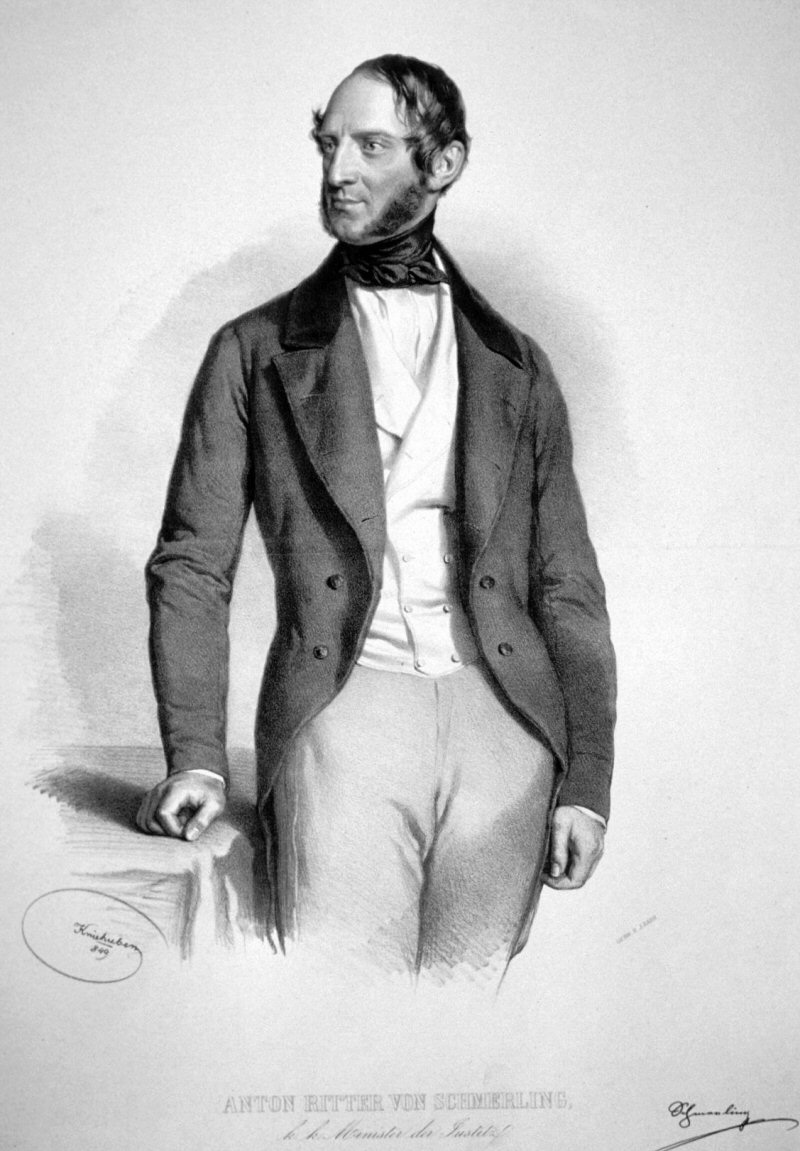
v. Schmerling (Lithographie von Josef Kriehuber)
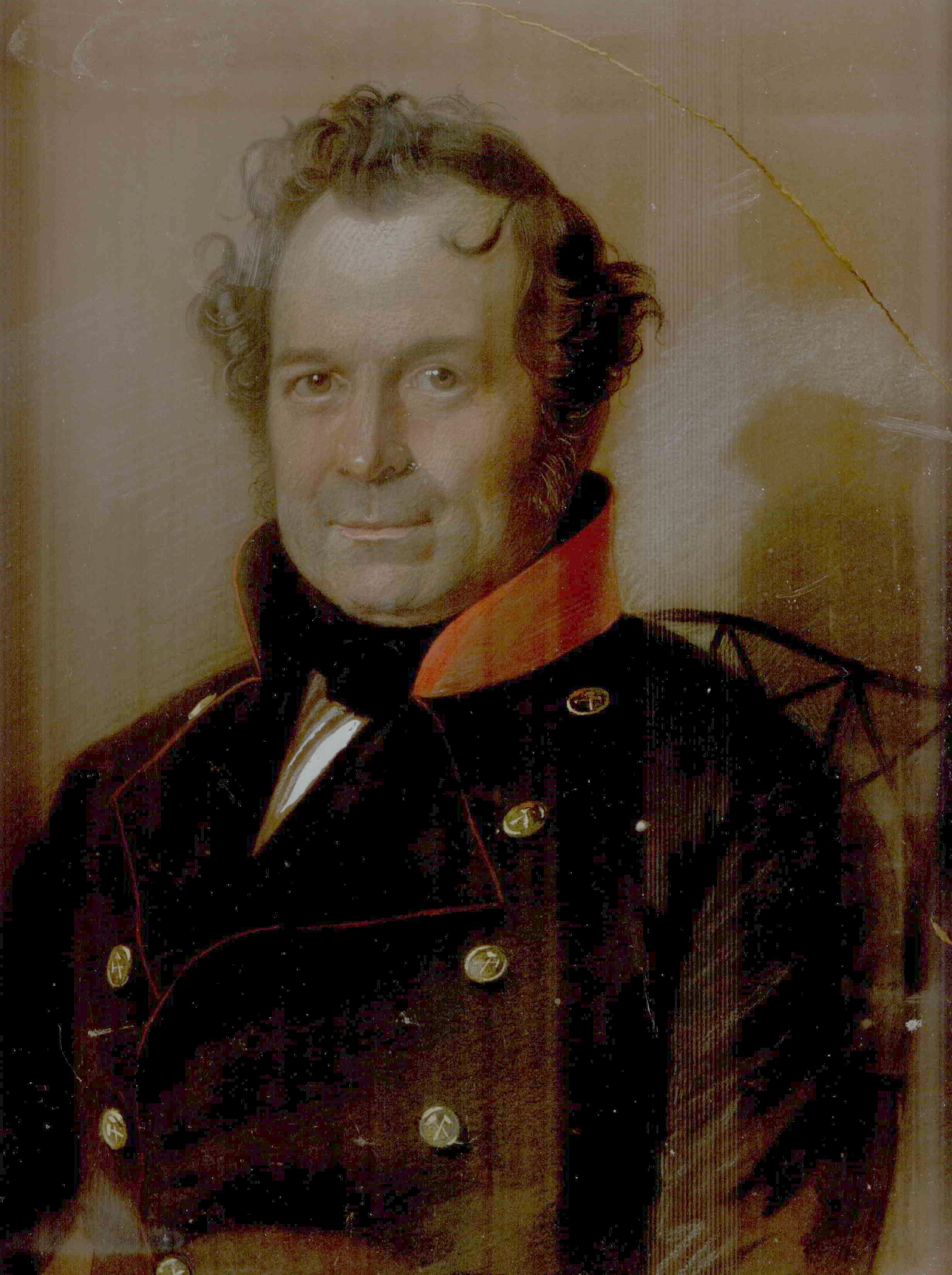
Franz Schmidt (Pastellzeichnung)
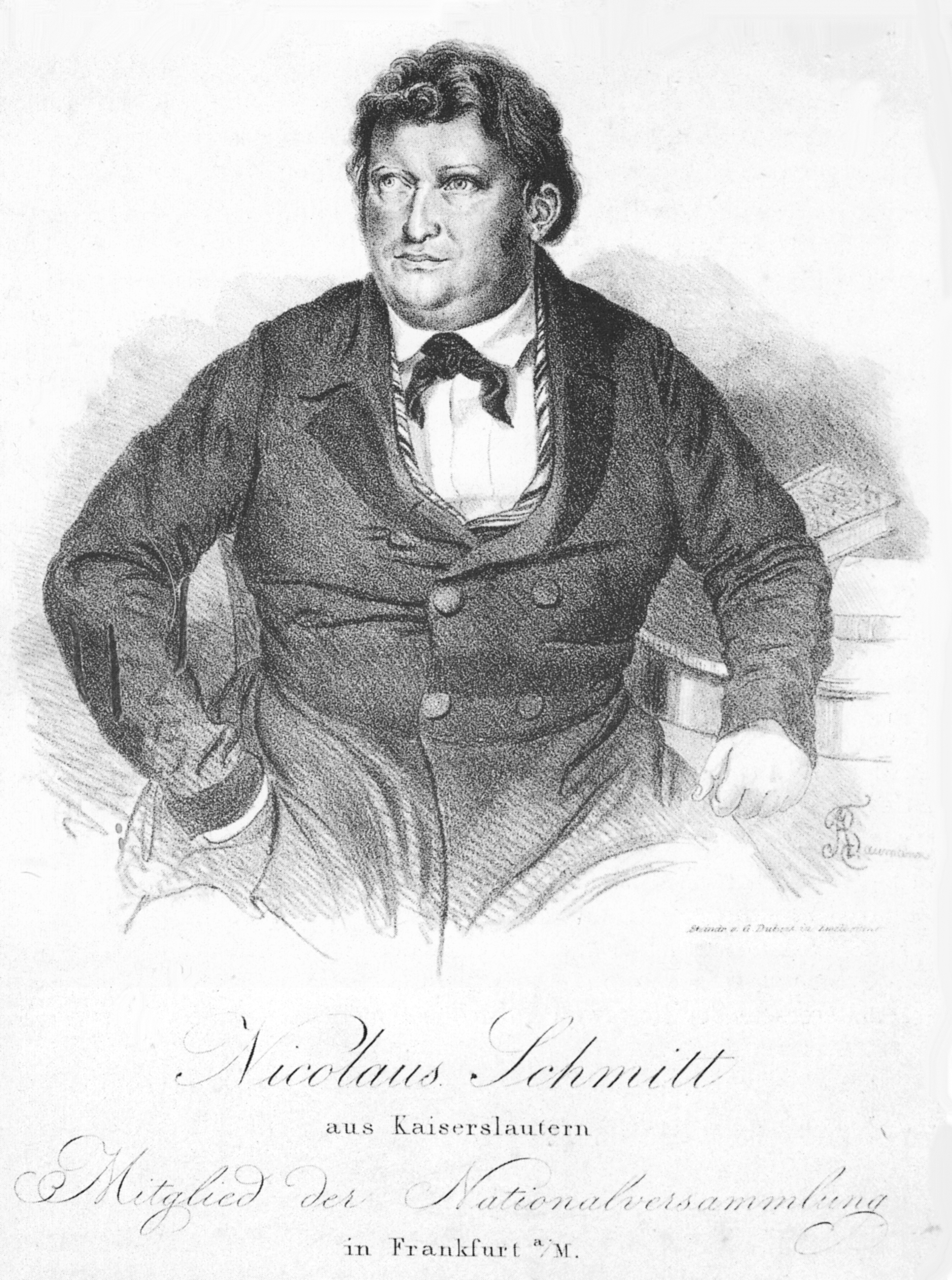
Nicolaus Schmitt
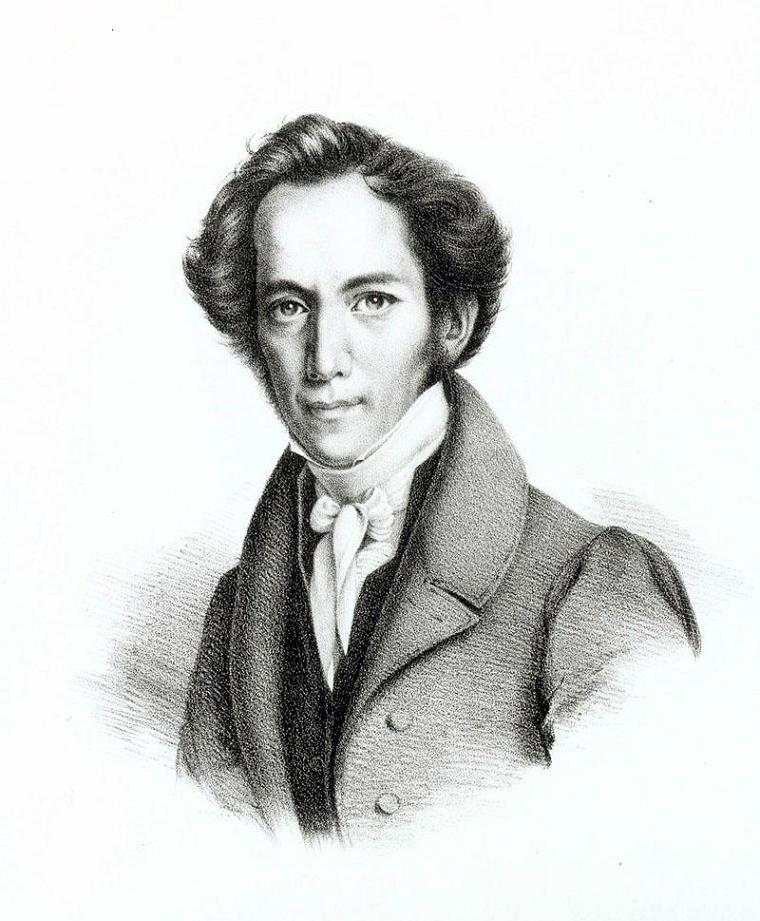
Schüler (Lithographie, Ersteller unbekannt)
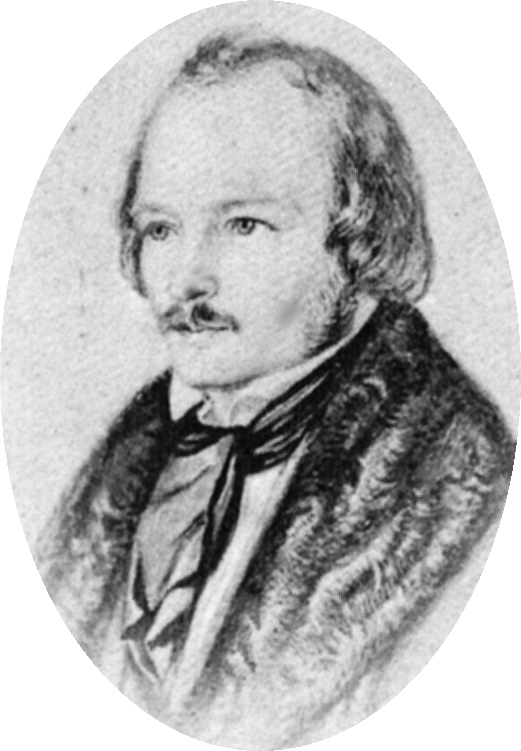
Wilhelm Schulz-Bodmer (Ersteller unbekannt)
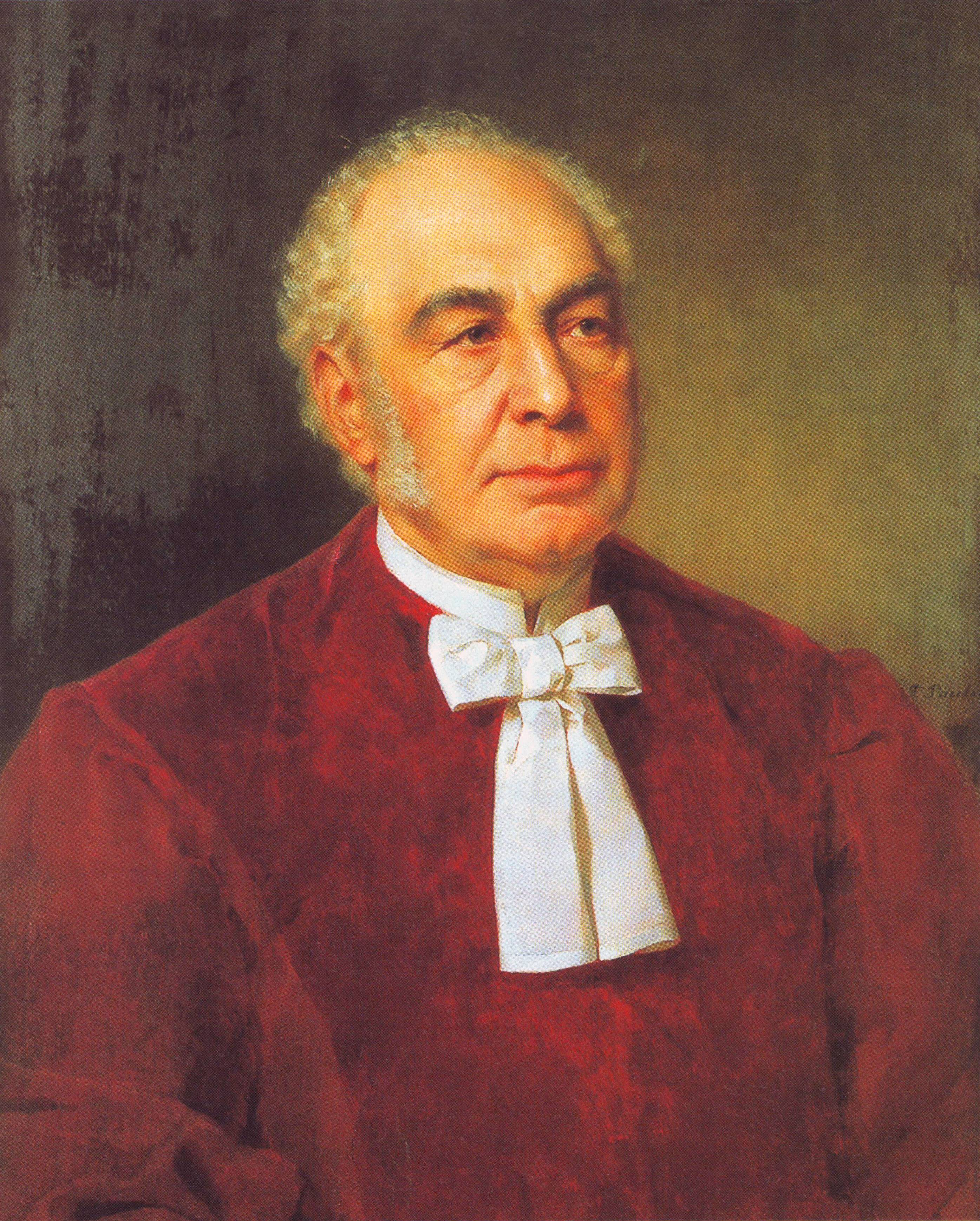
E. Simson (Gemälde von Fritz Paulsen)
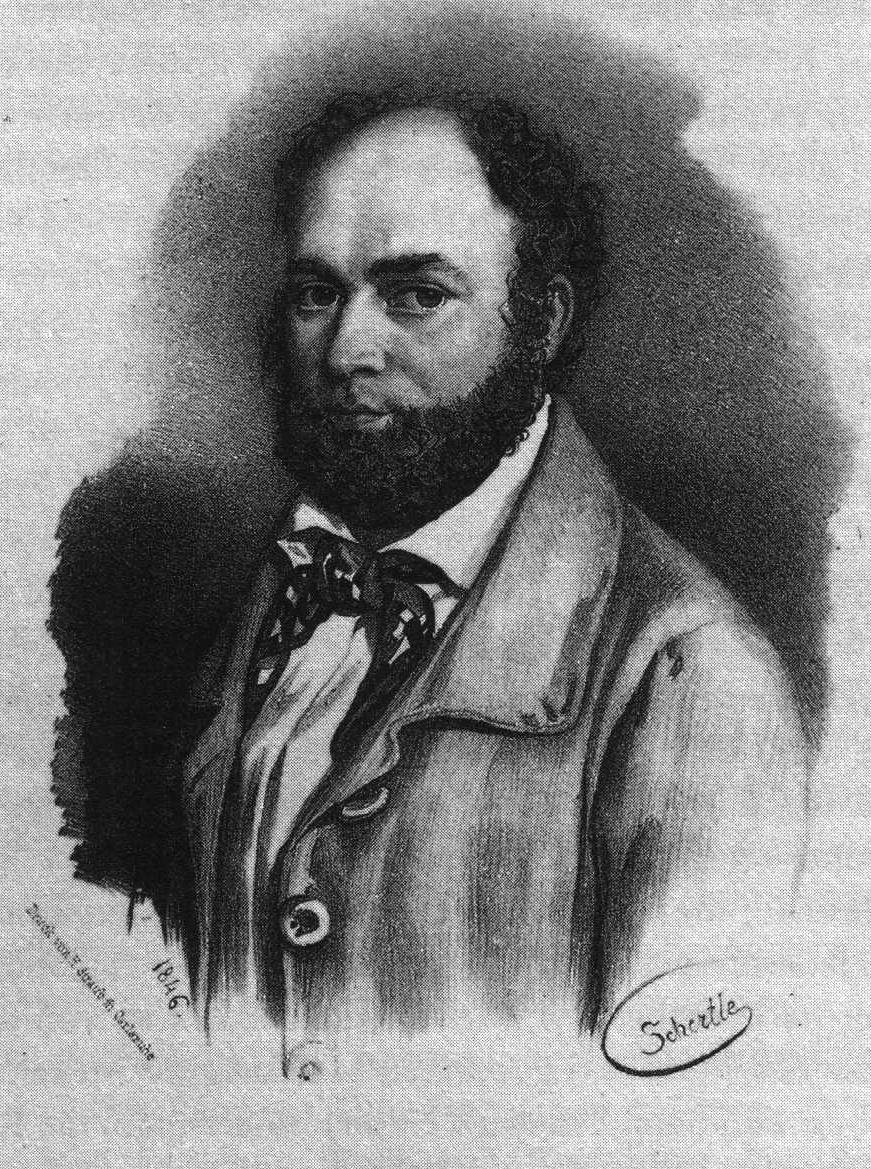
v. Soiron (Lithographie, Ersteller unbekannt)
Carl von Stremayr (1847)
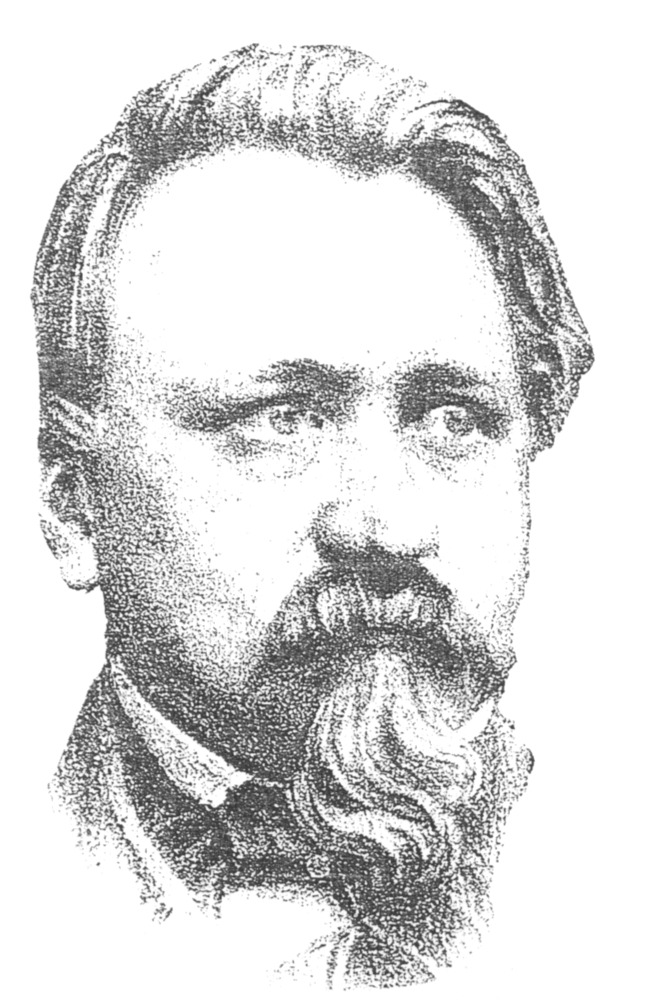
Franz von Schleussing (1849)

| Name                                           | Lebensdaten | Abgeordneter von/bis               | Wahlkreis                                                        | Fraktion                                         |
| ---------------------------------------------- | ----------- | ---------------------------------- | ---------------------------------------------------------------- | ------------------------------------------------ |
| Wilhelm Sachs                                  | 1801–1866   | 28. Juni 1848 18. Juni 1849        | 16. Wahlkreis Baden in Mannheim                                  | Deutscher Hof / Märzverein                       |
| Carl von Saenger                               | 1810–1871   | 18. Mai 1848 11. April 1849        | 4. Wahlkreis Posen in Wirsitz                                    | Casino                                           |
| Gustav von Saltzwedel                          | 1808–1897   | 25. Mai 1848 31. März 1849         | 5. Wahlkreis Preußen in Gumbinnen                                | Casino                                           |
| Ernst Friedrich Fabian von Saucken-Tarputschen | 1791–1854   | 20. Mai 1848 20. Mai 1849          | 6. Wahlkreis Preußen in Angerburg                                | Casino                                           |
| Karl Schädler                                  | 1804–1872   | 8. Januar 1849 30. Mai 1849        | Wahlkreis Liechtenstein in Vaduz                                 | fraktionslos                                     |
| Wilhelm Schaffrath                             | 1814–1893   | 18. Mai 1848 18. Juni 1849         | 24. Wahlkreis Kgr. Sachsen in Stolpen                            | Deutscher Hof / Donnersberg / Märzverein         |
| Julius Scharre                                 | 1810–1868   | 31. Mai 1848 18. Juni 1849         | 4. Wahlkreis Kgr. Sachsen in Hayn                                | Deutscher Hof / Märzverein                       |
| Anton von Schauß                               | 1800–1876   | 18. Mai 1848 29. Mai 1849          | 11. Wahlkreis Oberbayern in Traunstein                           | Landsberg                                        |
| Jacob Scheließnigg                             | 1790–1867   | 9. Juli 1848 25. Januar 1849       | 2. Wahlkreis Kärnten in St. Veit                                 | fraktionslos                                     |
| Friedrich Ernst Scheller                       | 1791–1869   | 18. Mai 1848 10. Mai 1849          | 17. Wahlkreis Brandenburg in Frankfurt (Oder)                    | Casino                                           |
| Carl Schenck                                   | 1805–1868   | 18. Mai 1848 30. Mai 1849          | 1. Wahlkreis Nassau in Rennerod                                  | fraktionslos / Märzverein                        |
| Friedrich Wilhelm Schepp                       | 1807–1867   | 18. Mai 1848 30. Mai 1849          | 4. Wahlkreis Nassau in Nastätten                                 | Casino                                           |
| Jan Lodewijk van Scherpenzeel Heusch           | 1799–1872   | 31. Mai 1848 14. Mai 1849          | Wahlkreis Limburg in Roermond                                    | Württemberger Hof                                |
| Carl von Scheuchenstuel                        | 1792–1867   | 18. Mai 1848 1. August 1848        | 14. Wahlkreis Steiermark in Leoben                               | fraktionslos                                     |
| Robert Schick                                  | 1812–1887   | 3. Oktober 1848 30. Mai 1849       | 20. Wahlkreis Provinz Sachsen in Weißensee                       | Casino                                           |
| Wilhelm Schiedermayer                          | 1812–1855   | 18. Mai 1848 19. April 1849        | 11. Wahlkreis Österreich ob der Enns und Salzburg in Vöcklabruck | fraktionslos                                     |
| Heinrich Schierenberg                          | 1800–1851   | 18. Mai 1848 24. Mai 1849          | Wahlkreis Lippe-Detmold in Lage                                  | Württemberger Hof / Augsburger Hof               |
| Ernst Schilling                                | 1809–1872   | 18. Mai 1848 3. Januar 1849        | 2. Wahlkreis Österreich unter der Enns in Wien-Leopoldstadt      | Deutscher Hof / Märzverein                       |
| Theodor Schindler                              | 1818–1885   | 23. Mai 1848 Mitte Juni 1848       | Wahlkreis Brünn/Mähren in Tischnowitz                            | fraktionslos                                     |
| Heinrich Schirmeister                          | 1817–1892   | 21. Mai 1848 20. Mai 1849          | 3. Wahlkreis Preußen in Insterburg                               | Casino                                           |
| Franz von Schleussing                          | 1809–1887   | 18. Mai 1848 17. Mai 1849          | 10. Wahlkreis Preußen in Lötzen                                  | Casino                                           |
| Friedrich Wilhelm Schlöffel                    | 1800–1870   | 19. Mai 1848 30. Mai 1849          | 6. Wahlkreis Schlesien in Hirschberg                             | Deutscher Hof / Donnersberg / Märzverein         |
| Gustav Schlör                                  | 1820–1883   | 18. Mai 1848 5. März 1849          | 7. Wahlkreis Oberpfalz in Tirschenreuth                          | Württemberger Hof / Augsburger Hof / Pariser Hof |
| Jérôme von Schlotheim                          | 1809–1882   | 18. Mai 1848 22. Februar 1849      | 7. Wahlkreis Posen in Wollstein                                  | Café Milani                                      |
| Arnold Schlüter                                | 1802–1889   | 18. Mai 1848 30. Mai 1849          | 5. Wahlkreis Westfalen in Paderborn                              | Pariser Hof                                      |
| Friedrich Schlutter                            | 1811–1888   | 16. Oktober 1848 18. Juni 1849     | Wahlkreis Sachsen-Altenburg                                      | Donnersberg / Märzverein                         |
| Anton von Schmerling                           | 1805–1893   | 18. Mai 1848 30. April 1849        | 8. Wahlkreis Österreich unter der Enns in Tulln                  | Casino / Pariser Hof                             |
| Wilhelm Adolf Schmidt                          | 1812–1887   | 1. Juni 1848 29. Mai 1849          | 1. Wahlkreis Brandenburg in Berlin-Altkölln                      | Württemberger Hof                                |
| Alois Schmidt                                  | 1798–1865   | 18. Mai 1848 28. August 1848       | 3. Wahlkreis Unterinntal/Tirol u. Vorarlberg in Rattenberg       | fraktionslos                                     |
| Anton Schmidt                                  | 1797–1866   | ca. 31. Mai 1848 22. Juli 1848     | Wahlkreis Prerau/Mähren in Weißkirchen                           | fraktionslos                                     |
| Franz Schmidt                                  | 1818–1853   | 18. Mai 1848 18. Juni 1849         | 5. Wahlkreis Schlesien in Löwenberg                              | Donnersberg                                      |
| Friedrich Schmidt                              | 1804–1869   | 18. Mai 1848 17. August 1848       | 15. Wahlkreis Hannover in Fallingbostel                          | fraktionslos                                     |
| Joseph Schmidt                                 | 1808–1868   | 18. Mai 1848 17. April 1849        | 13. Wahlkreis Österreich ob der Enns und Salzburg in Schärding   | fraktionslos                                     |
| Julius Theodor Schmidt                         | 1814–1861   | 18. Mai 1848 9. Oktober 1848       | 5. Wahlkreis Kgr. Sachsen in Grimma                              | Donnersberg                                      |
| Nicolaus Schmitt                               | 1806–1860   | 18. Mai 1848 30. Mai 1849          | 4. Wahlkreis Pfalz in Kaiserslautern                             | Deutscher Hof / Donnersberg / Märzverein         |
| Alexander Schneer                              | 1814–1855   | 14. Juli 1848 20. Mai 1849         | 19. Wahlkreis Schlesien in Nimptsch                              | Casino / Landsberg                               |
| Johann Friedrich Schneider                     | 1804–1852   | 18. Mai 1848 3. Januar 1849        | 6. Wahlkreis Oberfranken in Kulmbach                             | Württemberger Hof / Augsburger Hof               |
| Joseph Schneider                               | 1824–       | 13. Juni 1848 18. Juni 1849        | Wahlkreis Mähren-Olmütz in Müglitz                               | Württemberger Hof / Märzverein                   |
| Alfred Schnieber                               | 1821–1886   | 31. Mai 1848 7. Dezember 1848      | 2. Wahlkreis Schlesien in Görlitz                                | fraktionslos                                     |
| Alexander Lodewijk Schoenmaeckers              | 1814–1856   | 5. Juni 1848 24. Mai 1849          | Wahlkreis Limburg in Valkenburg                                  | fraktionslos                                     |
| Adolph Gottlieb Ferdinand Schoder              | 1817–1852   | 18. Mai 1848 18. Juni 1849         | 5. Wahlkreis Neckar in Besigheim                                 | Württemberger Hof / Westendhall / Märzverein     |
| Heinrich Cornelius Scholten                    | 1814–1852   | 18. Mai 1848 20. Mai 1849          | 31. Wahlkreis Rheinland in Kleve                                 | Pariser Hof                                      |
| Franz Scholz                                   | 1797–1865   | 18. Mai 1848 11. Mai 1849          | 28. Wahlkreis Schlesien in Neiße                                 | Casino / Landsberg                               |
| Carl Schorn                                    | 1818–1900   | 23. November 1848 26. Mai 1849     | 29. Wahlkreis Rheinland in Essen                                 | Württemberger Hof                                |
| Albert Schott                                  | 1782–1861   | 18. Mai 1848 18. Juni 1849         | 3. Wahlkreis Neckar in Böblingen                                 | Deutscher Hof / Westendhall / Märzverein         |
| Wilhelm Schrader                               | 1817–1907   | 6. Juni 1848 17. April 1849        | 14. Wahlkreis Brandenburg in Brandenburg                         | Casino                                           |
| Eduard Schrakamp                               | 1809–1861   | 3. Juni 1848 19. Juli 1848         | 16. Wahlkreis Westfalen in Drensteinfurt                         | fraktionslos                                     |
| Carl Ludwig Schreiber                          | 1803–1855   | 18. Mai 1848 11. April 1849        | 3. Wahlkreis Westfalen in Bielefeld                              | Casino                                           |
| Gustav Franz Xaver von Schreiner               | 1793–1872   | 18. Mai 1848 19. April 1849        | 5. Wahlkreis Steiermark in Weiz                                  | Württemberger Hof / Augsburger Hof               |
| Karl von Schrenck                              | 1806–1884   | 18. Mai 1848 7. Mai 1849           | 5. Wahlkreis Oberpfalz in Cham                                   | Café Milani                                      |
| Ferdinand Schröder                             | 1818–1857   | 26. Mai 1849 18. Juni 1849         | Wahlkreis Reuß ältere Linie in Greiz                             | Deutscher Hof                                    |
| Johann Friedrich Carl Schröter                 | 1807–1849   | 16. April 1849 20. Mai 1849        | 18. Wahlkreis Brandenburg in Königsberg                          | fraktionslos                                     |
| Wilhelm von Schrötter                          | 1810–1876   | 5. Februar 1849 12. Mai 1849       | 14. Wahlkreis Preußen in Preußisch-Holland                       | fraktionslos                                     |
| Vincenz Schrott                                | 1794–1854   | 20. Mai 1848 10. Mai 1849          | 4. Wahlkreis Krain in Gottschee                                  | Café Milani                                      |
| Christian Friedrich Schubert                   | 1808–1874   | 10. Mai 1849 26. Mai 1849          | 15. Wahlkreis Kgr. Sachsen in Annaberg                           | fraktionslos                                     |
| Friedrich Wilhelm Schubert                     | 1799–1868   | 18. Mai 1848 20. Mai 1849          | 9. Wahlkreis Preußen in Ortelsburg                               | Casino                                           |
| Heinrich Schubert                              | 1805–1880   | 18. Mai 1848 29. Mai 1849          | 3. Wahlkreis Unterfranken in Bischofsheim                        | fraktionslos                                     |
| Christian Schüler                              | 1798–1874   | 18. Mai 1848 18. Juni 1849         | 3. Wahlkreis Sachsen-Weimar-Eisenach in Jena                     | Deutscher Hof / Märzverein                       |
| Friedrich Schüler                              | 1791–1873   | 18. Mai 1848 18. Juni 1849         | 7. Wahlkreis Pfalz in Lauterecken                                | Donnersberg / Märzverein                         |
| Friedrich Jacob Schütz                         | 1813–1877   | 12. Januar 1849 15. Mai 1849       | 12. Wahlkreis Großherzogtum Hessen in Bingen                     | Donnersberg / Märzverein                         |
| Johannes Schuler                               | 1800–1859   | 18. Mai 1848 13. April 1849        | 1. Wahlkreis Unterinntal/Tirol u. Vorarlberg in Innsbruck        | Casino                                           |
| Hyacinth von Schulheim                         | 1815–1875   | 12. April 1849 16. Mai 1849        | 16. Wahlkreis Steiermark in Judenburg                            | fraktionslos                                     |
| Heinrich Schultze                              | 1816–1901   | 18. Mai 1848 24. Mai 1849          | 4. Wahlkreis Schlesien in Landeshut                              | Casino                                           |
| Wilhelm Schultze                               | 1803–1884   | 18. Mai 1848 10. Mai 1849          | 8. Wahlkreis Brandenburg in Ruppin                               | Café Milani                                      |
| Friedrich Gottlieb Schulz                      | 1813–1867   | 18. Mai 1848 18. Juni 1849         | 3. Wahlkreis Nassau in Limburg                                   | Westendhall / Märzverein                         |
| Wilhelm Schulz-Bodmer                          | 1797–1860   | 31. Mai 1848 18. Juni 1849         | 1. Wahlkreis Großherzogtum Hessen in Darmstadt                   | Westendhall / Märzverein                         |
| Franz Schuselka                                | 1811–1886   | 18. Mai 1848 17. August 1848       | 18. Wahlkreis Österreich unter der Enns in Klosterneuburg        | Donnersberg                                      |
| Carl Heinrich Wilhelm Schwarz                  | 1812–1885   | 18. Mai 1848 20. Mai 1849          | 17. Wahlkreis Provinz Sachsen in Torgau                          | Casino                                           |
| Ludwig Schwarzenberg                           | 1787–1857   | 18. Mai 1848 23. Oktober 1848      | 1. Wahlkreis Kurfürstentum Hessen in Kassel                      | Westendhall                                      |
| Philipp Schwarzenberg                          | 1817–1885   | 18. Mai 1848 18. Juni 1849         | 6. Wahlkreis Kurfürstentum Hessen in Melsungen                   | Westendhall / Märzverein                         |
| Wilhelm Schweidler                             | 1805–1877   | 29. Juni 1848 7. September 1848    | Wahlkreis Mähren in Ungarisch-Brod                               | fraktionslos                                     |
| Maximilian von Schwerin-Putzar                 | 1804–1872   | 10. Juli 1848 3. Mai 1849          | 3. Wahlkreis Pommern in Schlawe                                  | Casino / Café Milani                             |
| Carl Gustav Schwetschke                        | 1804–1881   | 18. Mai 1848 20. Mai 1849          | 12. Wahlkreis Provinz Sachsen in Sangerhausen                    | Casino                                           |
| Anastasius Sedlag                              | 1786–1856   | 20. Mai 1848 19. Juli 1848         | 28. Wahlkreis Preußen in Neustadt                                | fraktionslos                                     |
| Georg Christian Philipp Friedrich Seefried     | 1814–1881   | 13. Juni 1849 18. Juni 1849        | 1. Wahlkreis Donau in Göppingen                                  | fraktionslos                                     |
| Karl Friedrich von Selasinsky                  | 1786–1860   | 26. Februar 1849 12. Mai 1849      | 13. Wahlkreis Brandenburg in Jüterbog                            | Café Milani                                      |
| Werner von Selchow                             | 1806–1884   | 18. Mai 1848 21. Mai 1849          | 1. Wahlkreis Pommern in Lauenburg                                | Casino / Café Milani                             |
| Carl Sellmer                                   | 1813–1877   | 18. Mai 1848 20. Mai 1849          | 21. Wahlkreis Brandenburg in Landsberg an der Warthe             | Landsberg                                        |
| Emil Alexander Wilhelm Senff                   | 1807–1879   | 18. Mai 1848 1. September 1848     | 1. Wahlkreis Posen in Inowraclaw                                 | fraktionslos                                     |
| Johann Nepomuk Sepp                            | 1816–1909   | 18. Mai 1848 21. Mai 1849          | 6. Wahlkreis Oberbayern in Rosenheim                             | Café Milani / Casino                             |
| Emmanuel Servais                               | 1811–1890   | 20. Mai 1848 30. Mai 1849          | Wahlkreis Luxemburg                                              | fraktionslos                                     |
| ??? Seydel                                     | 1810–1867   | 19. April 1849 17. Mai 1849        | 7. Wahlkreis Schlesien in Bunzlau                                | fraktionslos                                     |
| Julius Albert Siehr                            | 1801–1876   | 9. Juni 1848 11. Mai 1849          | 4. Wahlkreis Preußen in Ragnit                                   | Casino                                           |
| Gustav Karl Wilhelm Siemens                    | 1806–1874   | 20. Mai 1848 24. Mai 1849          | Wahlkreis Schaumburg-Lippe in Bückeburg                          | Casino                                           |
| Heinrich Simon                                 | 1805–1860   | 18. Mai 1848 18. Juni 1849         | 5. Wahlkreis Provinz Sachsen in Magdeburg                        | Deutscher Hof / Württemberger Hof / Westendhall  |
| Ludwig Gerhard Gustav Simon                    | 1819–1872   | 18. Mai 1848 18. Juni 1849         | 2. Wahlkreis Rheinland in Trier                                  | Deutscher Hof / Donnersberg / Märzverein         |
| Max Simon                                      | 1814–1872   | 19. Mai 1848 30. Mai 1849          | 13. Wahlkreis Schlesien in Steinau                               | Westendhall / Märzverein                         |
| Eduard Simson                                  | 1810–1899   | 18. Mai 1848 20. Mai 1849          | 16. Wahlkreis Preußen in Königsberg-Stadt                        | Casino                                           |
| Georg Bernhard Simson                          | 1817–1897   | 24. Mai 1848 20. Mai 1849          | 23. Wahlkreis Preußen in Preußisch-Stargard                      | Casino                                           |
| Wilhelm Smets                                  | 1796–1848   | 27. Juni 1848 24. Juli 1848        | 20. Wahlkreis Rheinland in Aachen                                | fraktionslos                                     |
| Alexander von Soiron                           | 1806–1855   | 18. Mai 1848 30. Mai 1849          | 19. Wahlkreis Baden in Adelsheim                                 | Casino                                           |
| Franz Philipp von Sommaruga                    | 1815–1884   | 20. Mai 1848 30. April 1849        | Wahlkreis Böhmen-Elbogen/Eger                                    | Casino / Pariser Hof                             |
| Carl Victor Sonnenkalb                         | 1814–1869   | 18. Mai 1848 30. November 1848     | Wahlkreis Sachsen-Altenburg                                      | fraktionslos                                     |
| Carl Alexander Spatz                           | 1810–1856   | 18. Mai 1848 18. Juni 1849         | 2. Wahlkreis Pfalz in Frankenthal                                | Deutscher Hof / Märzverein                       |
| Albert Sprengel                                | 1811–1854   | 18. Mai 1848 24. Mai 1849          | 7. Wahlkreis Mecklenburg-Schwerin in Waren                       | Augsburger Hof                                   |
| Joseph Sprißler                                | 1795–1879   | 18. Mai 1848 11. September 1848    | 2. Wahlkreis Hohenzollern in Sigmaringen                         | fraktionslos                                     |
| Carl Spurzheim                                 | 1810–1872   | 1. September 1848 24. Oktober 1848 | Wahlkreis Österreich ob der Enns und Salzburg in Melk            | fraktionslos                                     |
| Friedrich Wilhelm Stahl                        | 1812–1873   | 18. Mai 1848 24. Mai 1849          | 8. Wahlkreis Mittelfranken in Ellingen                           | Württemberger Hof / Augsburger Hof               |
| Franz Stark                                    | 1818–1880   | 3. Januar 1849 18. Juni 1849       | Wahlkreis Budweis/Böhmen in Krumau                               | fraktionslos                                     |
| Ferdinand Staudenheim von Mühlhof              | 1809–1883   | 29. Mai 1848 17. Juli 1848         | 22. Wahlkreis Österreich unter der Enns in Neunkirchen           | fraktionslos                                     |
| Friedrich Stavenhagen                          | 1796–1869   | 24. Mai 1848 10. Mai 1849          | 3. Wahlkreis Brandenburg in Berlin                               | Casino                                           |
| Karl von Stedman                               | 1804–1882   | 18. Mai 1848 20. Mai 1849          | 12. Wahlkreis Rheinland in Kreuznach                             | Augsburger Hof                                   |
| Johann Baptist Stein                           | 1810–1873   | 20. Mai 1848 17. April 1849        | 3. Wahlkreis Küstenland in Görz                                  | fraktionslos                                     |
| Magnus Friedrich Steindorff                    | 1811–1869   | 30. April 1849 24. Mai 1849        | 4. Wahlkreis Schleswig in Schleswig                              | Augsburger Hof                                   |
| Gustav Adolf Harald Stenzel                    | 1792–1854   | 18. Mai 1848 20. Mai 1849          | 22. Wahlkreis Schlesien in Neumarkt                              | Württemberger Hof / Augsburger Hof               |
| Friedrich Karl Gustav Stieber                  | 1801–1867   | 26. Oktober 1848 10. Mai 1849      | 3. Wahlkreis Kgr. Sachsen in Bautzen                             | Casino                                           |
| Johann Stieger                                 | 1808–1884   | 18. Mai 1848 21. November 1848     | 1. Wahlkreis Kärnten in Klagenfurt                               | fraktionslos                                     |
| Georg Jacob Stockinger                         | 1798–1869   | 24. Mai 1848 18. Juni 1849         | 4. Wahlkreis Schwaben in Günzburg                                | Westendhall / Märzverein                         |
| Moritz Stöcker                                 | 1797–1852   | 3. November 1848 24. Februar 1849  | 4. Wahlkreis Mittelfranken in Erlangen                           | Württemberger Hof / Märzverein                   |
| Johann Stohlmann                               | 1801–1879   | 11. April 1849 20. Mai 1849        | 3. Wahlkreis Westfalen in Bielefeld                              | fraktionslos                                     |
| Friedrich Stolle                               | 1794–1864   | 18. Mai 1848 15. Januar 1849       | 4. Wahlkreis Braunschweig in Holzminden                          | Casino / Landsberg                               |
| Eduard Strache                                 | 1815–1894   | 26. November 1848 30. Mai 1849     | Wahlkreis Leitmeritz/Böhmen in Tetschen                          | fraktionslos                                     |
| Carl van der Straß                             | 1817–1880   | 20. Mai 1848 30. Mai 1848          | Wahlkreis Teschen/Österreichisch-Schlesien in Bielitz            | fraktionslos                                     |
| Valentin von Streffleur                        | 1808–1870   | 6. November 1848 19. April 1849    | 19. Wahlkreis Österreich unter der Enns in Bruck an der Leitha   | fraktionslos                                     |
| Karl von Stremayr                              | 1823–1904   | 18. Mai 1848 23. April 1849        | 12. Wahlkreis Steiermark in Kindberg                             | Württemberger Hof                                |
| Jodocus Stülz                                  | 1799–1872   | 2. Oktober 1848 16. April 1849     | 1. Wahlkreis Vorarlberg/Tirol u. Vorarlberg in Bregenz           | Pariser Hof                                      |
| Bruno Adolph Sturm                             | 1815–1885   | 18. Mai 1848 20. Mai 1849          | 26. Wahlkreis Brandenburg in Sorau                               | Landsberg                                        |
| Franz Benedict Suchan                          | 1806–1871   | 20. Mai 1848 29. Juli 1848         | 32. Wahlkreis Schlesien in Groß-Strehlitz                        | fraktionslos                                     |
| Franz Benedict Suchan                          | 1806–1871   | 13. April 1849 17. Mai 1849        | 32. Wahlkreis Schlesien in Groß-Strehlitz                        | fraktionslos                                     |
| Balthasar Szabel                               | 1814–1869   | 4. April 1849 30. Mai 1849         | Wahlkreis Mähren-Olmütz in Olmütz                                | fraktionslos                                     |

## T

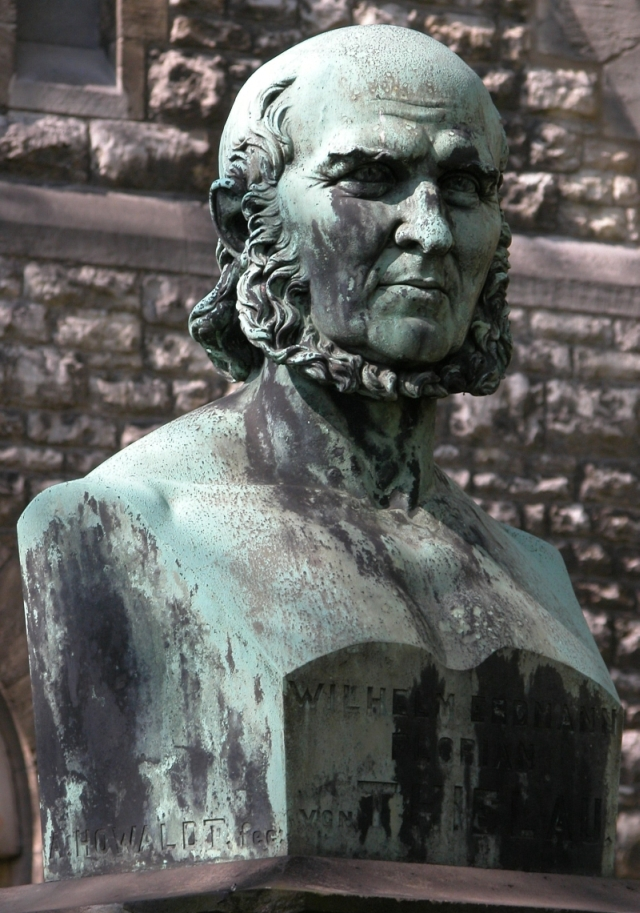
v. Thielau (Büste von Friedrich August Theodor Howaldt)
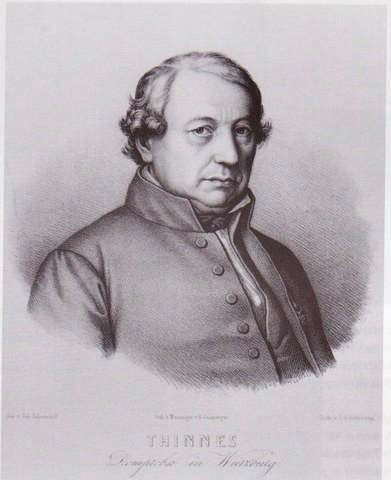
Domkapitular Friedrich Thinnes

| Name                                | Lebensdaten | Abgeordneter von/bis           | Wahlkreis                                                   | Fraktion                                    |
| ----------------------------------- | ----------- | ------------------------------ | ----------------------------------------------------------- | ------------------------------------------- |
| Franz Tafel                         | 1799–1869   | 18. Mai 1848 18. Juni 1849     | 10. Wahlkreis Pfalz in Zweibrücken                          | Deutscher Hof / Nürnberger Hof / Märzverein |
| Gottlob Tafel                       | 1801–1874   | 18. Mai 1848 18. Juni 1849     | 6. Wahlkreis Jagst in Welzheim                              | Deutscher Hof / Märzverein                  |
| Edmund Heinrich Wilhelm Tannen      | 1803–1864   | 20. Mai 1848 10. Mai 1849      | 22. Wahlkreis Brandenburg in Zielenzig                      | Café Milani                                 |
| Franz Tappehorn                     | 1785–1856   | 18. Mai 1848 30. Mai 1849      | Wahlkreis Oldenburg in Vechta und Cloppenburg               | Pariser Hof                                 |
| Gottlob Teichert                    | 1796–1853   | 18. Mai 1848 11. Mai 1849      | 2. Wahlkreis Brandenburg in Berlin-Luisenstadt              | Casino                                      |
| Johann Louis Tellkampf              | 1808–1876   | 19. Mai 1848 21. Mai 1849      | 24. Wahlkreis Schlesien in Schweidnitz                      | Landsberg / Württemberger Hof               |
| Jodocus Temme                       | 1798–1881   | 5. Februar 1849 18. Juni 1849  | 35. Wahlkreis Rheinland in Neuß                             | Westendhall                                 |
| Wilhelm Erdmann Florian von Thielau | 1800–1865   | 15. Januar 1849 20. Mai 1849   | 4. Wahlkreis Braunschweig in Holzminden                     | Casino                                      |
| August Thieme                       | 1821–1879   | 29. Mai 1848 6. Juli 1848      | Wahlkreis Reuß jüngere Linie in Hirschberg                  | Deutscher Hof / Donnersberg                 |
| Friedrich Thinnes                   | 1790–1860   | 18. Mai 1848 29. Mai 1849      | 7. Wahlkreis Mittelfranken in Eichstätt                     | Casino                                      |
| Heinrich Thöl                       | 1807–1884   | 27. November 1848 20. Mai 1849 | Wahlkreis Mecklenburg-Strelitz und Ratzeburg in Neustrelitz | Augsburger Hof                              |
| Bernhard Thüssing                   | 1810–1881   | 22. Februar 1849 30. Mai 1849  | 19. Wahlkreis Westfalen in Lengerich                        | Deutscher Hof                               |
| Nikolaus Titus                      | 1808–1874   | 23. Mai 1848 18. Juni 1849     | 2. Wahlkreis Oberfranken in Bamberg                         | Deutscher Hof / Donnersberg / Märzverein    |
| Johann Tomaschek                    | 1822–1898   | 19. Mai 1848 19. April 1849    | Wahlkreis Mähren in Iglau                                   | fraktionslos                                |
| Johann Trabert                      | 1784–1865   | 8. Januar 1849 21. Mai 1849    | 2. Wahlkreis Schlesien in Görlitz                           | Deutscher Hof                               |
| Albert Trampusch                    | 1816–1898   | 20. Mai 1848 30. Mai 1849      | Wahlkreis Troppau/Österreichisch-Schlesien in Weidenau      | Deutscher Hof / Märzverein                  |
| Julius von Treskow                  | 1818–1894   | 18. Mai 1848 17. Mai 1849      | 2. Wahlkreis Posen in Schubin                               | Café Milani / Casino                        |
| Wilhelm Adolph von Trützschler      | 1818–1849   | 18. Mai 1848 30. Mai 1849      | 13. Wahlkreis Kgr. Sachsen in Oelsnitz                      | Deutscher Hof / Donnersberg / Märzverein    |
| Carl Hugo Tzschucke                 | 1809–1879   | 20. Mai 1848 9. November 1848  | 20. Wahlkreis Kgr. Sachsen in Meißen                        | Deutscher Hof / Donnersberg                 |

## U

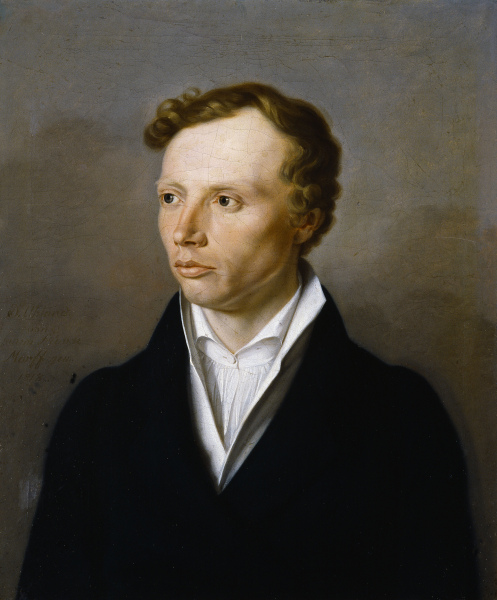
Uhland (Ersteller unbekannt)
v. Unterrichter (Ersteller unbekannt)

| Name                      | Lebensdaten | Abgeordneter von/bis           | Wahlkreis                                                 | Fraktion                           |
| ------------------------- | ----------- | ------------------------------ | --------------------------------------------------------- | ---------------------------------- |
| Ludwig Uhland             | 1787–1862   | 18. Mai 1848 18. Juni 1849     | 6. Wahlkreis Schwarzwald in Rottenburg am Neckar          | fraktionslos / Märzverein          |
| Eduard Ulrich             | 1813–1881   | 30. Juli 1848 5. Dezember 1848 | 1. Wahlkreis Znaim/Mähren in Znaim                        | Westendhall                        |
| Philipp Umbscheiden       | 1816–1870   | 18. Mai 1848 18. Juni 1849     | 1. Wahlkreis Pfalz in Bergzabern                          | Nürnberger Hof / Märzverein        |
| Otto Ungerbühler          | 1799–1857   | 18. Mai 1848 28. Dezember 1848 | 14. Wahlkreis Preußen in Preußisch-Holland                | Casino                             |
| Franz von Unterrichter    | 1775–1867   | 20. Mai 1848 19. April 1849    | 1. Wahlkreis an der Etsch (Tirol und Vorarlberg) in Bozen | Württemberger Hof / Augsburger Hof |
| Albert August von Unwerth | 1804–1866   | 18. Mai 1848 12. Dezember 1848 | 11. Wahlkreis Schlesien in Glogau                         | Casino                             |

## V

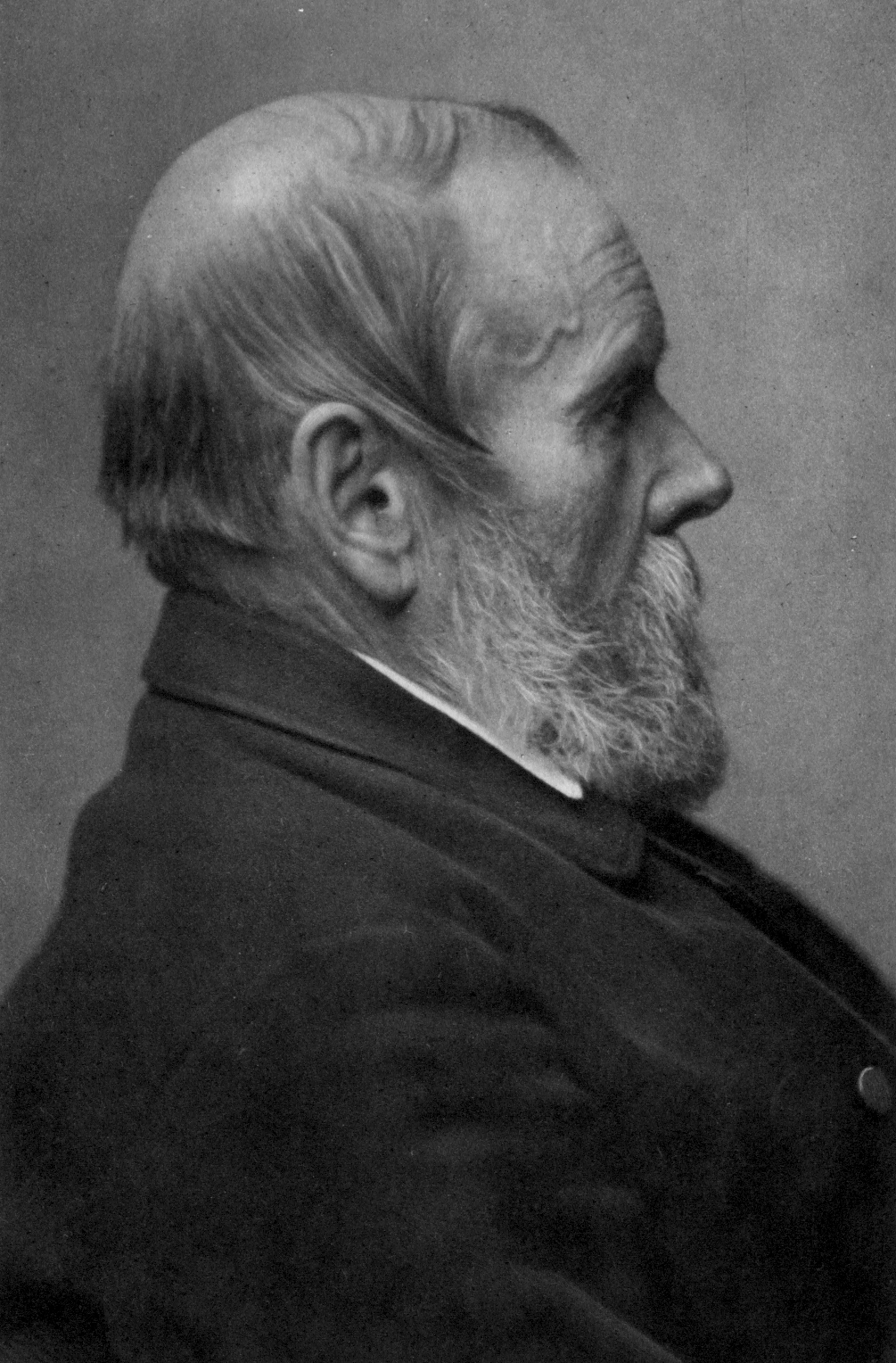
Vischer (Ersteller unbekannt)
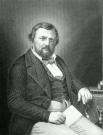
Vogt (Ersteller unbekannt)
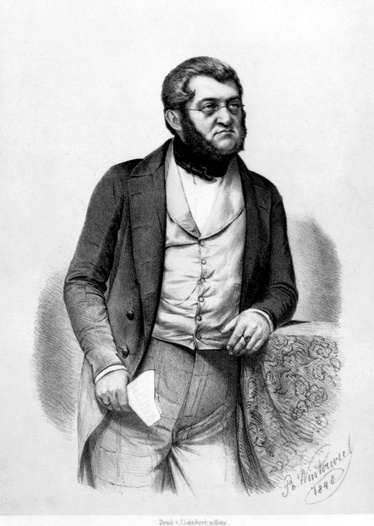
von Vincke (Ersteller unbekannt)

| Name                      | Lebensdaten | Abgeordneter von/bis          | Wahlkreis                                                | Fraktion                                     |
| ------------------------- | ----------- | ----------------------------- | -------------------------------------------------------- | -------------------------------------------- |
| Moritz Veit               | 1808–1864   | 18. Mai 1848 20. Mai 1849     | 6. Wahlkreis Brandenburg in Berlin-Sophienvorstadt       | Casino                                       |
| Jacob Venedey             | 1805–1871   | 18. Mai 1848 18. Juni 1849    | Wahlkreis Hessen-Homburg                                 | Deutscher Hof / Westendhall / Märzverein     |
| Carl Versen               | 1809–1871   | 18. Mai 1848 20. Mai 1849     | 6. Wahlkreis Westfalen in Brackel                        | fraktionslos                                 |
| Gedeone Vettorazzi        | 1808–1854   | 20. Mai 1848 7. November 1848 | 2. Wahlkreis Trient/Tirol u. Vorarlberg in Levico        | Deutscher Hof                                |
| Ernst Viebig              | 1810–1881   | 29. Mai 1848 21. Mai 1849     | 9. Wahlkreis Posen in Posen                              | Casino / Landsberg                           |
| Georg von Vincke          | 1811–1875   | 20. Mai 1848 24. Mai 1849     | 13. Wahlkreis Westfalen in Hagen                         | Café Milani                                  |
| Friedrich Theodor Vischer | 1807–1887   | 18. Mai 1848 18. Juni 1849    | 7. Wahlkreis Schwarzwald in Reutlingen                   | Württemberger Hof / Westendhall / Märzverein |
| Eduard Vogel              | 1804–1868   | 27. Mai 1848 13. Oktober 1848 | 23. Wahlkreis Schlesien in Waldenburg                    | Deutscher Hof                                |
| Ernst Vogel               | 1810–1879   | 18. Mai 1848 30. Mai 1849     | 25. Wahlkreis Brandenburg in Guben                       | Westendhall / Märzverein                     |
| Remigius Vogel            | 1792–1867   | 29. Mai 1848 19. Mai 1849     | 2. Wahlkreis Schwaben in Dillingen                       | Casino                                       |
| Carl Vogt                 | 1817–1895   | 20. Mai 1848 18. Juni 1849    | 6. Wahlkreis Großherzogtum Hessen in Gießen              | Deutscher Hof / Märzverein                   |
| Anton Vonbun              | 1799–1864   | 18. Mai 1848 23. April 1849   | 2. Wahlkreis Vorarlberg/Tirol u. Vorarlberg in Feldkirch | fraktionslos                                 |

## W

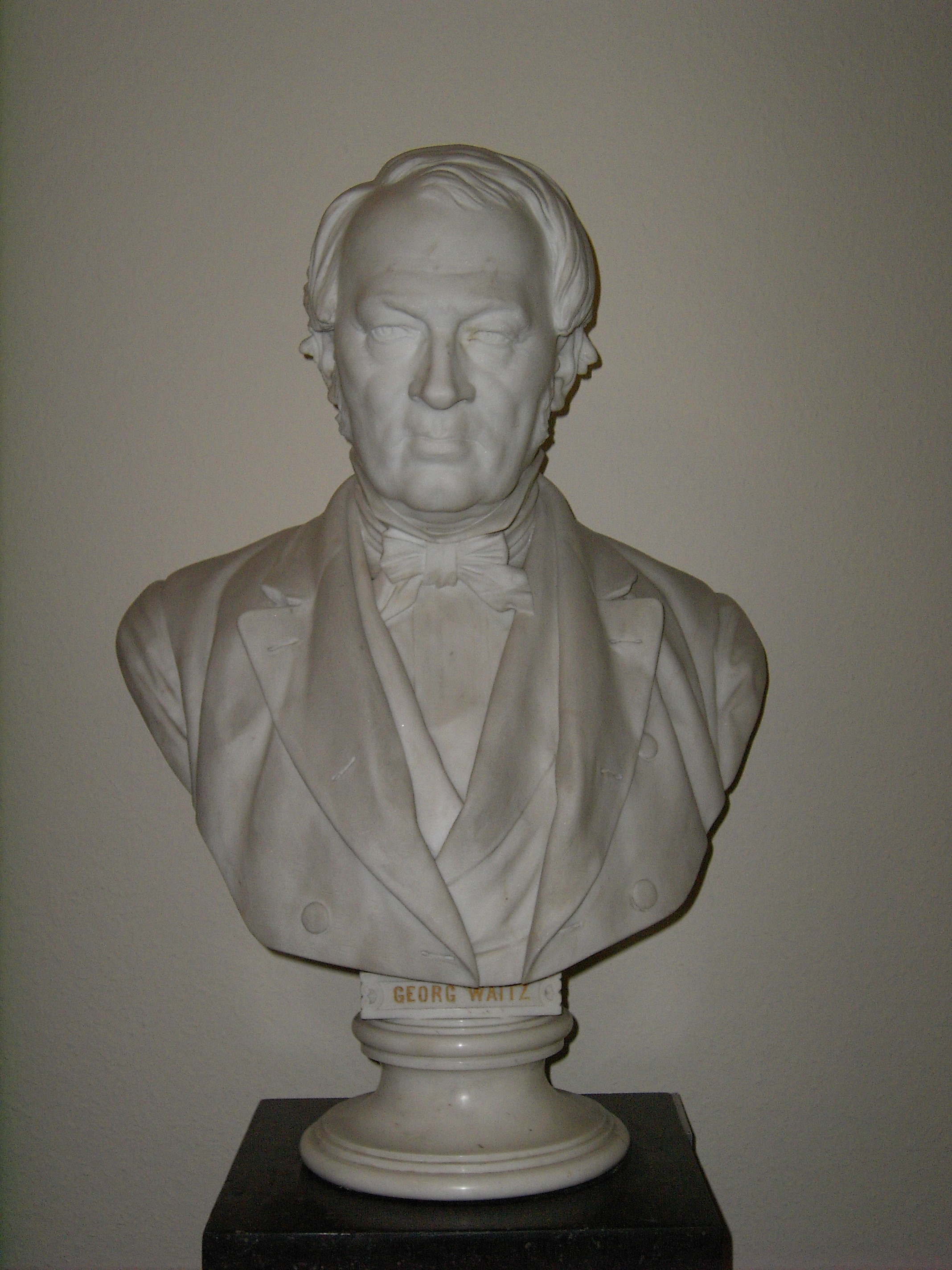
Waitz (Büste von Carl Ferdinand Hartzer)
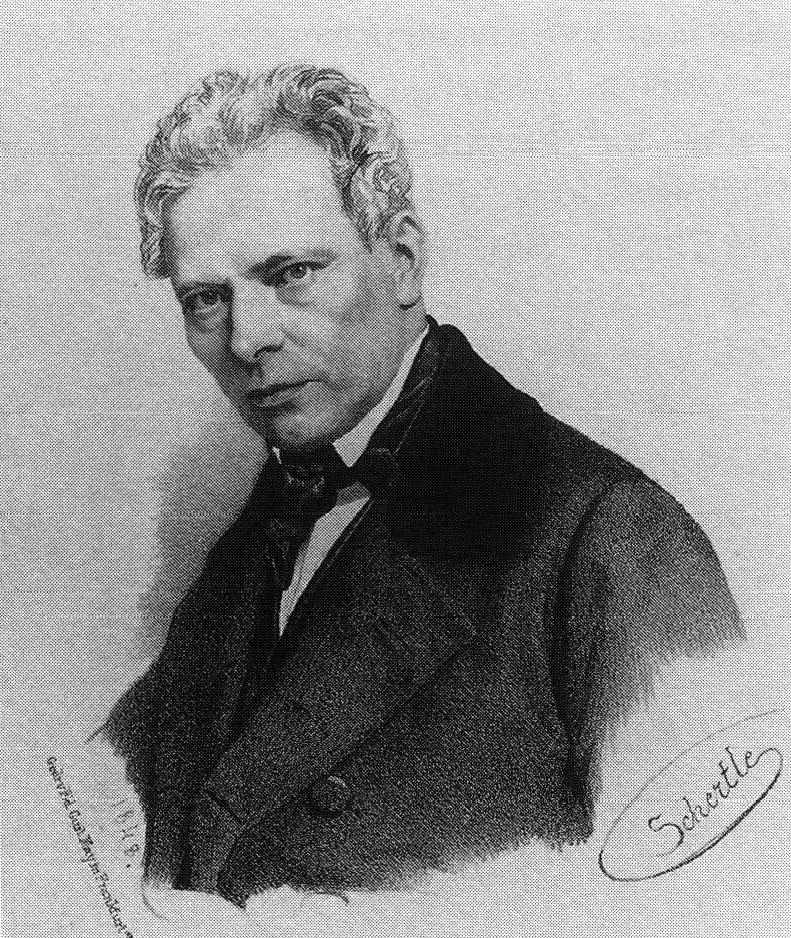
Welcker (Lithographie, Ersteller unbekannt)
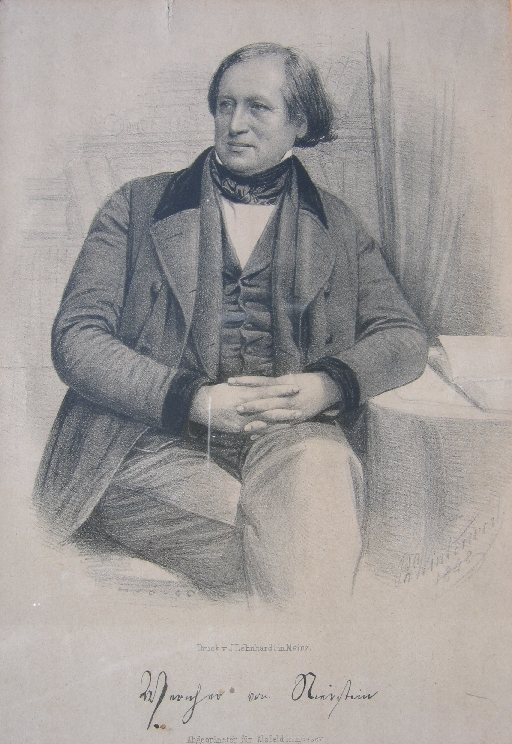
Wernher
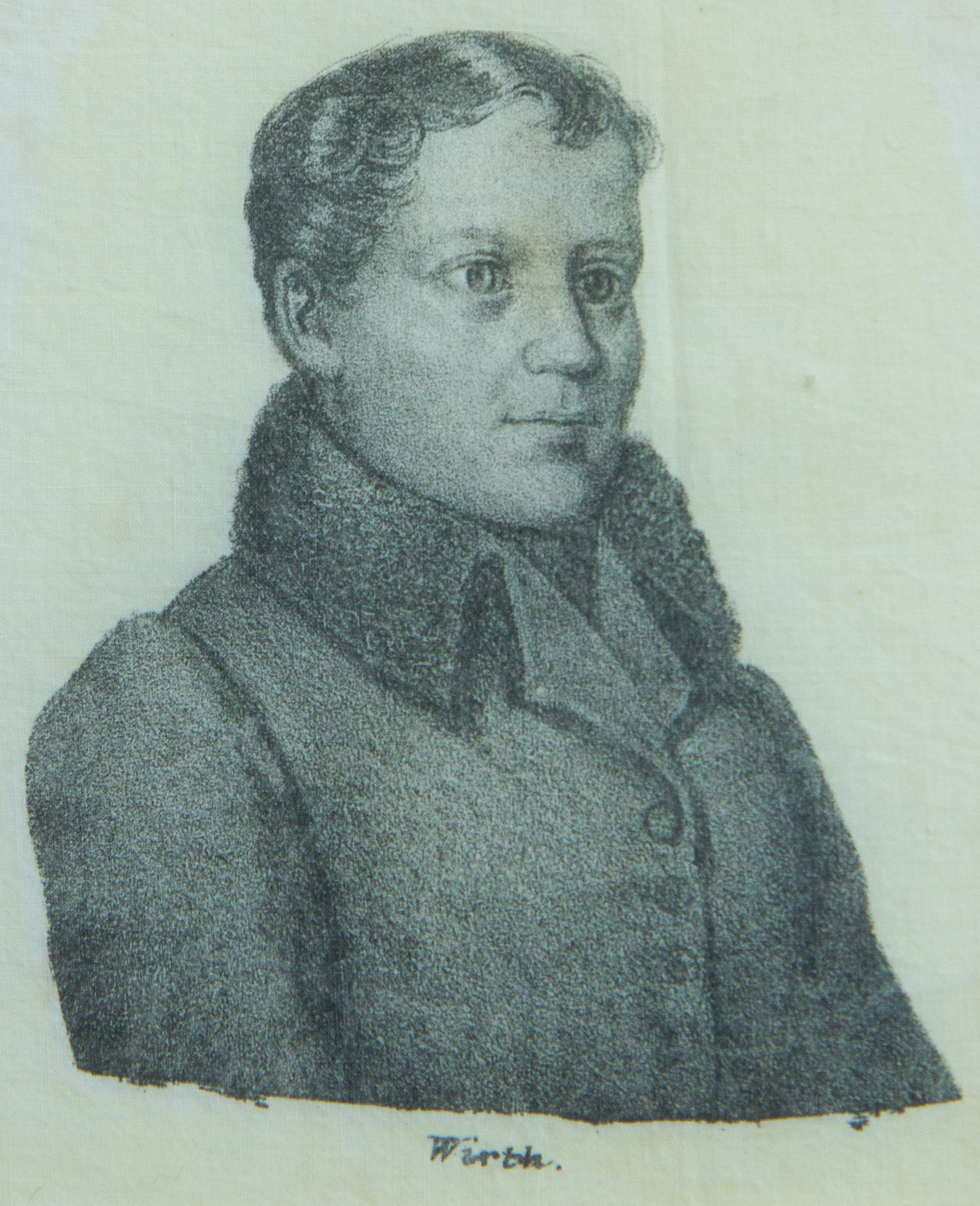
Wirth (Abbildung auf dem Hambacher Tuch)
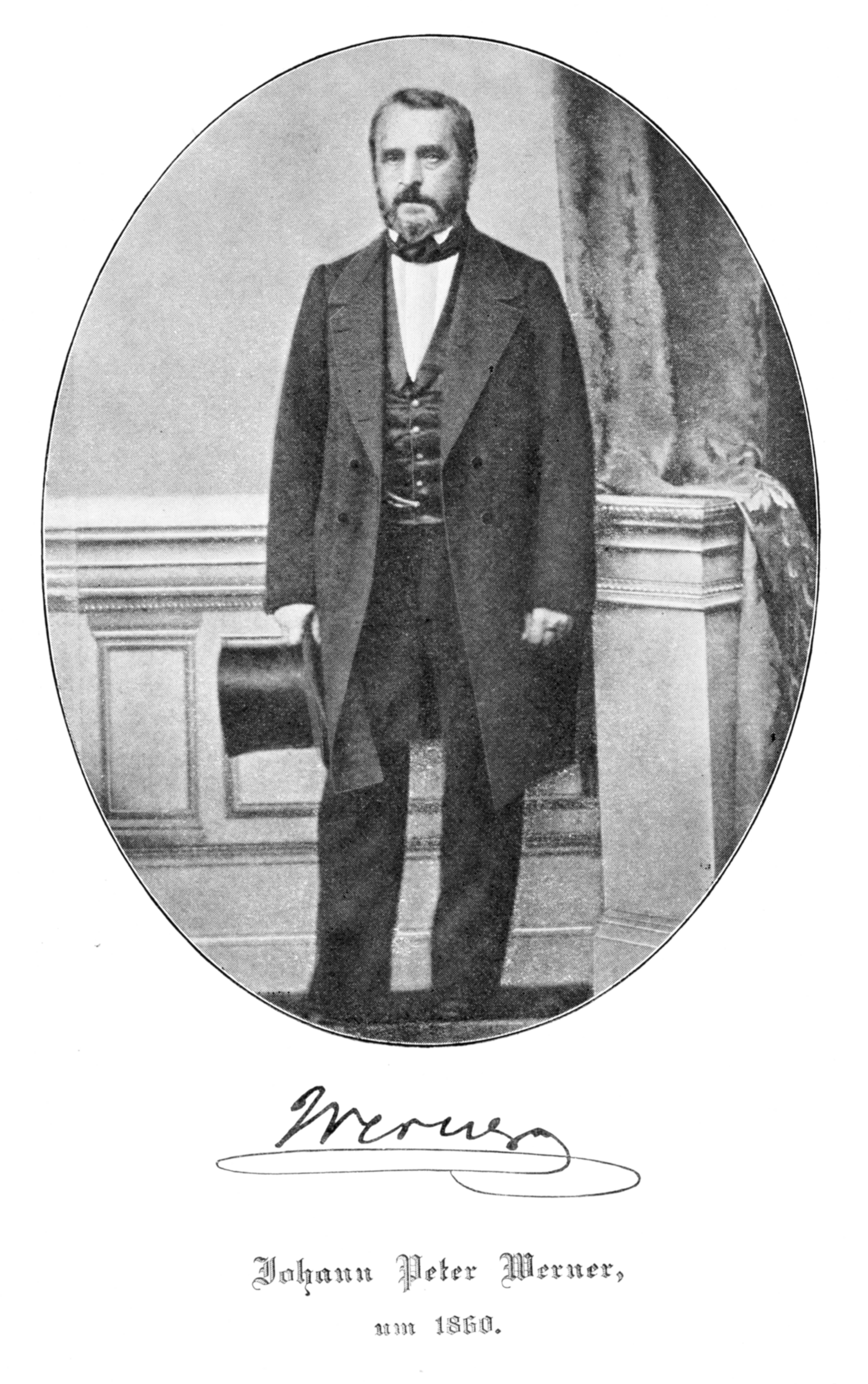
Johann Peter Werner (um 1860)

| Name                                 | Lebensdaten | Abgeordneter von/bis              | Wahlkreis                                                  | Fraktion                                 |
| ------------------------------------ | ----------- | --------------------------------- | ---------------------------------------------------------- | ---------------------------------------- |
| Friedrich Wachsmuth                  | 1803–1868   | 20. Mai 1848 12. Februar 1849     | 2. Wahlkreis Hannover in Hannover-Stadt                    | Casino / Landsberg                       |
| Camillo Wagner                       | 1813–1896   | 18. Mai 1848 19. April 1849       | 5. Wahlkreis Österreich ob der Enns und Salzburg in Steyr  | Westendhall / Märzverein                 |
| Emil Wagner                          | 1820–1888   | 17. März 1849 18. Mai 1849        | 20. Wahlkreis Preußen in Deutsch-Krone                     | fraktionslos                             |
| Georg Waitz                          | 1813–1886   | 18. Mai 1848 20. Mai 1849         | 4. Wahlkreis Holstein in Bordesholm                        | Casino                                   |
| Constantin von Waldburg-Zeil         | 1807–1862   | 27. Juni 1848 18. Juni 1849       | 3. Wahlkreis Donau in Biberach                             | fraktionslos                             |
| Heinrich Waldmann                    | 1811–1896   | 18. Mai 1848 20. Mai 1849         | 23. Wahlkreis Provinz Sachsen in Heiligenstadt             | Casino                                   |
| Robert Walter                        | 1804–1861   | 18. Mai 1848 30. Mai 1849         | 39. Wahlkreis Schlesien in Neustadt                        | Casino / Landsberg                       |
| Alexander von Wartensleben-Schwirsen | 1807–1883   | 18. Mai 1848 28. Dezember 1848    | 7. Wahlkreis Pommern in Greiffenberg                       | Landsberg                                |
| Otto von Watzdorf                    | 1801–1860   | 29. Mai 1848 16. Dezember 1848    | 15. Wahlkreis Kgr. Sachsen in Annaberg                     | Deutscher Hof / Märzverein               |
| Beda Weber                           | 1798–1858   | 18. Mai 1848 12. April 1849       | 2. Wahlkreis An der Etsch/Tirol u. Vorarlberg in Meran     | fraktionslos                             |
| Joseph Weber                         | 1799–1857   | 18. Mai 1848 30. Mai 1849         | 3. Wahlkreis Schwaben in Donauwörth                        | Pariser Hof                              |
| Eduard Wedekind                      | 1805–1885   | 18. Mai 1848 30. Mai 1849         | 5. Wahlkreis Hannover in Sulingen                          | Casino / Landsberg / Württemberger Hof   |
| Georg Ludwig von Wedemeyer           | 1781–1867   | 18. Mai 1848 29. März 1849        | 20. Wahlkreis Brandenburg in Friedeberg                    | Café Milani / Casino                     |
| Hermann Wedewer                      | 1811–1871   | 31. Mai 1848 26. Juni 1848        | 17. Wahlkreis Westfalen in Borken                          | fraktionslos                             |
| Anton von Wegnern                    | 1809–1891   | 31. Mai 1848 17. Mai 1849         | 8. Wahlkreis Preußen in Lyck                               | Café Milani / Casino                     |
| Wilhelm Weigle                       | 1788–1884   | 17. März 1849 18. Juni 1849       | 6. Wahlkreis Neckar in Ludwigsburg                         | Deutscher Hof                            |
| Joseph Weiß                          | 1805–1887   | 18. Mai 1848 17. April 1849       | 4. Wahlkreis Österreich ob der Enns und Salzburg in Grein  | fraktionslos                             |
| Wilhelm Weißenborn                   | 1803–1878   | 18. Mai 1848 4. April 1849        | 2. Wahlkreis Sachsen-Weimar-Eisenach in Eisenach           | Württemberger Hof                        |
| Peter Weckbecker                     | 1807–1875   | 12. Januar 1849 30. Mai 1849      | 10. Wahlkreis Rheinland in Kaisersesch                     | fraktionslos                             |
| Carl Theodor Welcker                 | 1790–1869   | 18. Mai 1848 26. Mai 1849         | 14. Wahlkreis Baden in Wilferdingen                        | Casino / Pariser Hof                     |
| Johann Peter Welter                  | 1823–1881   | 3. Januar 1849 18. Juni 1849      | 3. Wahlkreis Rheinland in Merzig                           | Deutscher Hof                            |
| Franz Werner                         | 1810–1866   | 13. Dezember 1848 23. April 1849  | Wahlkreis Österreich ob der Enns in Melk                   | fraktionslos                             |
| Johann Peter Werner                  | 1798–1869   | 19. Mai 1848 3. Januar 1849       | 10. Wahlkreis Rheinland in Kaisersesch                     | Württemberger Hof                        |
| Maximilian Werner                    | 1815–1875   | 30. Oktober 1848 30. Mai 1849     | 10. Wahlkreis Baden in Offenburg                           | Donnersberg / Märzverein                 |
| Philipp Wilhelm Wernher              | 1802–1887   | 18. Mai 1848 24. Mai 1849         | 7. Wahlkreis Großherzogtum Hessen in Alsfeld               | Württemberger Hof / Augsburger Hof       |
| Agathon Wernich                      | 1800–1868   | 12. Oktober 1848 1. Mai 1849      | 31. Wahlkreis Preußen in Elbing                            | Casino                                   |
| Valentin Joseph Werthmüller          | 1799–1882   | 18. Mai 1848 30. Mai 1849         | 9. Wahlkreis Kurfürstentum Hessen in Fulda                 | fraktionslos                             |
| Hugo Wesendonck                      | 1817–1900   | 18. Mai 1848 18. Juni 1849        | 25. Wahlkreis Rheinland in Düsseldorf                      | Deutscher Hof / Donnersberg / Märzverein |
| Ignatz Wessely                       | 1804–1882   | 15. März 1849 16. April 1849      | Wahlkreis Mähren in Ungarisch-Brod                         | fraktionslos                             |
| Wilhelm Wichmann                     | 1820–1888   | 18. Mai 1848 30. Mai 1849         | 8. Wahlkreis Provinz Sachsen in Stendal                    | Casino / Landsberg                       |
| Christian Widenmann                  | 1802–1876   | 18. Mai 1848 24. Mai 1849         | 34. Wahlkreis Rheinland in Gladbach                        | Württemberger Hof / Augsburger Hof       |
| August Wiebker                       | 1804–1849   | 18. Mai 1848 27. März 1849        | 12. Wahlkreis Pommern in Anklam                            | fraktionslos                             |
| Ludwig Heinrich Wiederhold           | 1801–1850   | 18. Mai 1848 1. Juli 1848         | Wahlkreis Freie und Hansestadt Lübeck                      | fraktionslos                             |
| Adolph Wiesner                       | 1806–1867   | 18. Mai 1848 18. Juni 1849        | 11. Wahlkreis Österreich unter der Enns in Feldsberg       | Deutscher Hof / Donnersberg / Märzverein |
| Wilhelm Wiest                        | 1803–1877   | 18. Mai 1848 30. Mai 1849         | 5. Wahlkreis Donau in Saulgau                              | fraktionslos                             |
| Carl Wiethaus                        | 1809–1865   | 26. Mai 1848 30. Oktober 1849     | 12. Wahlkreis Westfalen in Iserlohn                        | fraktionslos                             |
| Julius Wiethaus                      | 1806–1863   | 15. Juli 1848 17. Mai 1849        | 18. Wahlkreis Rheinland in Gummersbach                     | fraktionslos                             |
| Franz Jacob Wigard                   | 1807–1885   | 18. Mai 1848 18. Juni 1849        | 21. Wahlkreis Sachsen in Dresden-Altstadt                  | Deutscher Hof / Märzverein               |
| Jean-Jacques Willmar                 | 1792–1866   | 31. Mai 1848 2. Januar 1849       | Wahlkreis Luxemburg                                        | fraktionslos                             |
| Johann Baptist Anton Wimmer          | 1793–1870   | 23. April 1849 30. Mai 1849       | 7. Wahlkreis Oberpfalz in Tirschenreuth                    | fraktionslos                             |
| Joseph von Winiwarter                | 1815–1903   | 3. Juni 1848 24. August 1848      | Wahlkreis Bunzlau/Böhmen in Reichenberg                    | fraktionslos                             |
| Johann Carl August Winter            | 1815–1876   | 29. Mai 1848 21. Mai 1849         | 14. Wahlkreis Hannover in Celle                            | fraktionslos                             |
| Karl Wilhelm Wippermann              | 1800–1857   | 18. Mai 1848 30. Mai 1849         | 3. Wahlkreis Kurfürstentum Hessen in Hofgeismar            | Casino                                   |
| Johann Georg August Wirth            | 1798–1848   | 6. Juli 1848 26. Juli 1848        | Wahlkreis Reuß jüngere Linie in Hirschberg                 | Deutscher Hof                            |
| Hellmuth Wöhler                      | 1820–1899   | 26. Februar 1849 18. Juni 1849    | 2. Wahlkreis Mecklenburg-Schwerin in Wismar                | Deutscher Hof / Märzverein               |
| Johann Wolf                          | vor 1803–   | 27. September 1848 9. Januar 1849 | 6. Wahlkreis Steiermark in Wildon                          | fraktionslos                             |
| Wilhelm Wolff                        | 1809–1864   | 21. Mai 1849 18. Juni 1849        | 22. Wahlkreis Schlesien in Neumarkt                        | Donnersberg                              |
| Carl Arthur von Wrochem              | 1809–1872   | 4. April 1849 11. Mai 1849        | 18. Wahlkreis Schlesien in Ohlau                           | fraktionslos                             |
| Otto Carl Würth                      | 1803–1884   | 20. Dezember 1848 18. Juni 1849   | 2. Wahlkreis Hohenzollern in Sigmaringen                   | Deutscher Hof / Donnersberg / Märzverein |
| Joseph von Würth                     | 1817–1855   | 18. Mai 1848 19. März 1849        | 6. Wahlkreis Österreich unter der Enns in Wien-Josephstadt | Casino / Pariser Hof                     |
| Friedrich von Wulffen                | 1790–1858   | 18. Mai 1848 7. Mai 1849          | 7. Wahlkreis Niederbayern in Wolfstein                     | Café Milani                              |
| Christian Friedrich Wurm             | 1803–1859   | 18. Mai 1848 24. Mai 1849         | 1. Wahlkreis Neckar in Esslingen                           | Württemberger Hof / Augsburger Hof       |
| Heinrich Wuttke                      | 1818–1876   | 23. November 1848 30. Mai 1849    | 6. Wahlkreis Sachsen in Leipzig                            | Württemberger Hof                        |
| Oskar von Wydenbrugk                 | 1815–1876   | 18. Mai 1848 30. Mai 1849         | 1. Wahlkreis Sachsen-Weimar-Eisenach in Weimar             | Württemberger Hof / Märzverein           |

## X
| Name                | Lebensdaten | Abgeordneter von/bis       | Wahlkreis                        | Fraktion     |
| ------------------- | ----------- | -------------------------- | -------------------------------- | ------------ |
| Joseph von Xylander | 1794–1854   | 13. April 1849 7. Mai 1849 | 5. Wahlkreis Oberbayern in Bruck | fraktionslos |

## Z

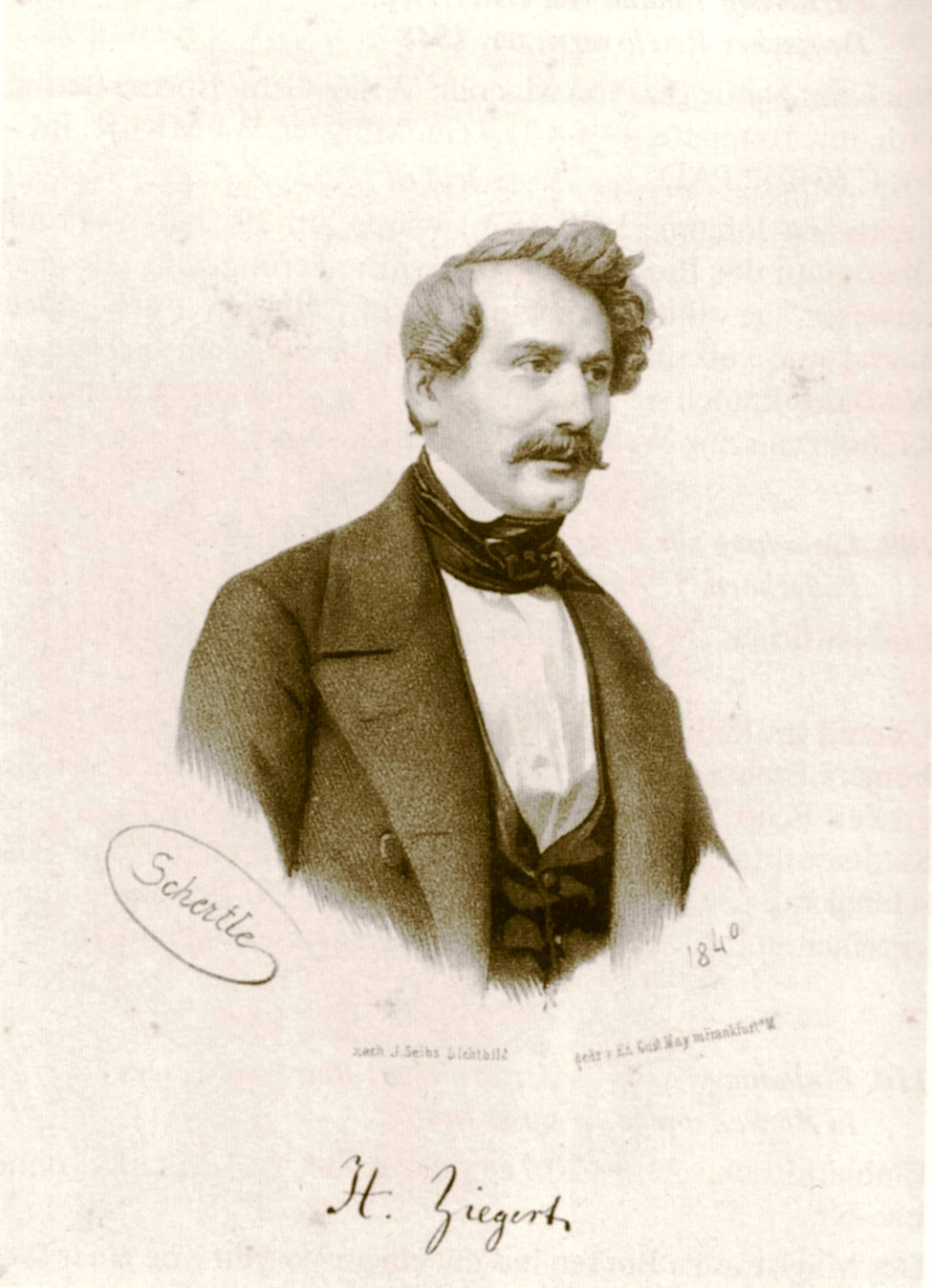
Ziegert (Lithographie von V. Schertle)

| Name                              | Lebensdaten | Abgeordneter von/bis           | Wahlkreis                                   | Fraktion                           |
| --------------------------------- | ----------- | ------------------------------ | ------------------------------------------- | ---------------------------------- |
| Friedrich Wilhelm Conrad Zachariä | 1798–1869   | 18. Mai 1848 29. Mai 1849      | Wahlkreis Anhalt-Bernburg                   | Casino                             |
| Heinrich Albert Zachariä          | 1806–1875   | 18. Mai 1848 26. Mai 1849      | 6. Wahlkreis Hannover in Göttingen          | Casino / Nürnberger Hof            |
| Friedrich Joseph Zell             | 1814–1881   | 18. Mai 1848 30. Mai 1849      | 4. Wahlkreis Rheinland in Bernkastel        | Württemberger Hof                  |
| Johannes Zeltner                  | 1805–1882   | 11. Dezember 1848 24. Mai 1849 | 3. Wahlkreis Mittelfranken in Fürth         | Landsberg                          |
| Johann Baptist von Zenetti        | 1785–1856   | 18. Mai 1848 8. Januar 1849    | 1. Wahlkreis Niederbayern in Landshut       | Casino                             |
| Adolf von Zerzog                  | 1799–1880   | 18. Mai 1848 24. Mai 1849      | 1. Wahlkreis Oberpfalz in Regensburg        | Württemberger Hof / Augsburger Hof |
| August Ziegert                    | 1810–1882   | 18. Mai 1848 25. Mai 1849      | 1. Wahlkreis Westfalen in Minden            | Württemberger Hof                  |
| Carl Zimmer                       | 1818–1891   | 26. Mai 1849 18. Juni 1849     | Wahlkreis Pilsen/Böhmen in Plan             | fraktionslos                       |
| Eduard Zimmermann                 | 1811–1880   | 18. Mai 1848 18. Juni 1849     | 24. Wahlkreis Brandenburg in Luckau         | Donnersberg / Märzverein           |
| Wilhelm Zimmermann                | 1807–1878   | 18. Mai 1848 18. Juni 1849     | 2. Wahlkreis Jagst in Schwäbisch Hall       | Deutscher Hof / Donnersberg        |
| Karl Zittel                       | 1802–1871   | 18. Mai 1848 30. Mai 1849      | 13. Wahlkreis Baden in Karlsruhe            | Casino                             |
| Franz Zitz                        | 1803–1877   | 18. Mai 1848 1. Mai 1849       | 10. Wahlkreis Großherzogtum Hessen in Mainz | Deutscher Hof / Donnersberg        |
| Wilhelm August Zöllner            | 1807–1868   | 18. Mai 1848 26. Mai 1849      | 2. Wahlkreis Sachsen in Löbau               | Casino                             |
| Johannes zum Sande                | 1802–1878   | 18. Mai 1848 30. Mai 1849      | 22. Wahlkreis Hannover in Lingen            | Pariser Hof                        |